# Scharfschütze

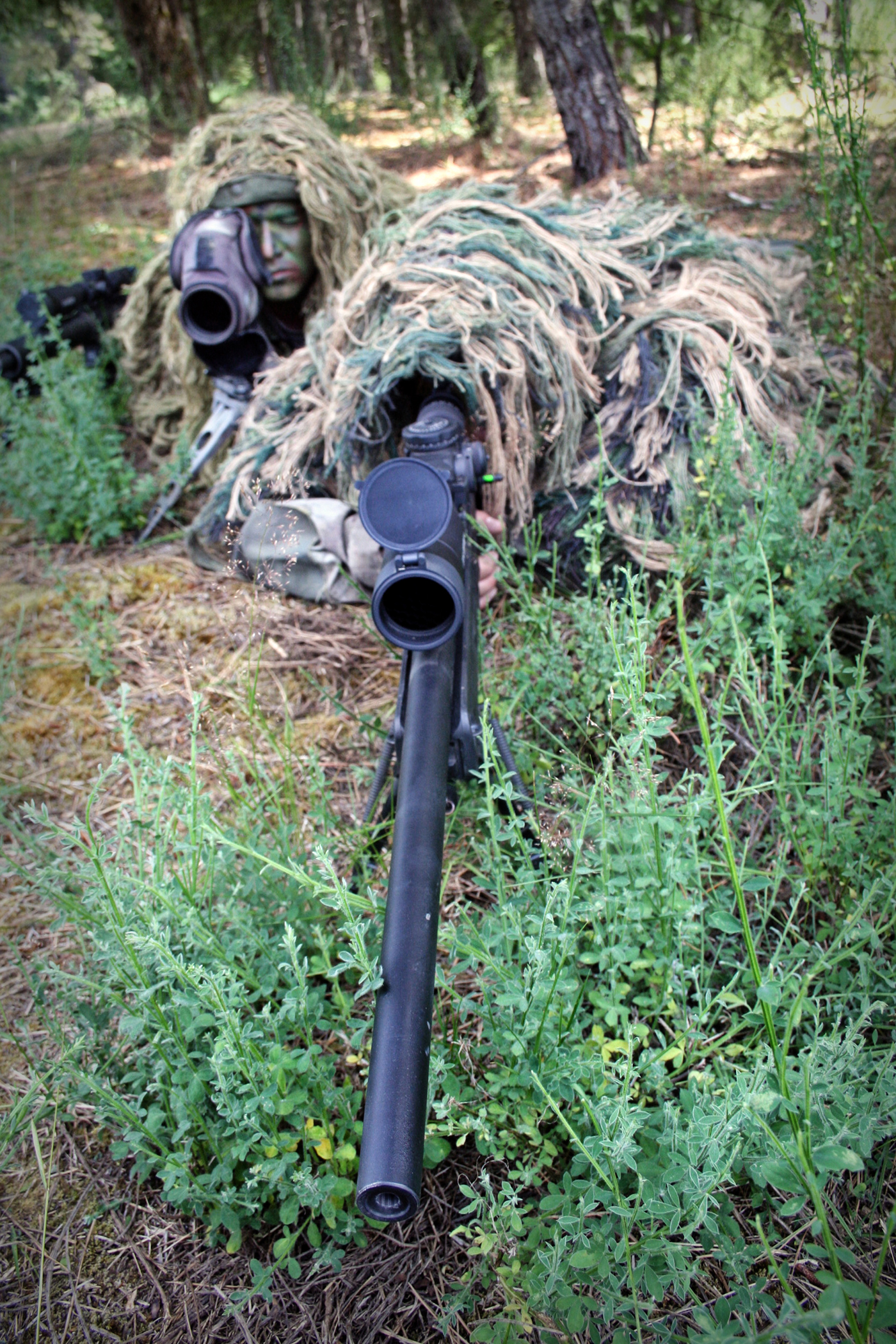
Amerikanischer Scharfschütze mit Beobachter (2011)

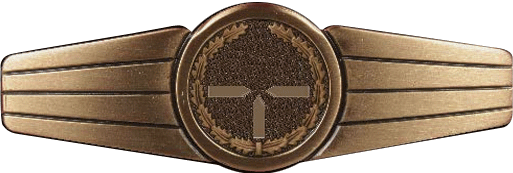
Tätigkeitsabzeichen Scharfschütze/Zielfernrohrschütze der Bundeswehr

Scharfschützen sind Soldaten, die im Schusswaffengebrauch durch selektiven gezielten Schusswaffeneinsatz ihren Auftrag mit einem Scharfschützengewehr ausführen. Polizisten im Besonderen Auftrag mit einem Präzisionsgewehr werden als Präzisionsschützen bezeichnet.

## Herkunft des Begriffs
Das Wort „Schütze“ entstand im deutschen Sprachraum als ein Ausdruck für „Sender für Geschosse“, wobei kein Bezug zu der Form des Projektils oder der Schusswaffe bestand. Die Brüder Grimm als Autoren des Deutschen Wörterbuches leiten die Entwicklung dieses Begriffes aus dem althochdeutschen „scuzzo“ ab und verweisen auf die verwandten Wörter in anderen Sprachräumen, „skut“ im Angelsächsischen, „skytt“ und „skytte“ im Norwegischen, Schwedischen und Dänischen. In Anlehnung daran verweisen spätere Sprachforscher auf die enge Beziehung zum friesischen „sketta“ und dem niederdeutschen „schütte“, aus dem dann im Mittelhochdeutschen „schütze“ entstand.
Die Bezeichnung für einen besonders guten Schützen entstand in der deutschen Umgangssprache in Verbindung mit dem Wort „scharf“, das auch mit „Scharfblick“, „scharfes Auge“, aber auch mit „scharfe Munition“ eine besondere Bedeutung erhält. Das Französische kennt nur die Steigerung des „tireur d’élite“, des Meister- oder Eliteschützen. Am aufschlussreichsten sind die im Englischen entstandenen Begriffe: So bezeichnet englisch marksman jemanden, der mit Genauigkeit das „mark“ (Ziel) trifft.
Der „sharpshooter“ entstand als Lehnübersetzung des deutschen Begriffs und ist spätestens seit dem 17. Jahrhundert bekannt. Auch die Herleitung von amerikanischen „sharpshooters“, den Schützeneinheiten mit weitreichenden Sharpsgewehren, ist möglich.
Zusätzlich kam der Begriff „sniper“ für den militärischen Spezialisten auf. In diesem Fall stammt er aus dem Jagdwesen. Jemand, der eine „snipe“ (Schnepfe) mit einer Büchsenkugel, also nicht mit dem dafür sonst üblichen Schrotgewehr treffen konnte, musste schon ein sehr guter Schütze sein, da diese Vögel äußerst scheu, gut getarnt und im Flug sehr gewandt sind. Sniper ist inzwischen auch in Deutschland eine gebräuchliche Bezeichnung für Scharfschützen. Das Russische übernahm das englische Wort: russisch снайпер snajper.
Gelegentlich verwendet die deutschsprachige Presse die Bezeichnung Heckenschützen für feindliche Scharfschützen oder gewöhnliche Kriminelle, die aus dem Hinterhalt, meist mit einem Präzisionsgewehr, arbeiten. Diese haben oftmals keine militärische Ausbildung. Bekanntestes Beispiel ist der Serienmörder John Allen Muhammad, der internationale Bekanntheit durch die Beltway Sniper Attacks erlangte. Er war kein ausgebildeter Scharfschütze, aber ein sehr guter Schütze. Er hatte bei der U.S. Army das Expert Rifleman's Badge erlangt, welches das US-Army-Äquivalent zur Schützenschnur in Gold der Bundeswehr darstellt.

## Geschichte

### Wurzeln und erste Anfänge

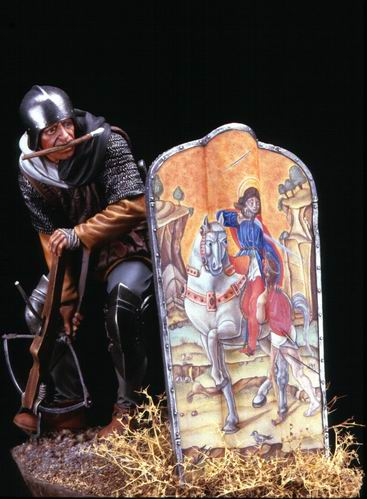
Modell eines ladenden Armbrustschützen hinter einer Pavese (Schutzwand)

Als Vorläufer des Scharfschützen kann man den mittelalterlichen Armbrustschützen ansehen. In den deutschen Städten waren diese in den sogenannten Schützengilden organisiert. Älteste urkundliche Erwähnungen von Schützengilden stammen aus dem Jahr 1139 aus Gymnich und 1190 aus Düsseldorf. Die städtischen Schützenvereine hatten hauptsächlich die Aufgabe ihre Bürger an der Waffe auszubilden, damit diese ihre Stadt verteidigen konnten. So hatte Köln bereits 1341 einen Schützenmeister für die Armbrustschützen und später einen eigenen Schützenmeister für die ersten Feuerwaffen (Handrohr). Die Einführung dieser beiden Waffen läutete den Niedergang der Ritterheere ein. Mit diesen Waffen konnte nun auch der einfache Infanterist einen adligen Ritter im Kampf besiegen. Die Kadenz der Armbrust war im Vergleich zu den im 13./14. Jahrhundert erfolgreicheren Langbögen wesentlich niedriger (1 bis 2 Schuss pro Minute gegenüber max. 10 bis 12 beim Langbogen). Sie war daher weniger zur offenen Feldschlacht geeignet, sondern mehr als Scharfschützenwaffe für statische Belagerungskämpfe. Das berühmteste Opfer eines Armbrustschützen war Richard Löwenherz. Dieser wurde am 29. März 1199 wahrscheinlich von Pierre Basile bei der Belagerung der Burg Châlus-Chabrol beschossen und dabei tödlich verwundet. Es liegt nahe dass er den Sicherheitsabstand zu den feindlichen Armbrustschützen unterschätzte, da er nur einen Helm als Schutz trug. Dadurch, dass der Armbrustschütze von erhöhter Position aus schoss (er schoss von der höher gelegenen Burgmauer nach unten), wurde die ballistische Kurve „gestreckter“ und somit konnte der Armbrustschütze weiter schießen als auf einer horizontalen Ebene. Die gestrecktere Flugbahn resultiert aus dem physikalischen Prinzip, dass das Geschoss bei einem rechtwinkligen Dreieck zwar die komplette Länge der Hypotenuse fliegt, aber die Erdanziehungskraft nur auf der Länge der horizontalen Kathete auf das Geschoss wirkt.
Die zwei entscheidenden Schritte im Scharfschützenwesen war die Entwicklung des gezogenen Laufs und die Aufstellung der Jägereinheiten in den deutschen Ländern. Das Prinzip des gezogenen Laufs mit Zügen und Feldern wurde im 15. Jahrhundert im deutschsprachigen Raum entwickelt. Namentlich bekannt ist Gaspard Kollner aus Wien, der um 1498 daran arbeitete. Der spiralförmig gerillte (das englische Wort rifle stammt ursprünglich von dem deutschen Wort geriffelt ab) Gewehrlauf, so wie er heutzutage Verwendung findet, wird Augustus Kotter aus Nürnberg 1520 zugeordnet. Diese neuartigen Gewehre mit Zügen und Feldern wurden Büchsen genannt. Das Wort Büchse wurde anfangs für jedes Gewehr angewandt. Erst im 17. Jahrhundert wurden damit Gewehre mit gezogenem Lauf bezeichnet. Mit Büchsen konnte man deutlich weiter und vor allem präziser schießen als mit Musketen. Die Muskete verfügt nur über einen glatten Lauf (wie bei einer Flinte) und war bis Mitte des 19. Jahrhunderts die Standardwaffe der Soldaten. Der Vorläufer der Muskete war die Arkebuse, die bis zum Ende des 16. Jahrhunderts die Hauptwaffe der Fußtruppen war. Der Nachteil der Vorderladerbüchsen war der längere Ladevorgang und die deutlich teurere Herstellung. Der Ladevorgang dauerte ca. 2- bis 3-mal länger (je nach Erfahrung des Schützen) als bei einer Muskete, da man die Kugel in einen kleinen Lederlappen einwickeln musste, um der Kugel mehr Halt in dem gedrallten Lauf zu geben. Der Beschaffungspreis einer Büchse war damals fünffach höher als bei einer Muskete. Vor allem die teure Herstellung verhinderte den Einzug in die reguläre Infanterie bis ins 19. Jahrhundert. Des Weiteren war die Handhabung einer Büchse weitaus komplexer und bedurfte einer gründlichen Ausbildung. So mussten z. B. die Büchsen intensiver gereinigt werden und da es kaum standardisierte Läufe gab, musste der Schütze seine Kugeln oftmals selber gießen.

### Deutsche Jäger im 17. Jahrhundert

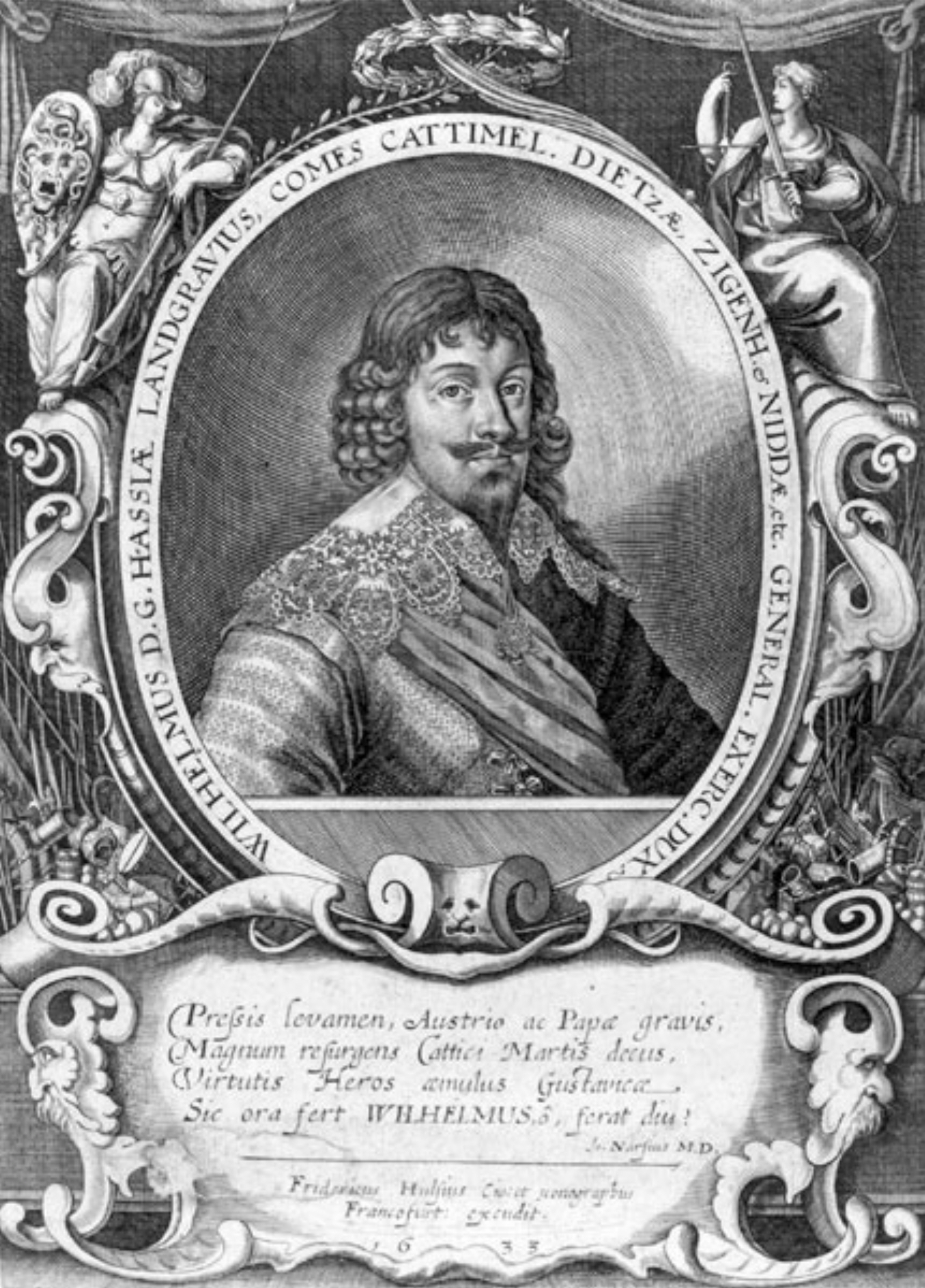
Wilhelm V. (Hessen-Kassel) ließ 1631 die ersten Jägereinheiten aufstellen, die die Aufgaben heutiger Scharfschützen hatten.

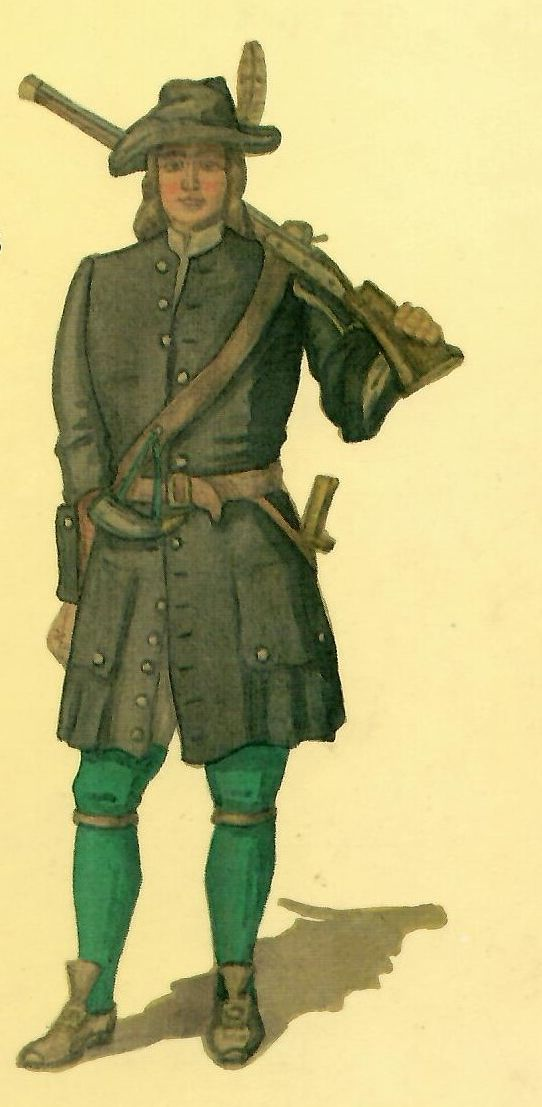
Jäger Hessen-Kassel, 1631. Sie operierten selbständig, abseits der regulären Schlachtordnung, als Kundschafter und Scharfschützen.

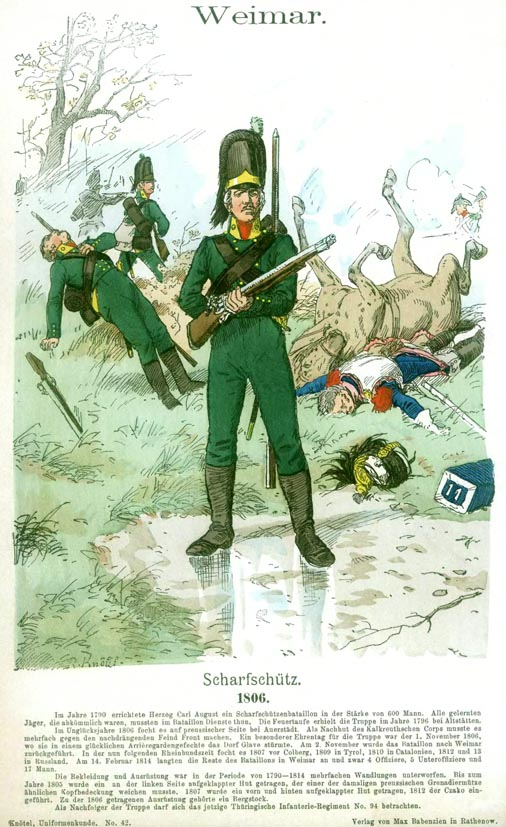
Das weimarsche Büchsenschützen-Bataillon, 1806, gegründet 1790, Stärke 750 Mann

Die mit Büchsen ausgerüsteten deutschen Jäger- und Schützenbataillone aus dem 17. Jahrhundert wurden überwiegend aus freiwilligen Förstern und Jägern rekrutiert. Aber auch Waldarbeiter und Schützen aus den städtischen Schützenvereinen waren dort teilweise zu finden. Vor allem die Förster und Jäger brachten oftmals ihre eigenen Jagdwaffen mit gezogenen Läufen (Büchsen) mit. Darüber hinaus erhielten sie eine bessere Schießausbildung im gezielten Schuss als die reguläre Linieninfanterie.
Die erste bekannte Jägereinheit wurde 1631 von Wilhelm von Hessen-Kassel aufgestellt, die bereits die Aufgaben heutiger Scharfschützen hatte. Der Hauptauftrag der Jägertruppe war es, den Feind aufzuklären und mit gezieltem Schuss ausgewählte und weit entfernte Ziele (vor allem Offiziere und Kanoniere) zu bekämpfen und dadurch den Gegner zu schwächen. So stand naturgemäß der gezielte scharfe Schuss im Vordergrund der Ausbildung, und es wurde häufig auf Zielscheiben geübt, was es zu dieser Zeit bei der regulären Infanterie nicht oder kaum gab. Als Signalinstrumente wurden nur Jagdhörner und nie Trommeln verwendet. Die Jäger operierten meist in kleineren Einheiten und nutzten das gegebene Gelände als Deckung aus. Aber auch das Ausschalten feindlicher Späher, Meldegänger und Kundschafter gehörten zu ihrem erweiterten Aufgabengebiet. Diese Aufträge erfolgten außerhalb der regulären Schlachtordnung, selbständig und ohne direkten Kontakt zur Führung (siehe Führen mit Auftrag). Das Aufstellen und die Aufgaben dieser Jägereinheit war die Geburtsstunde des Konzeptes des Scharfschützen. Die Zugangsvoraussetzung für den Dienst bei den hessischen Jägern war, für die damalige Zeit, sehr hoch. Der Anwärter musste, neben der jagdlichen Ausbildung, unbescholten sein, einen guten Charakter vorweisen, über einen entsprechenden Bildungsstand verfügen, bei guter Gesundheit sein und ein „weites“ Auge für den gezielten Scharfschuss besitzen. Eine Aufstellungsorder von 1631 besagte wortwörtlich, dass für „verlaufenes Gesindel“ in den Reihen der Grünröcke kein Platz sei. Weitere Voraussetzung war die Vertrautheit mit Wald und Flur und die Entschlossenheit, zu jeder Jahreszeit und in jeder Gefechtslage selbständig zu kämpfen. Diese Anforderungen wurden größtenteils auch von den Jägereinheiten der anderen deutschen Länder übernommen. Mit dieser konsequent betriebenen Auslese wurde eine Elitetruppe geschaffen, auf die sich die militärischen Führung, besonders in entscheidenden Situationen, verlassen konnte. Nach dem Ausscheiden aus der Jägertruppe wurden die Jäger oftmals auf eine Stelle im Staatsdienst übernommen. Auch diese Verfahrensweise förderte ungemein die Disziplin und den Zusammenhalt innerhalb der Jägertruppe. Über die hessischen Jäger ist dokumentiert, dass die Mannschaften auf 300 Schritte einen gezielten Büchsenschuss anbringen konnten, einzelne Jäger sogar bis 500 Schritte (aber mit einer etwas niedrigeren Trefferquote). Zum Vergleich: Mit der Standardmuskete der regulären Infanterie traf ein geübter Schütze maximal auf 80 Schritte zielgenau. Der elitäre Charakter der Jägertruppe von Hessen-Kassel spiegelte sich auch im Sold wider. So erhielten auch die einfachen Mannschaften eine Unteroffiziersentlohnung. Bei der Belagerung und dem anschließenden Angriff auf Fritzlar am 9. September 1631 zeichneten sich die Jäger aus Hessen-Kassel durch gezieltes Feuer, vor allem auf die Kanoniere, aus und ermöglichten so die Erstürmung. Dies ist der erste bekannte bzw. dokumentierte Fall von gezielter Ausschaltung von militärischem Funktionspersonal mittels einer Büchse. Auch bei der Erstürmung der Feste Namur am 29. August 1695 waren die Jäger aus Hessen-Kassel entscheidend am Sieg beteiligt.
Neben einer präzisen Büchse mit gezogenem Lauf gehörte für den Nahkampf der Hirschfänger, mit 60 cm Klingenlänge und ein kürzeres Messer zur Bewaffnung. Dass die hessischen Jäger, neben dem präzisen Schuss, auch den Nahkampf mit dem Hirschfänger beherrschten, bewiesen sie am 28. Juli 1759 in Osnabrück. Nachdem die überraschten französischen Torwachen ausgeschaltet waren, entwickelte sich das Gefecht zu einem Häuserkampf. Nachdem die Musketiere beim Straßen- und Häuserkampf nicht mehr weiter gekommen waren, schickte der bereits verwundete Stabskapitän Ludwig von Wurmb (1800 Generalleutnant) seine Jägereinheiten nach vorne, die die französischen Einheiten mit der Kombination von Büchsenschuss und Hirschfängern restlos aus der Stadt vertrieben.
In Bayern bestimmte Maximilian I. von Bayern 1641 eigens einen fürstlichen Oberstjägermeister, der bei der Musterung der Soldaten die Jäger und Förster in Jägereinheiten zusammenfasste. 1643 verfügte das Herzogtum Bayern bereits über 2368 Mann dieser geschulten Schützen. Es wurden aber nicht wahllos alle Jäger oder Förster in die Jägereinheiten eingebunden. So berichtet eine Quelle, dass mehrere Männer nicht über die erforderlichen Waffen- und Schießfertigkeiten verfügten und so in reguläre Infanterieeinheiten versetzt wurden. Mit der Aufstellung von speziellen Jägertruppen folgten 1674 Brandenburg und 1744 Preußen. Die Uniformen der Jägereinheiten waren meist grün und/oder braun. Glitzernde Ausrüstungsgegenstände wurden im Einsatz in der Regel abgedeckt bzw. getarnt. In der Schlacht bei Minden am 1. August 1759 hinterließen die preußischen Jäger einen großen Eindruck auf die verbündeten britischen Offiziere. Der britische Oberst George Hanger berichtete noch in seinem 1814 erschienenen Buch über das Schießen davon, wie die präzisen Büchsenschüsse der preußischen Jäger in der Schlacht bei Minden, die versteckt aus einem kleinen Waldstück agierten, einige französische Offiziere auf dem offenen Feld zu Fall brachten. Die preußischen Jäger waren auch die ersten, die ihre Scharfschützen bereits paarweise einsetzen. Dabei nahm der zweite Schütze (Sekundant), neben der Beobachtung, hauptsächlich die Sicherungsaufgabe wahr. Da die präzisen Büchsen, im Gegensatz zu den Infanteriemusketen, einen deutlich längeren Ladevorgang benötigten, war der Scharfschütze in dieser Zeit ungeschützt und wurde von dem zweiten Schützen gesichert. Erst wenn der erste Schütze wieder feuerbereit war, gab einer der beiden den nächsten Schuss ab.
Österreich setzte Mitte 18. Jahrhundert einen neuen Standard in den Jägereinheiten. Dort gab es eine einheitliche Ausrüstung, die vom Dienstherren gestellt wurde. Ihre Dienstwaffe war ab 1759 das Jägergewehr M1759 und ab 1768 der Doppelstutzen M1768 für Grenzerscharfschützen, eine zweiläufige Waffe im Kaliber 14,8 mm, Gesamtlänge 104 cm, Gewicht 5,4 kg, für den Beschaffungspreis von 30 Gulden. Der übliche Beschaffungspreis für Militärgewehre lag in der Regel bei 4 bis 8 Gulden. Der obere Lauf war ein gezogener Büchsenlauf für weite Distanzschüsse und der untere Lauf war ein glatter Lauf für den Nahkampf. Darüber hinaus erhielten die Jäger einen Spieß für den Nahkampf, an dessen Seite ein Haken angebracht war. Dieser Haken diente als Gewehrauflage für einen sicheren, ruhigen Schuss (Schießstock). Die Kombination Distanz-/Nahkampfwaffe war für die damalige Zeit sehr fortschrittlich. Auch heute haben die meisten Scharfschützen eine sogenannte Backup-Waffe wie eine Pistole oder kurze Maschinenpistole. Wenn Scharfschützen paarweise, also mit Beobachter arbeiten, dann verfügt dieser meist über ein Sturmgewehr für die Nahsicherung. Im österreich-ungarischen Heer wurden 1788–1790 sogenannte Windbüchsen (frühe Druckluftgewehre) als Scharfschützengewehr getestet. Das Problem war aber der empfindliche Mechanismus, der einen feldmäßigen Einsatz ausschloss.
Ein weiterer großer Schritt im Scharfschützenwesen war das am 24. Februar 1788 herausgegebene Königliche Reglement für die Königlich Preußische Leichte Infanterie, welches den Einsatz und die Anzahl (10 pro Kompanie) der Büchsen-/Scharfschützen regelte. So gab es genaue Anweisungen für die Taktiken, die heute noch Gültigkeit haben, wie zum Beispiel, dass der Schütze vorzugsweise aus einer geschützten Deckung wie z. B. Graben oder Zaun zu agieren hat oder aus einer überhöhten Position wie zum Beispiel einem Baum oder einem Haus. Dabei muss er die Stellung so wählen, dass er sich von dort zur nächsten Stellung ungesehen fortschleichen kann (Scharfschützenprinzip der Wechselstellung). Ein Jahr später wurde das Reglement dahingehend erweitert, dass die Scharfschützen durch zusätzliches Training in der Lage sein müssen, aus sämtlichen Stellungen und Lagen (stehend, kniend, liegend) im Gelände zu schießen. Dieses Reglement war die erste bekannte schriftlich festgehaltene Ausbildungsanweisung für Scharfschützen; damit war zugleich die Basis für einen modernen Scharfschützenlehrgang gelegt.
Im Doppelherzogtum Sachsen-Weimar-Eisenach wurde 1790 eine rund 750 Köpfe starke Scharfschützeneinheit gebildet, ein sogenanntes Büchsenschützen-Bataillon. Die Unteroffiziere waren meist gelernte Berufsjäger. In der Schlacht bei Auerstedt stand das Bataillon auf dem äußersten rechten Flügel. Dort deckte es mit Bravour den Rückzug des Kalckreuthschen Reserve-Korps.
Die deutschen Jäger hatten einen ausgesprochenen Korpsgeist. Dieser neuartige Ansatz eines selbständig kämpfenden Soldaten manifestierte sich auch in einem anderen Verhältnis der Offiziere zu ihren Jägern. Wurde der gemeine Soldat in einem Linienregiment als „Hundsfott“ abgetan und auch gelegentlich angeredet, war es in der Jägertruppe üblich, sich im damals als vornehm geltenden Französisch als Monsieur (dt. „Herr“) bzw. in der Mehrzahl Messieurs anzusprechen. Alleine die respektvollere Anrede stärkte den Zusammenhalt in der Jägertruppe zwischen Offizieren, Unteroffizieren und Mannschaften untereinander. Darüber hinaus hatten sie eigene Abzeichen wie z. B. eine Achselschnur (Vorläufer der Schützenschnur). Der elitäre Charakter der Jägertruppe spiegelte sich auch in einer Anordnung des preußischen Militärs vom 10. März 1813 wider, der besagte, dass Jägereinheiten, sofern möglich, am regulären Dienstbetrieb wie Lager- oder Arbeitsdienst nicht zu beteiligen seien.
Den frühesten militärkundlichen Beitrag zum Einsatz der Jäger stammt vom hessischen Feldjägerhauptmann Johann von Ewald. Die – Abhandlung über den kleinen Krieg (Kassel 1785 -158 Seiten-) – schrieb er nach seinem Einsatz im Amerikanischen Unabhängigkeitskrieg und gilt als das erste Werk der Militärliteratur über den Partisanenkrieg. Die 1800, stark erweiterte Neuauflage, erschien im Verlag Röhss, Schleswig (448 Seiten). Themen waren u. a. Kriegslisten, Scheinangriffe, Einsatz von Reserven, Expeditionen in unbekannte Gegenden, Überfälle, Hinterhalte, Verfolgen des Feindes, Rückzüge, Umgang mit Verrätern und Überläufern usw.

### Amerikanischer Unabhängigkeitskrieg

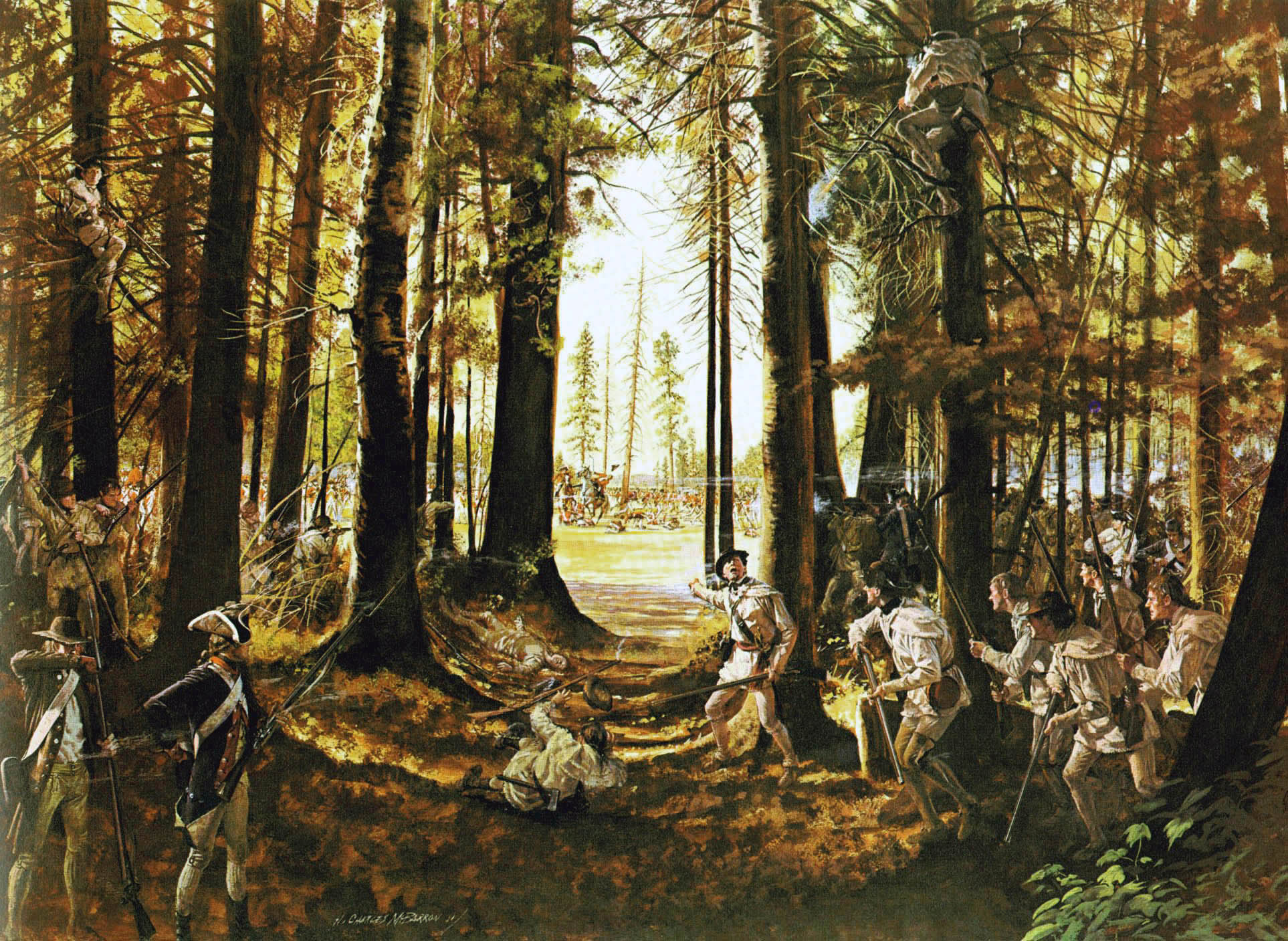
Riflemen aus Col. Daniel Morgans Provisional Rifle Corps in der Schlacht von Saratoga 1777. Zweiter Soldat von links mit dunkelblauen Uniformrock: reguläre Uniform der amerikanischen Kontinentalarmee

Im Amerikanischen Unabhängigkeitskrieg rekrutierte Daniel Morgan 1775 eine Schützenkompanie mit ausgezeichneten Schützen, die zumeist mit der präzisen Pennsylvania-Büchse(Kentucky Rifle) ausgerüstet waren. Die Pennsylvania-Büchse (Kentucky Rifle) hatte ihren Ursprung in der deutschen Pirschbüchse, die aber relativ schwer war. Laut den Historikern Dr. Timothy Trussell und Joel Dworsky von der Millersville University of Pennsylvania entwickelte Martin Meylin, ein deutscher Einwanderer aus Rheinland-Pfalz, das Kentucky Rifle, welches später als Pennsylvania Rifle bekannt wurde. Das Pennsylvania-Rifle/Kentucky Rifle war nur noch halb so schwer war wie die deutsche Pirschbüchse und hatte aber einen längeren Lauf. Dieser längere Lauf erhöhte die Treffsicherheit auf Ziele, die bis zu 200 Meter entfernt waren. Auch das Kaliber wurde auf einen Durchmesser von 11,4 mm (Kaliber. 45) reduziert. Durch das kleinere Kaliber konnte der Schütze deutlich mehr Munition und Pulver mit sich führen. Morgan geriet in britische Gefangenschaft, und im Zuge eines Gefangenenaustausches kam er 1777 wieder zur Kontinentalarmee. Dort wurde er Kommandeur einer 500 Mann starken Schützeneinheit, die als leichte Infanterie und Plänkler eingesetzt wurden. Deren bevorzugte Ziele waren, genau wie bei den deutschen Jägern, Offiziere und Kanoniere. Einer seiner besten Schützen war Timothy Murphy. 1777 war Murphy bereits sehr kampferprobt. 1776 kämpfte er sowohl bei der Belagerung von Boston als auch in der Schlacht von Long Island. Während dieser Zeit wurde er zum Unteroffizier befördert. Während der Schlacht von Saratoga wurden die britischen Soldaten zurückgedrängt. Brigadegeneral Simon Fraser konnte sie aber wieder erneut sammeln. Benedict Arnold (der berühmteste Verräter Amerikas) erkannte dies und ritt zu General Morgan, zeigte auf Fraser und sagte ihm, dass dieser Mann ein Regiment wert sei. Der Legende nach rief Morgan Murphy zu sich und befahl ihm: Dieser tapfere Offizier ist General Fraser. Ich bewundere ihn, aber es ist notwendig, dass er stirbt; tun Sie Ihre Pflicht. Daraufhin soll Murphy auf einen Baum geklettert sein und drei Schüsse auf Fraser abgegeben haben. Der erste Schuss traf den Sattel des Generals, der zweite traf den Hals des Pferdes. Der dritte Schuss verwundete Fraser tödlich, er starb noch in derselben Nacht an seiner Schussverletzung. Murphys Leben ist das Thema von John Bricks Roman The Rifleman aus dem Jahr 1953. Ob Murphy wirklich der tödliche Schütze war, der General Fraser erschoss, ist unter Experten umstritten, da Fraser ein sehr kampferprobter Soldat war. Spätestens nach dem zweiten Treffer hätte er bemerkt, dass er das Ziel eines Präzisionsschützen ist und hätte seine Position gewechselt bzw. wäre in Bewegung gewesen. Vielmehr geht man heute von mindestens zwei verschiedenen Schützen aus.
Auf britischer Seite wurde Captain Patrick Ferguson im Januar 1777 beauftragt, eine mit Büchsen ausgerüstete Schützeneinheit von 100 Mann aufzustellen. Am 4. September führte Ferguson eine kleine Einheit, um die Lage aufzuklären. Er erkannte zwei amerikanische Offiziere. Ferguson verbot seinen Männern, auf diese zu schießen, da er es für unehrenhaft hielt, sie hinterrücks zu erschießen. Ein paar Tage später erfuhr er, dass die beiden Offiziere mit großer Wahrscheinlichkeit George Washington und Kazimierz Pułaski waren. Ferguson fiel 1780 in der Schlacht am Kings Mountain. Der Oberbefehlshaber der britischen Armee in Nordamerika, William Howe, löste Ende 1777 Fergusons Schützenkompanien auf.

#### Hessische Jäger im Amerikanischen Unabhängigkeitskrieg

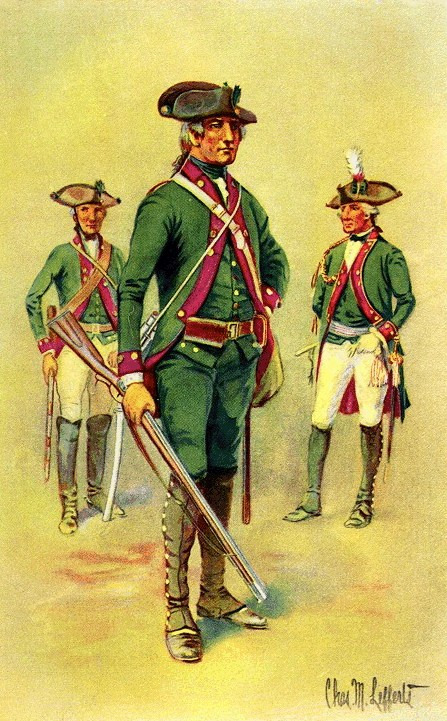
Hessische Jäger im amerikanischen Unabhängigkeitskrieg

Für den amerikanischen Unabhängigkeitskrieg wurden 30.000 deutsche Söldner von den Briten angekauft. Da der Großteil dieser Truppe, nämlich 19 000 Soldaten, aus der Landgrafschaft Hessen-Kassel handelte, bürgerte sich bald der Begriff Hessen bzw. Hessians für alle deutschen Truppen ein. Unter dem Eindruck der preußischen Jäger bei der Schlacht bei Minden waren die Briten sehr an deutschen Jägern interessiert, vor allem als Gegenpart zu den amerikanischen Riflemen. Für einen ausgebildeten Jäger zahlten die Briten deutlich mehr Geld und aufgrund ihres Elitestatus waren die Jäger von manuellen Arbeitsdiensten befreit. Wie in Hessen-Kassel üblich, zahlten auch die Briten den hessischen Jägern, aufgrund ihrer besseren Ausbildung, deutlich mehr Sold als den regulären Infanteristen. Während der reguläre Infanterist 12 Schilling erhielt, bekam der hessische Jäger ein Pound (Pfund) Sold. 12 Pence = 1 Shilling, 20 Shilling = 1 Pound (Pfund). Aufgrund der Tatsache, dass die Briten mehr für einen ausgebildeten Jäger zahlten, wurden die hessischen Jägerkompanien teilweise auch mit regulären Soldaten aufgefüllt, die nicht dem hohen Standard an Ausrüstung und vor allem an Ausbildung entsprachen. Trotzdem reichten die „echten“ hessischen Jäger aus, um ihren legendären Ruf zu begründen. Die hessischen Jäger operierten vorzugsweise in kleineren Einheiten. Ihre Hauptaufgaben waren die Ausschaltung der Riflemen, Aufklärungsdienst, Ausschaltung feindlicher Offiziere und Kanoniere. Bei großen Frontalangriffen hatten sie die Flanken zu sichern und bei amphibischen Unternehmen gingen sie stets als erste an Land und schirmten die Ausschiffung der Truppen ab. Zusätzlich waren sie auf Partisanen-Einsätze spezialisiert und das Anlegen von Hinterhalten. Über die Kampfweise der hessischen Jäger wurde berichtet, dass sie kaltblütig warteten, bis sie einen Mann genau aufs Korn genommen hatten und die hohe Trefferzahl führte meist zum Rückzug des Gegners. So behaupteten sich 33 hessische Jäger, von den Amerikanern auch „Greencoats“ (Grünröcke) genannt, unter der Führung des Hauptmanns Johann von Ewald beim Rückzugsgefecht am Pass bei Portsmouth gegen eine 800 Mann starke, vom Marquis de La Fayette geführte Übermacht. Als deren Bajonettangriff im Feuer der verschanzten hessischen Jäger liegenblieb, forderte Lafayette die amerikanischen Riflemen an. So entstand eines der ersten bekannten Scharfschützengefechte. Die hessischen Jäger konnten jedoch aufgrund ihrer besseren Disziplin weiterhin die Oberhand behalten. Als Erkenntnis dieser Schlacht führte La Fayette später in der französischen Revolutionsarmee je eine Kompanie Jäger mit Büchsen carabine de Versailles pro Bataillon ein. Aufgrund mangelnder Ausbildung und ausbleibender Erfolge im Gefecht wurden diese Einheiten jedoch wieder aufgelöst bzw. später wieder mit Musketen bewaffnet. Auch am 22./23. Dezember 1777 konnte Johann von Ewald mit seinen hessischen Jägern am Mount Holly (100 km südöstlich von Burlington) eine wesentlich stärkere amerikanische Einheit in die Flucht schlagen. In einem amerikanischen Bericht wurde über die hessischen Jäger geschrieben, dass sie alles mit ihrer Büchse erreichten, was ihr Blick erspähte. Aber auch über die amerikanischen Riflemen wurde respektvoll bei den hessischen Jägern gesprochen. Im Bericht eines hessischen Einheitsführers hieß es über die Riflemen, dass sie sehr gute Schützen seien. „Genau wie wir (hessischen Jäger) erklimmen sie Bäume, kriechen auf dem Bauch, schießen präzise und verschwinden ebenso schnell wie sie aufgetaucht sind“. Für den guten Ruf der hessischen Jäger sorgte, neben der elitären Ausbildung, auch ihre Disziplin innerhalb der Truppe und ihr Verhalten gegenüber der Zivilbevölkerung. Am 16. September 1776 bei der Schlacht von Harlem Heights befreiten die hessischen Jäger die Scottish Highlander aus einer bedrohlichen Lage. Danach beschützten sie die Einwohner von Manhattanville vor britischen Plünderern, obwohl sie mit den Briten verbündet waren. Johann von Ewald und seine hessischen Jäger genossen bei ihren amerikanischen Gegnern einen so legendären Ruf, dass die amerikanischen Generäle Henry Knox und Alexander McDougall Ewald nach dem Krieg nach Fort West Point zum gegenseitigen Austausch von Kampferfahrungen einluden. Eine Einladung zum Verbleib in Amerika mit der Zusage einer größeren Landzuweisung von General Knox lehnte Ewald höflich ab.

### Großbritannien, Frankreich, Italien und Portugal

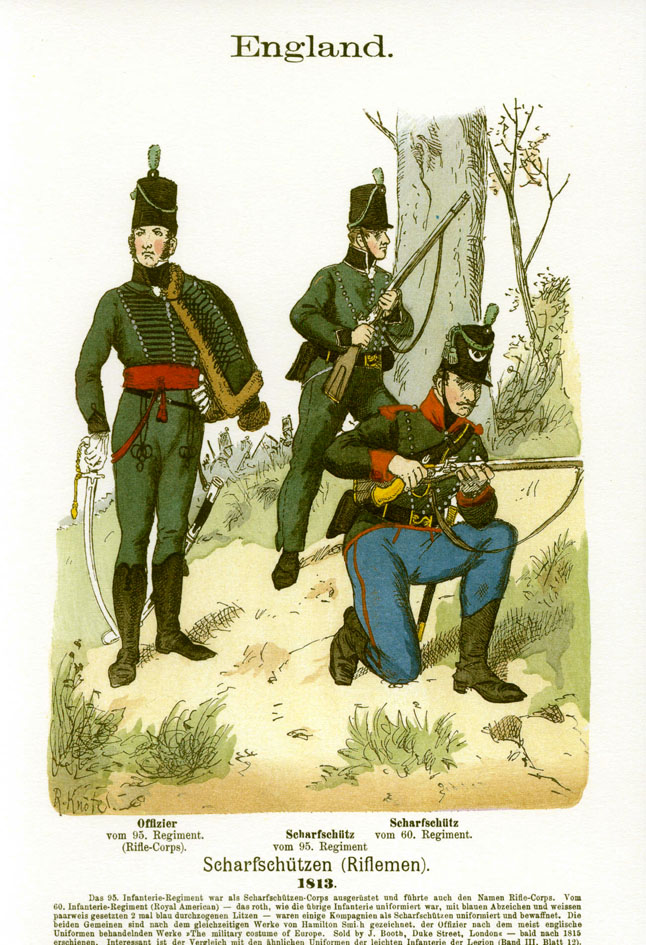
V. l. n. r. Offizier des 95., Soldat des 95. und Soldat des 60. Rifles Regiment um 1813 (Uniformkunde von Richard Knötel)

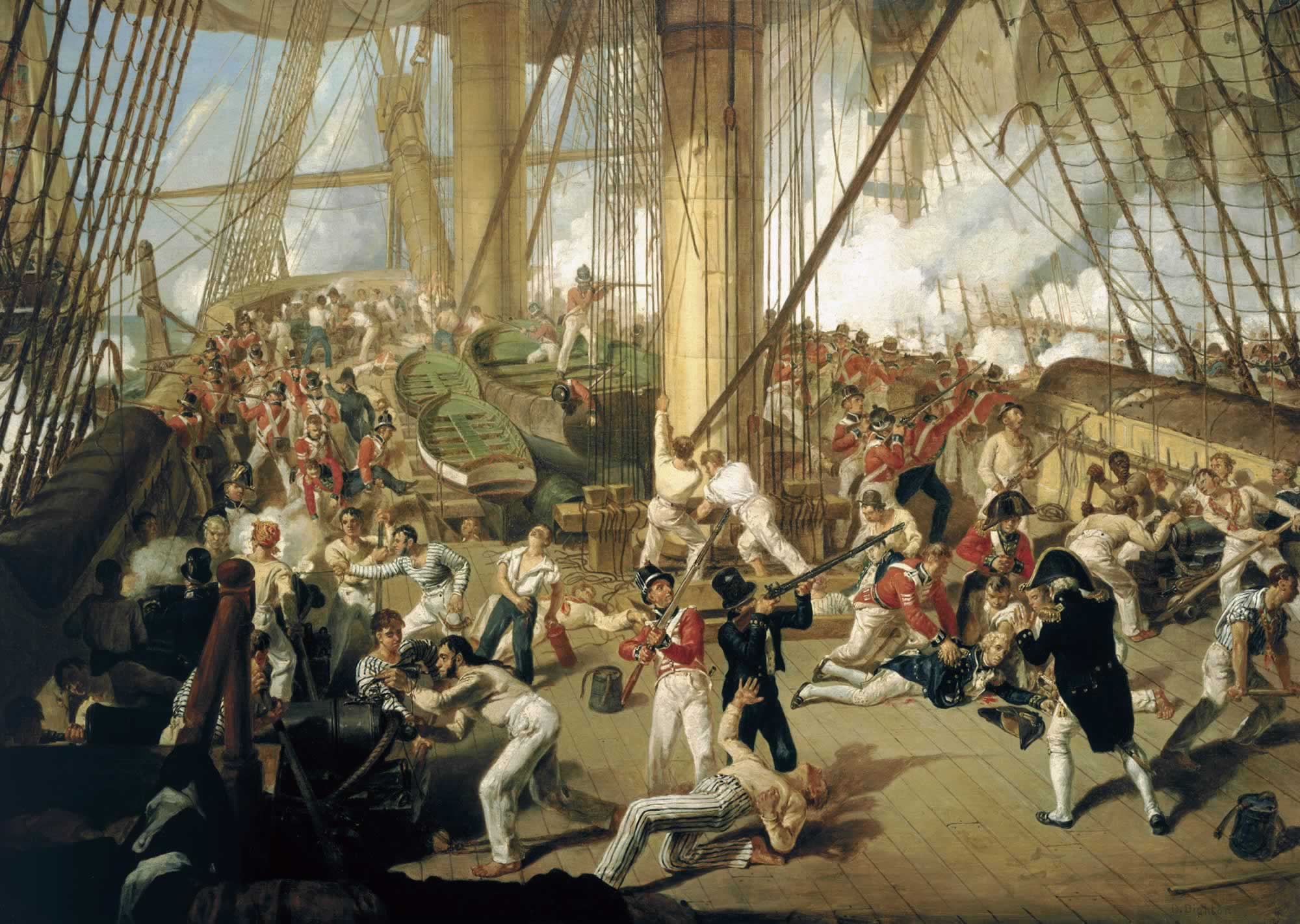
In der Schlacht von Trafalgar (1805) wurde Admiral Nelson von dem französischen Marineinfanteristen Robert Guillemard aus ca. 50 m Entfernung erschossen.

In Großbritannien wurde 1777 Captain Patrick Ferguson beauftragt eine Schützeneinheit mit 100 Mann, ausgerüstet mit Büchsen, aufzustellen. Als Antwort auf die amerikanischen Büchsenschützen, die in klassischer Jägermanier den Briten zusetzten. Der Oberbefehlshaber der britischen Armee in Nordamerika, William Howe, löste Ende 1777 Fergusons Schützenkompanien auf. Des Weiteren wurde 1800 eine experimentelle Schützeneinheit aufgestellt, die 1802 in das reguläre Feldheer als 95th (Rifle) Regiment of Foot aufgenommen wurde. Sie waren mit der Baker Rifle, einer Büchse im Stil deutscher Jägerbüchsen, bewaffnet und trugen dunkelgrüne Uniformröcke sowie dunkelgrüne oder graue Hosen anstatt der auffälligen roten Uniformröcke und weißen Hosen der Linieninfanterie. Der berühmteste Schütze dieser Einheit war Thomas Plunkett, der am 3. Januar 1809 den Brigadegeneral Auguste François-Marie de Colbert-Chabanais auf 140 Meter tötete.
In den meisten europäischen Heeren, wie in Frankreich, Italien, Spanien und Portugal maß man der Entwicklung des Scharfschützenwesens bis zum Ersten Weltkrieg keine besondere Bedeutung bei.
In Frankreich führte der Marquis de La Fayette, durch seine Erfahrungen mit den disziplinierten hessischen Jägern im amerikanischen Unabhängigkeitskrieg, in der französischen Revolutionsarmee je eine Kompanie Jäger mit Büchsen carabine de Versailles pro Bataillon ein. Dies musste er aber bald wieder revidieren, da eine Waffe mit gezogenem Lauf aus einem Bürger von Paris noch keinen Jäger bzw. Scharfschützen machte. Diese Schützeneinheiten scheiterten kläglich, da ihre Mannschaften nicht über die erforderlichen Schießkenntnisse wie Ballistik, Pulvermenge, Geschossgewicht usw. verfügten. Zudem fehlten ihnen essentielle Kenntnisse über das Verhalten und die Bewegung im Gelände. Nach den ersten Schlachten wurden diese Einheiten wieder aufgelöst bzw. später wieder mit Musketen bewaffnet. Das berühmteste Opfer der Koalitionskriege war Admiral Nelson. Er wurde durch den französischen Marineinfanteristen Robert Guillemard aus ca. 50 Meter Entfernung am 21. Oktober 1805 in der Schlacht von Trafalgar erschossen. Über die Präzisionsfähigkeit von Guillemard streiten die Experten noch heute, da Guillemard nicht mit einer präzisen Büchse schoss, sondern lediglich mit einer Muskete vom Mast der Redoutable. Für die Präzisionsfähigkeit von Guillemard spricht, dass es auch auf nur 50 m einen trainierten Schützen bedurfte, um mit einer Muskete auf diese relativ geringe Entfernung trotzdem zu treffen. Was wiederum für einen Zufallstreffer spricht, ist die Tatsache, dass beide Schiffe, alleine schon durch das Wasser, in Bewegung waren. Es wird vermutet, dass Guillemard auf dem Deck des britischen Flaggschiff Victory eine größere Anzahl von hochdekorierten Offizieren sah und er einfach in die Mitte dieser Gruppe schoss, wo er mehr zufällig als gezielt Nelson traf.
In Italien bzw. im piemontesischen Heer wurden 1786 die Cacciatori (Jäger) aufgestellt. Diese gingen in die Bersaglieri über welche am 18. Juni 1836 gegründet wurden und bis heute in der italienischen Armee existieren. Die ursprünglich als Jägertruppe aufgestellten Bersaglieri wandelten sich nach dem Zweiten Weltkrieg von einer schnellen, motorisierten Infanterietruppe zu einer mechanisierten Infanterietruppe. Da auch die „Linieninfanterie“ schrittweise mechanisiert wurde, gab es bald keine wesentlichen Unterschiede mehr zwischen beiden Truppengattungen. Die Bersaglieri tragen heute noch als markantes Teil ihrer Uniform schwarz/grüne Hahnenfedern an der rechten Seite ihres Hutes. Diesen Kopfputz aus Hahnenfedern befestigten sie teilweise, nach der Einführung des Helmes im Jahre 1916, auch an ihre Helmen. Heutzutage beschränkt sich das Tragen der Hahnenfedern auf den Dienstanzug.
In Portugal wurde 1808 eine Heeresreform durchgeführt. Mit dieser Aufgabe wurde der britische Armeegeneral William Beresford betraut. Ein Teil dieser Reformen war die Aufstellung der Caçadores (Jäger) Bataillone. In diesen Bataillonen waren die meisten Kompanien aber mit Musketen ausgerüstet. Nur eine Kompanie pro Bataillon wurde mit Büchsen ausgerüstet. Diese Soldaten wurden Atiradores genannt. Eines der auffälligsten Merkmale der Caçadores war ihre hellbraune Uniform im Gegensatz zu den grünen Jägeruniformen der britischen und der verschiedenen deutschen Armeen. Die hellbraune Uniform wurde für die trockenen Gebiete der Iberischen Halbinsel als geeigneter angesehen. Die Bataillone und späteren Regimenter der Caçadores bildeten im weiteren Verlauf des 19. Jahrhunderts weiterhin die leichte Infanterie der portugiesischen Armee. 1911 wurde entschieden die Caçadores-Einheiten aufzulösen und sie in Linieninfanterie-Regimenter umzuwandeln.

### Koalitionskriege

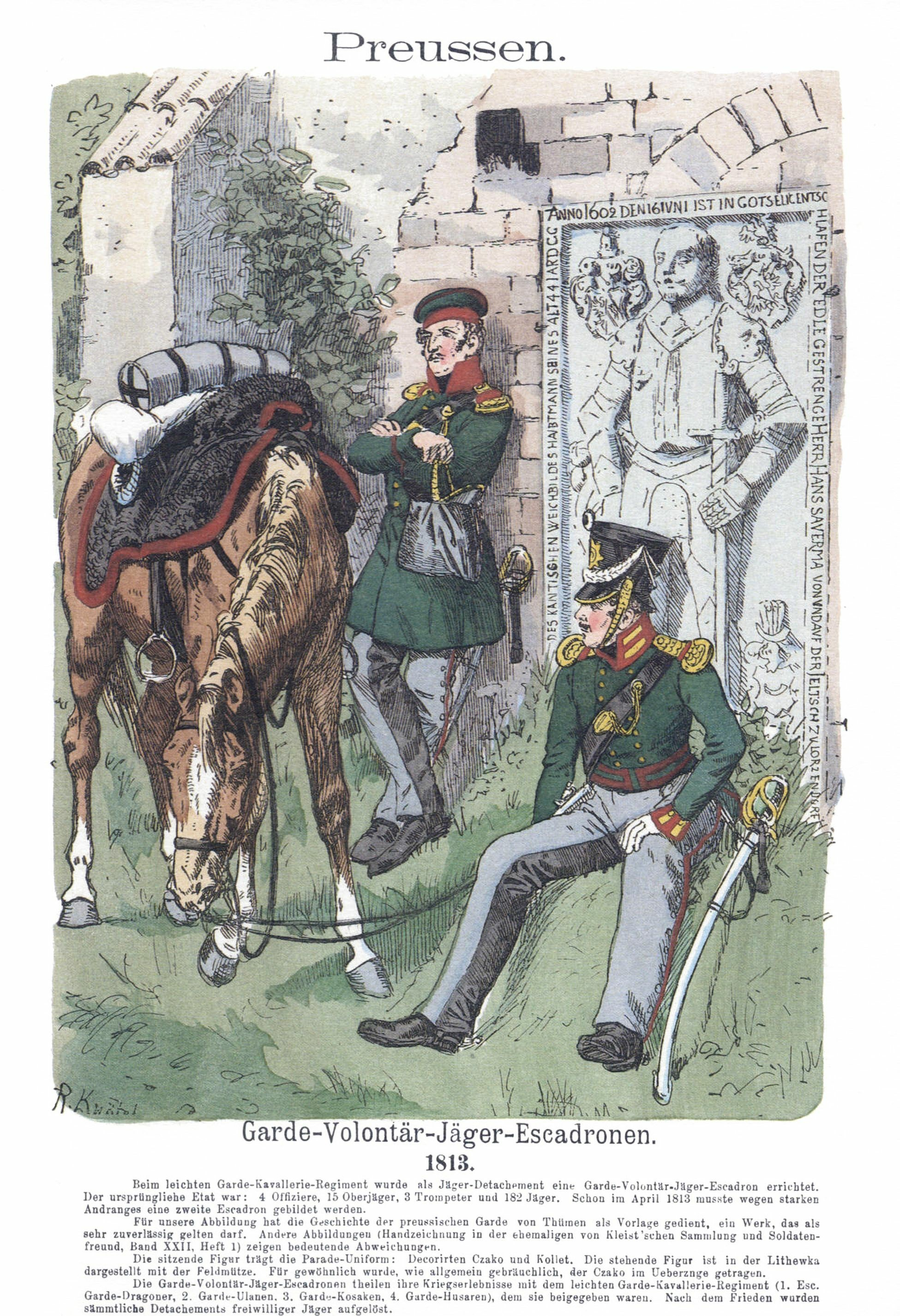
Preußen: Jäger, 1813. Links: mit Litewka und Feldmütze. Rechts: in Paradeuniform

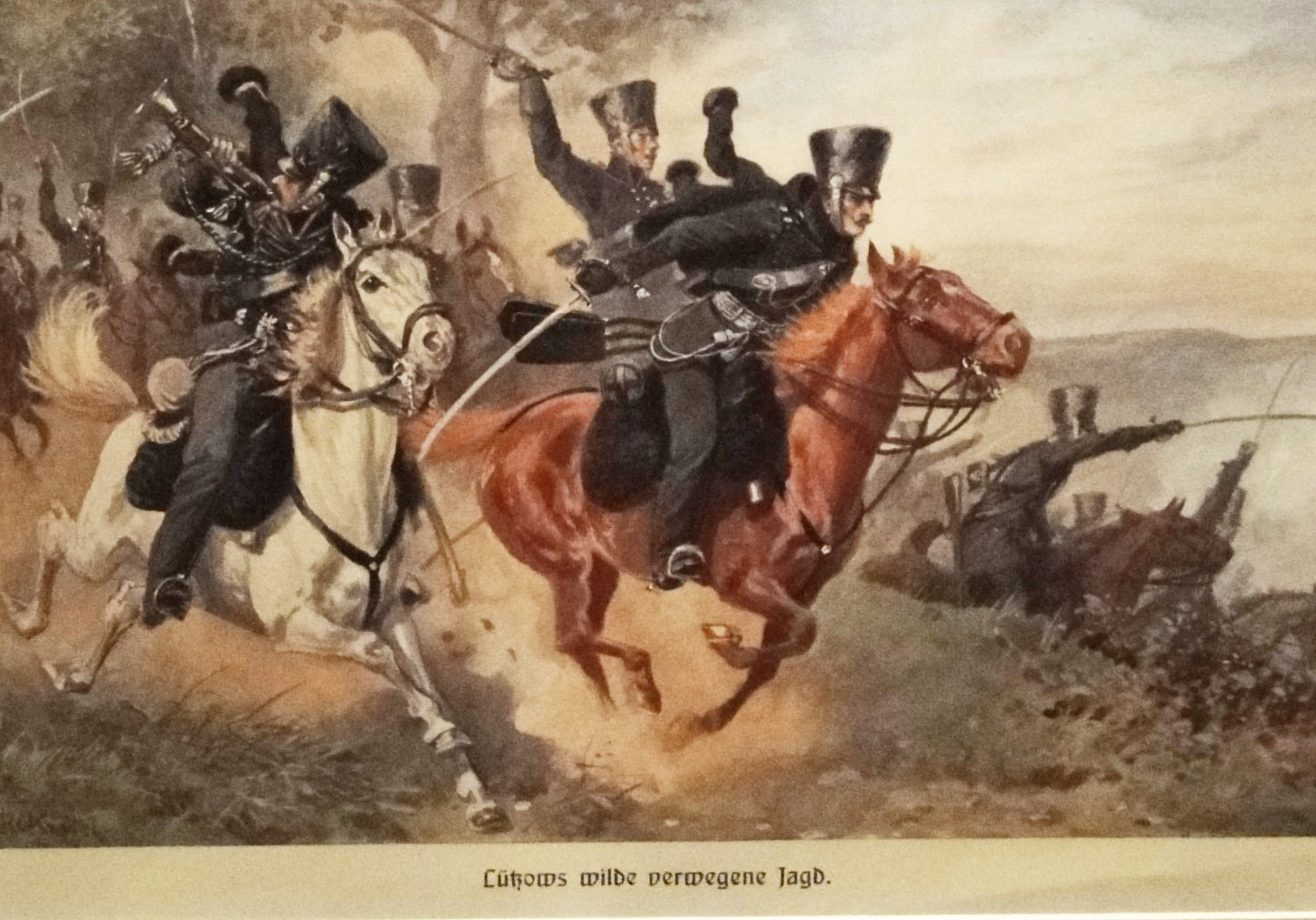
Lützower Kavallerie im Gefecht (Im Vordergrund zwei Husaren, dahinter Jäger zu Pferde)

Die spezielle preußische Ausbildung und das Schießtraining seit 1788 zeichnete sich spätestens in den Koalitionskriegen aus. Überall, wo die preußischen Scharfschützen des Fußjägerregiments auf französische Tirailleure trafen, zeigte sich die überlegene Schießleistung der preußischen Jäger: so wie beim Rückzugsgefecht am 1. November 1806 unter der Führung von Ludwig Yorck von Wartenburg bei Nossentin. In dem waldreichen Gebiet konnte die französische Übermacht nur eingeschränkt kämpfen, und so fügten die preußischen Jäger ihr starke Verluste zu. Aus dem Yorckschen Regiment sind namentlich zwei Jäger bekannt. Bei Wahren wurde dem Oberjäger Schubert die Büchse zerschossen und dabei die rechte Hand verletzt. Er griff zur Büchse eines gefallenen Kameraden und kämpfte weiter und wurde wenige Minuten später zum zweiten Mal, dieses Mal im Mundbereich, verwundet. Er spie die zerbrochenen Zähne aus und kämpfte weiter. Friedrich Rittmüller, ein anderer Jäger aus dem Yorckschen Regiment, zeichnete sich dadurch aus, dass er sich mehrmals an französische Kavallerieplänkler heranpirschte, sie vom Pferd schoss und die Beutepferde einsammelte. Eine Zeitlang kämpfte er mit den preußischen Husaren auf Streifenpatrouille, ritt auf Büchsenschussweite an die gegnerischen Abteilungen heran und schoss deren Offiziere ab. Diese Vorgehensweise, als Scharfschütze in einer kleinen Kampfgruppe, entspricht dem heutigen Gruppenscharfschützen.
Die Militärregierung der preußischen Provinz Schlesien erließ am 26. April 1813 einen Befehl zur Aufstellung einer Jägereinheit aus Jägern, Förstern und Wilderer. Den Wilderern wurde Straffreiheit und eine spätere Einstellung als Forstgehilfe zugesichert. Darüber hinaus wurden jedem Jäger 3 Taler versprochen für jeden feindlichen Infanteristen, der mittels Präzisionsschuss (feindlicher Schütze hinter Wällen oder Schießscharten) getötet wurde.
Eine Sonderform der deutschen Jägereinheiten bildeten die 1813 aufgestellten Lützower Jäger oder auch Schwarze Jäger genannt, obwohl nur ein kleiner Teil der Truppe tatsächlich aus Jägern bestand. Die Jäger mussten für Ausrüstung und Bewaffnung meist selbst sorgen, durften aber ihre Offiziere und Unteroffiziere frei wählen. Grundlage für die Aufstellung dieses und weiterer Freikorps war die Allerhöchste Kabinetts-Ordre (AKO) vom 3. Februar 1813 über die Aufstellung freiwilliger Jägerdetachements. Der preußische Generalleutnant und Heeresreformer Gerhard Johann von Scharnhorst leitete 1813 die Vorbereitungen zum Befreiungskrieg u. a. mit einem Konzept („Instruktion für die Streifdetachements“ – eine Anleitung zum Partisanenkrieg) für den operativen Einsatz des Lützower Freikorps, benannt nach ihrem Führer Major Adolf von Lützow, als eine Art Partisanentruppe, ein.
Offiziell hieß der Verband Königlich Preußisches Freicorps, aber bekannt wurden die Freischärler als Schwarze Jäger. Da sie ihre Uniformen selbst finanzieren mussten, hatte Lützow dafür die einzige Farbe gewählt, in die sich jede schon vorhandene Uniform/Kleidungsstück umfärben ließ. Des Weiteren war Schwarz als Uniformfarbe zur damaligen Zeit eher ungewöhnlich und hatte daher einen hohen Erkennungswert. Von den schwarzen Uniformen (schwarzes Tuch, rote Paspeln, goldene Knöpfe) leiteten sich die deutschen Nationalfarben Schwarz-Rot-Gold her. Während der Truppe der Erfolg bei großen Schlachten verwehrt blieb, kämpfte die Einheit sehr erfolgreich im Partisanenkrieg wie z. B. am 26. August 1813 ca. 20 km vor Schwerin. Dort überfiel die Einheit eine französische Nachschubkolone. Beim Verlust von nur vier eigenen Kämpfern lagen am Schluss mehr als 50 französische Soldaten entweder tot oder verwundet am Wegesrand. Von den 40 Wagen konnten 38 erfolgreich in Besitz genommen werden. Mit der Abdankung von Napoleon am 6. April 1814 wurde das Lützowsche Freikorps in zwei reguläre Regimenter umgewandelt. Der Dienst der freiwilligen Jäger aber war beendet und sie kehrten wieder ins Zivilleben zurück.
Auch die hessischen Jäger kämpften in den Koalitionskriegen. Über ihre gute Ausbildung und Präzision ist eine Anekdote aus dem Ersten Koalitionskrieg überliefert. Gefangene französische Soldaten urteilten, nach dem Gefecht am 6. September 1792 bei Clermont-en-Argonne, über die hessischen Jäger: „Ah, mack Chasseur mit Chapeau (Jägerhut) puff – gleich sein kaputt; mack Chasseur mit Bonnet (Füsilierkappe der leicht Infanterie) puff, is nix, mack nix kaputt!“ Neben dem aktiven Jägerkorps gab es auch bei den hessischen Jägern, im Rahmen des Landsturms, eine sogenannte Landjägertruppe. Diese wurde aber meist nur für den einfachen Patrouillendienst oder für den Bau von Sperren eingesetzt. Die Mannschaft setzte sich aus älteren Förstern und Jägern zusammen.
In der Schlacht von Waterloo am 18. Juni 1815 hatten die Jäger vom Kurfürstentum Braunschweig-Lüneburg einen entscheidenden Anteil am Sieg der Koalition. Die 400 deutschen Jäger, unter dem Kommando des hannoverschen Majors Georg von Baring, waren ein Teil der Königlich Deutschen Legion (King’s German Legion). Sie hatten den Auftrag, den Meierhof La Haye Sainte zu besetzen bzw. zu halten, der etwa 400 Meter vor der britischen Front lag und somit von zentraler Bedeutung war. Mit einer Übermacht von 10.000 französischen Kavalleristen griff Marschall Ney, dem Napoleon das Kommando über das Zentrum übertragen hatte, um 15 Uhr La Haye Sainte und den benachbarten Bauernhof Hougoumont an. Nachdem sein Angriff erfolgreich abgewehrt wurde, befahl Ney am späten Nachmittag einen Infanterieangriff. Der hatte endlich Erfolg, vor allem, weil den Jägern die Munition ausging. Man schätzte, dass bei den Kämpfen um den Meierhof 2000 französische Soldaten getötet wurden. Vor allem aber verhinderte der Widerstand der Jäger, dass Napoleon früh genug seinen Angriff gegen Wellingtons Zentrum vortragen konnte. Als die Alte Garde gegen 18:30 Uhr schließlich vorrückte, war es zu spät. Die Preußen, unter Generalfeldmarschall von Blücher, hatten das Schlachtfeld erreicht und besiegelten die Niederlage von Napoleon. Laut des irischen Historikers Brendan Simms spielte die Verteidigung von La Haye Sainte eine entscheidende Rolle bei Napoleons Niederlage.

### Amerikanischer Bürgerkrieg

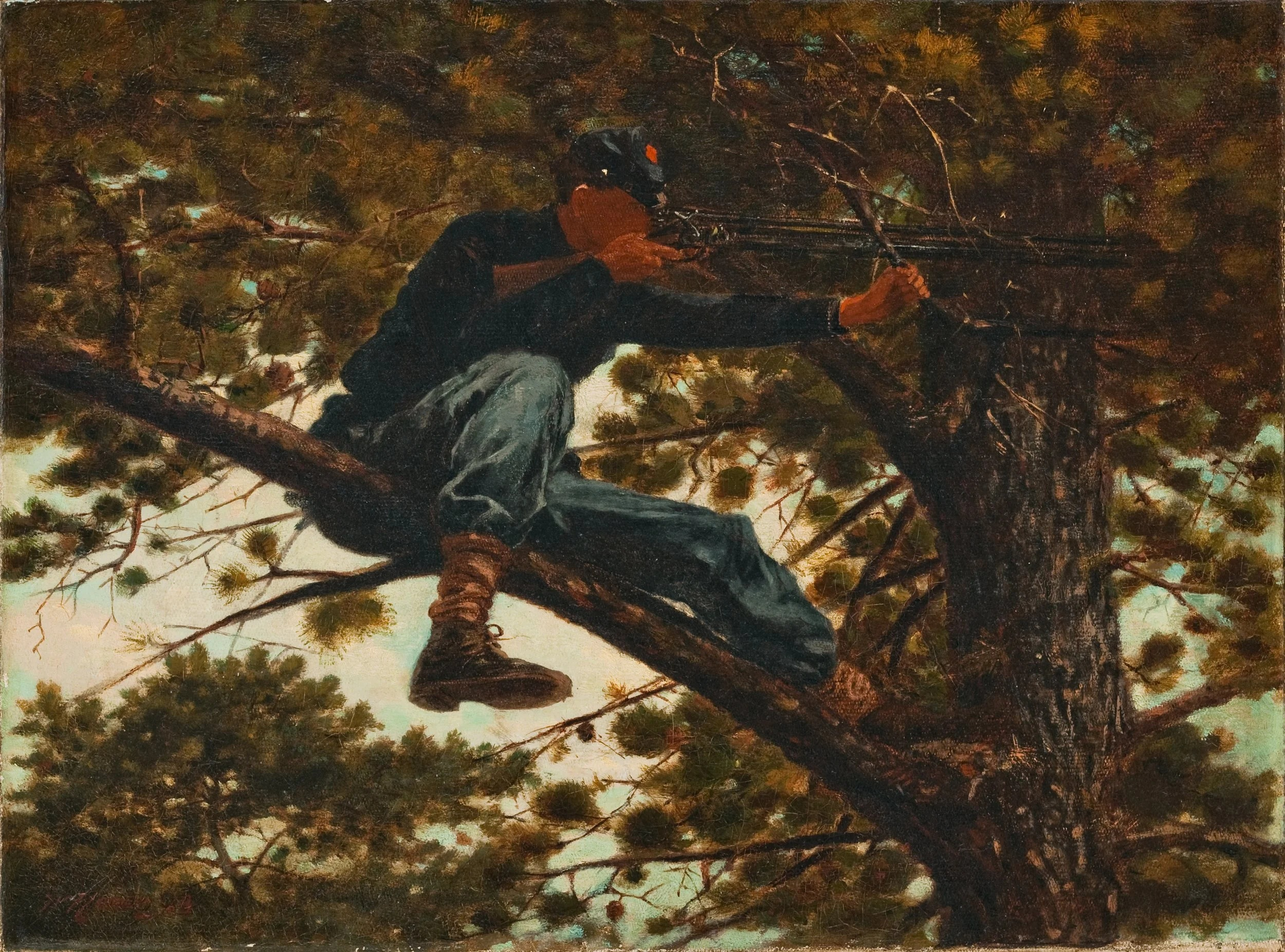
Scharfschütze der Unionstruppen im Amerikanischen Bürgerkrieg. Gemälde von Winslow Homer.

Nach den Koalitionskriegen gab es keine Zweifel mehr, dass sich die Kriegsführung durch den Einsatz von Büchsen ändern würde. Der Sezessionskrieg zeigte bereits einige Elemente der modernen Kriegsführung wie die Verwendung von Geschützen mit gezogenem Lauf, Telegraphen und Eisenbahnen. Trotzdem standen sich die Soldaten noch größtenteils Schulter an Schulter in Linie gegenüber, obwohl die Soldaten mehrheitlich bereits mit Büchsen ausgerüstet waren. Diese waren aber zum größten Teil noch Vorderlader, während man z. B. bei der Preußischen Armee bereits das Dreyse-Zündnadelgewehr (Hinterlader) Modell 1841 eingeführt hatte. Auch gab es bereits Mehrladergewehre, die aber von der militärischen Führung abgelehnt wurden mit der Begründung, dass bei Verwendung dieser Gewehre der Infanterist die Munition im Übermaß verschießen würde. Auf beiden Seiten wurden eigenständige Scharfschützeneinheiten aufgestellt, so etwa die Freiwilligen der United States Sharpshooters bzw. „Berdan-Sharpshooters“ (nach ihrem Kommandeur Hiram Berdan genannt) der Nordstaaten. Berdan war kein Absolvent einer Militärschule. Er war lediglich Maschinenbauingenieur und ein sehr guter Sportschütze. Er verdankte seinen Rang einzig dem Umstand, dass er die Aufstellung einer Scharfschützeneinheit übernommen hatte. Berdans Männer brachten anfangs ihre eigenen Jagd- oder Sportgewehre mit. Später erhielten sie das 5-Schuss-Revolvergewehr von Colt. Erst im Juni 1862 wurden sie mit dem Sharps Rifle ausgerüstet. Sie trugen dunkelgrüne Uniformröcke, Hosen und Feldmützen anstatt der üblichen dunkelblauen Uniformröcke und hellblauen Hosen der Linieninfanterie. Das Mützenabzeichen war ein Jagdhorn. Die Berichterstattung über Berdans Scharfschützen oder über die Scharfschützen des Bürgerkrieges im Allgemeinen waren oft gekennzeichnet von journalistischer Übertreibung bis hin zur Propaganda. So soll der Schütze California Joe, von einer Baumkrone aus, einen Feind auf zwei Meilen Entfernung erschossen haben. Dies ist rein physikalisch nicht möglich, da bei den meisten Schwarzpulvergewehren, selbst im günstigsten Abschusswinkel (ca. 35°), die Kugel bei maximal 1500 m zu Boden fällt. Des Weiteren ergaben verlässliche Berichte der Berdan-Sharpshooter, dass bei Schwarzpulvergewehren, aufgrund der schwachen Energie, der tödliche Bereich für Menschen bei max. 300 m lag und Treffer über 200 m nur mit etwas Glück möglich waren. Aufgrund von Wundbrand waren aber auch schon kleinere Schussverletzungen oftmals tödlich. Erwiesen ist aber, dass der Brigadegeneral Amiel Weeks Whipple den Berdan-Schützen am 7. Mai 1863 zum Opfer fiel.
Auf der konföderierten Seite wurde 1862 ein Scharfschützenregiment aufgestellt. Die Südstaaten hatten mit Materialknappheit, vor allem in Bezug auf präzise Waffen, zu kämpfen. Zusätzlich kam noch die Seeblockade der Union dazu. Trotzdem gelang es ihnen, im geringen Maß, an britische Whitworth-Gewehr zu gelangen, die für ihre Präzision bekannt waren. Entgegen der versorgungstechnischen Probleme gelangten ihnen einige Erfolge. Die vermutlich prominentesten Opfer der konföderierten Scharfschützen waren die Nordstaaten-Generäle John Sedgwick und John Fulton Reynolds. Sedgwick starb durch einen Scharfschützen, weil er nicht in Deckung ging. Als seine letzten Worte gelten: Auf diese Entfernung können die Konföderierten selbst einen Elefanten nicht treffen. Reynolds fiel in der Schlacht von Gettysburg. Ein weiteres bekanntes Opfer der konföderierten Scharfschützen war der Generalmajor Hiram Gregory Berry der am 3. Mai 1863 in der Schlacht bei Chancellorsville fiel. Bei Fredericksburg verhinderten konföderierte Scharfschützen stundenlang den Übergang über einen Fluss. Sie ließen sich auch nicht durch massiven Artilleriebeschuss vertreiben. Erst als ein Infanterieregiment auf Booten übersetze, konnten sie die Konföderierten im Häuserkampf vertreiben. Die wenig verwendeten Zielfernrohre waren auf beiden Seiten meist ohne Linsen. Es waren meist lange, über den gesamten Lauf reichende Messingrohre, sozusagen eine Zielhilfe ohne Optik.

### Burenkrieg
Im Burenkrieg erlitt die britische Armee starke Verluste durch burische Scharfschützen, vor allem als diese über das neue Mausergewehr Modell 95 im Kaliber 7 × 57 mm verfügten. Der berühmte amerikanische Schriftsteller und Jäger Jack O’Connor bezeichnete die 7 × 57 mm als eine der besten Patronen für den Allround-Einsatz. Während die Briten versuchten, die Buren konventionell zu besiegen, nutzten diese ihre guten Ortskenntnisse und Erfahrungen als Jäger aus. Ihre berittenen Kommandos verfügten über eine hohe Mobilität und sie fügten den britischen Verbänden schwere Verluste zu. Daraufhin stellte Lord Lovat die Lovat Scouts auf, deren Kern aus Jägern, Wildhütern und Waldarbeitern aus dem schottischen Hochland bestand. Im Einsatz waren die Lovat Scouts Major Frederick Russell Burnham unterstellt. Nach dem Zweiten Burenkrieg wurden die Lovat Scouts 1902 aufgelöst. Beide Seiten verwendeten keine Zielfernrohre. Einerseits waren sie technisch nicht ausgereift und anderseits sehr kostspielig. Auch waren die Montagen noch nicht für einen robusten Militäreinsatz geeignet. Dies änderte sich erst mit Beginn des Ersten Weltkrieges.

### Beginn des modernen Scharfschützenwesens

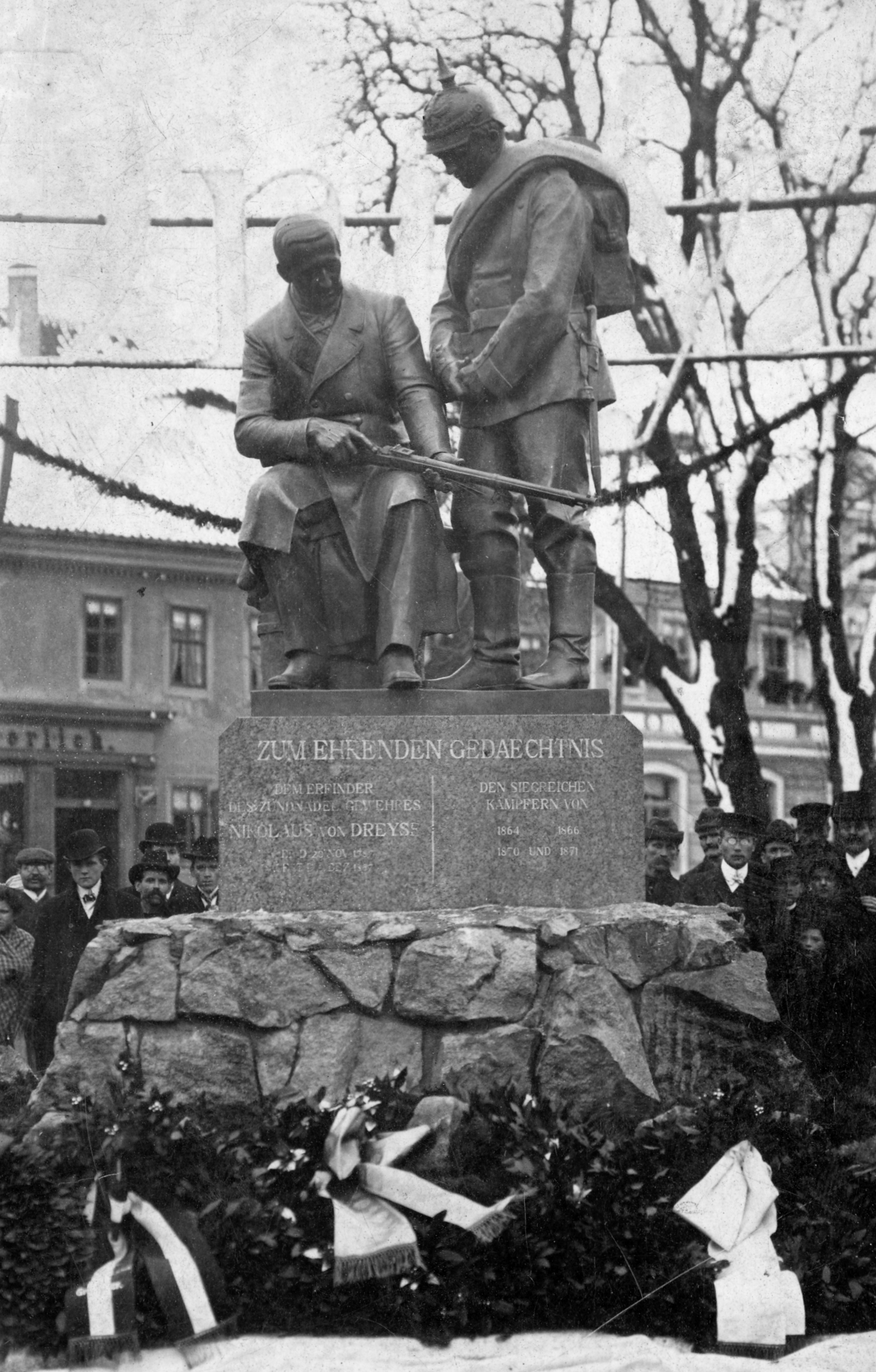
Dreysedenkmal

Ein in der Scharfschützenliteratur kaum beachteter, aber wichtiger Zwischenschritt, war die Entwicklung des Hinterladergewehrs. Dies hatte neben dem deutlich schnelleren Ladevorgang den großen Vorteil, dass der Schütze nicht nur aus der Deckung schießen, sondern nun auch in der Deckung sein Gewehr wieder laden konnte. Erste Versuche mit Hinterlader-Handbüchsen lassen sich bis in das späte 15. Jahrhundert zurückverfolgen, die jedoch aufgrund zahlreicher technischer Probleme noch keine weitere Verbreitung fanden. Hinterlader von Ernst Friedrich von Holtzmann wurden zwar von Friedrich dem Großen im Krieg eingesetzt, jedoch wieder verworfen. Das erste praxistaugliche Hinterladergewehr, das Dreysesche Zündnadelgewehr, wurde 1836 für die die preußische Armee entwickelt und gebaut. Es ist die Entwicklungsbasis für Repetierwaffen und Selbstlader. Das Dreyse-Zündnadelgewehr Modell 1841 war wohl der bedeutendste Schritt in der Geschichte des Militärgewehrdesigns. Nach dem preußischen Erfolg in der Schlacht von Königgrätz im Deutschen Krieg 1866 konnten sich Hinterladergewehre schließlich auch in anderen Armeen durchsetzen.
Die Entwicklung des modernen Scharfschützenwesens im eigentlichen Sinne begann mit dem Ersten Weltkrieg. Bis dahin wurden die entscheidenden Elemente eines präzisen Scharfschützengewehres entwickelt wie die industrielle Herstellung von Gewehren mit gezogenem Lauf, zuverlässige Patronen aus Metall, rauchloses Nitrocellulosepulver und brauchbare Optiken. Der früheste größere Truppenversuch mit Zielfernrohrgewehren fand Mitte der 1890er Jahre in Deutschland statt, schwerpunktmäßig mit dem Gewehr 88. Dabei wurden u. a. Zielfernrohre getestet, die Ernst Abbe (Zeiss) nach den Vorgaben des Freiherrn von Beaulieu-Marconnay entwickelte. Als Problem zeigte sich damals u. a. das Fehlen einer stabilen feldtauglichen Montage für den robusten Kriegseinsatz. Ein Ergebnis des damaligen Truppenversuchs war die Mauser Single Square Bridge Montage.

### Erster Weltkrieg

#### Aufbau des deutschen Scharfschützenwesens

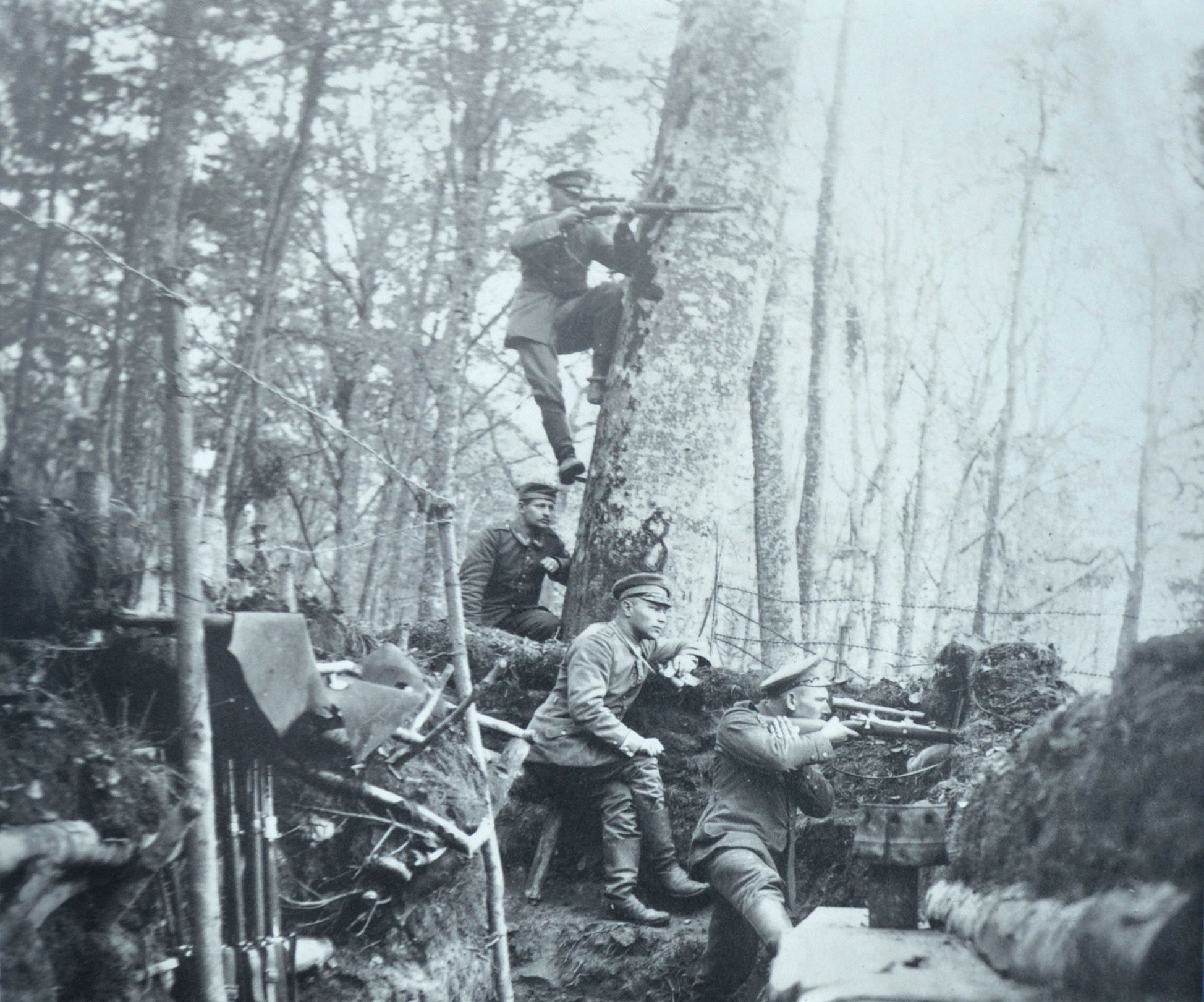
Deutsches (Sächsisches) Scharfschützenteam mit ihren Beobachtern. Sie verwenden ein Tarnband, um das rote Randband zu verdecken. Weil der Baumschütze sein Gewehr an der rechten Außenseite des Baumes auflegt, ist der größte Teil seines Körpers durch den Baum geschützt.

Als großer Vorteil für das deutsche Heer erwies sich der Umstand, dass es in Deutschland eine große Jagd- und Schießkultur gab. Bis ins 12. Jahrhundert reichte die Tradition der deutschen Schützenvereine. Fast jeder Ort, vom Dorf bis zur Stadt, hatte einen Schützenverein. Die jährlichen Schützenfeste waren vielerorts der gesellschaftliche Höhepunkt. Dadurch waren viele junge Männer bereits geübte Schützen, wenn sie vom Militär eingezogen wurden. Die relativ hohe Anzahl von Förstern und Jägern im deutschen Heer beruhte auf zwei Faktoren. Nach der Revolution von 1848 durfte auch der nichtadlige Bürger offiziell jagen und aufgrund seiner Größe (541.000 Quadratkilometer, davon ein Drittel Wald) waren Forstwirtschaft und somit auch die Jagd ein bedeutender Industriezweig im Deutschen Reich von 1914. In Großbritannien war die Jagd hingegen ein exklusiver und teurer Sport und weitgehend den oberen Klassen vorbehalten.
Über das deutsche Scharfschützenwesen existiert kaum mehr Dokumentation, da das preußische Militärarchiv bei einem Bombenangriff auf Potsdam am 14. April 1945 fast vollständig zerstört wurde.
Dass die aufgeführten deutschen Scharfschützen alle aus Bayern kommen, resultiert daraus, dass das Bayrische Kriegsarchiv noch existiert. Aber auch dort sind Informationen über Scharfschützen kaum vorhanden, weil die Offiziere zwar sehr wohl die Effizienz der eingesetzten Scharfschützen erkannten, aber ihre Tätigkeit im Allgemeinen als hinterhältig und somit unehrenhaft galt. Dies erklärt auch, warum selbst die erfolgreichsten Scharfschützen kaum über dem Eisernen Kreuz 2. Klasse ausgezeichnet wurden. Einer der ganz wenigen bekannten Scharfschützen, der das Eiserne Kreuz 1. Klasse verliehen bekam, war der Vizefeldwebel Franz Dumann 5. Kompanie/Reserve-Infanterie-Regiment 239, der am 25. November 1916 vor Tahure in Frankreich fiel. Seine genaue Abschusszahl ist nicht bekannt, aber auf seinem Grabstein stand u. a.: „Er war der beste Scharfschütze des Regiments.“ Die unterschiedlichen Ansichten bzw. Bewertung der Scharfschützen erkennt man auch bei den chronikführenden Offizieren. Während Scharfschützen und ihre Tätigkeit bei einigen bayrischen Einheiten regelmäßig erwähnt wurden wie z. B. beim Königlich Bayerischen 12. Infanterie-Regiment „Prinz Arnulf“, wurden sie bzw. ihre Tätigkeit bei den meisten Einheiten überhaupt nicht oder nur bei Ordensverleihungen erwähnt.

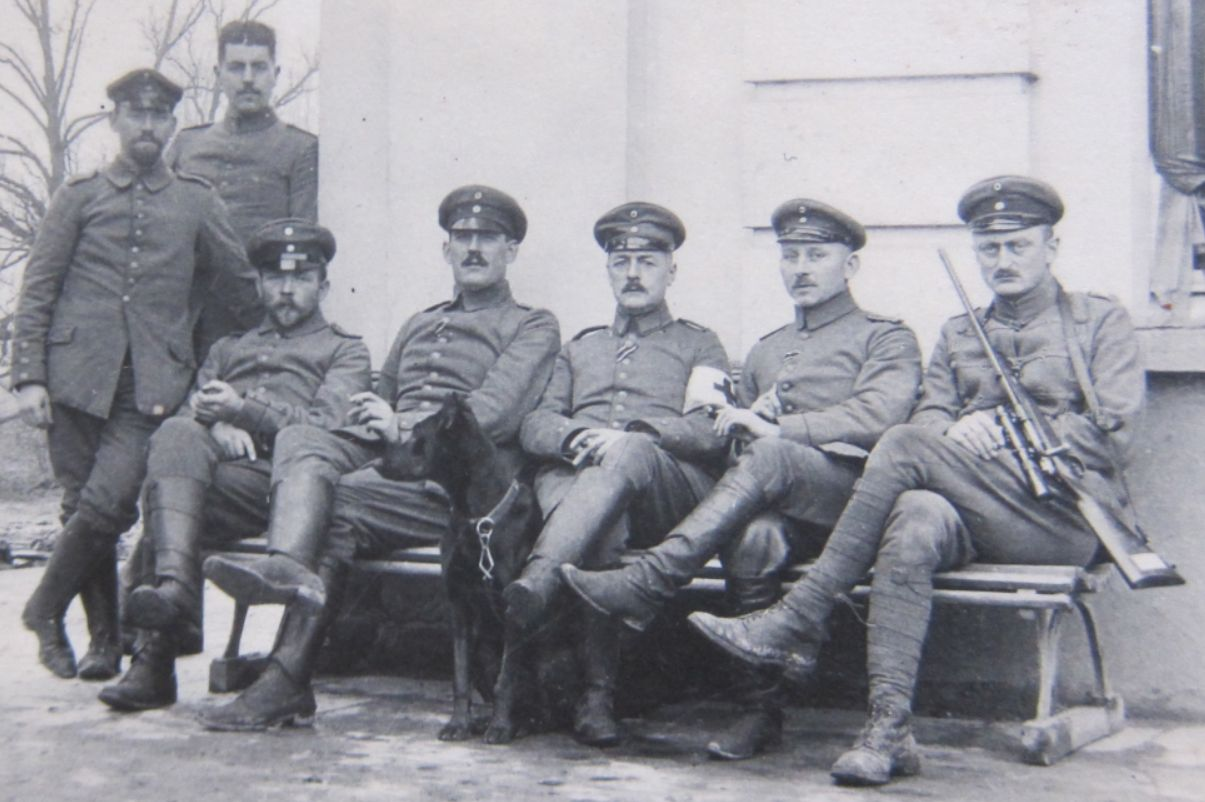
Deutscher Husar mit zivilem Jagdgewehr.

Im Herbst 1914 ließ der deutsche Herzog von Ratibor (Victor II. Amadeus von Ratibor, 1895 Präsident ADJV) ca. 20.000 Jagd- und Sportgewehre im Militärkaliber 7,92 × 57 mm mit Zielfernrohren an die erstarrte Westfront schicken. Parallel wurden zusätzlich weitere 15.000 Gewehre 98 mit Zielfernrohr bestellt. Da die Deutschen erst im Dezember 1914 mit einer Scharfschützenausbildung begannen, wurden die ersten Gewehre hauptsächlich den Jägerbataillonen zugeteilt und im Gegensatz zu anderen Ländern in der Regel nur an Soldaten ausgegeben, die im Umgang mit Zielfernrohren ausgebildet waren, wie Jäger, Förster oder Sportschützen. Auch an Wilderer wurden Zielfernrohrgewehre ausgegeben. So an den am 2. Mai 1891 in Reisbach geborenen, mehrfach vorbestraften bayrischen Wilderer Georg Herrnreiter, der es mit 121 bestätigten Abschüssen zum Gefreiten brachte. Einzelne Quellen berichten von 150 Abschüssen. Es ist anzunehmen, dass er die Zahl 121 bis zu seiner Verleihung der Bayerischen Tapferkeitsmedaille erzielte und 150 sein Gesamtergebnis ist. Seine enorme Anzahl an Abschüssen erzielte er größtenteils innerhalb einer relativ kurzen Zeit. Dies lag daran, dass er die meisten Abschüsse am Anfang des Krieges erzielte und die Alliierten diese Abschüsse für Zufallstreffer oder Querschläger hielten. Die Alliierten waren zu diesem Zeitpunkt mit dem deutschen Scharfschützenwesen bzw. mit Scharfschützen allgemein nicht vertraut. Erst als sie die ersten Zielfernrohrgewehre in den deutschen Schützengräben entdeckten, erkannten sie, dass es sich um gezielte Schüsse von Scharfschützen handelte. Trotz seiner Vorstrafen wurde Herrnreiter mit dem Eisernen Kreuz 2. Klasse und der Bayerischen Tapferkeitsmedaille in Gold ausgezeichnet, der höchste Tapferkeitsauszeichnung Bayerns für Nicht-Offiziere.
Mit der Bayerischen Tapferkeitsmedaille in Gold wurden ebenfalls der Gefreite der Reserve Karl Riedl, Scharfschütze der 3. Kompanie des 12. bay. Res.-Inf.-Regiment, geboren in Feldheim, und Leonhard Schober, Scharfschütze der 2. Kompanie, ebenfalls vom 12. bay. Res.-Inf.-Regiment, ausgezeichnet. Schober, im Zivilen herzoglicher Jäger, geboren in Scharling (Kreuth), erhielt seine Auszeichnung für das Gefecht am 26. November 1914 bei Écurie vor Arras, wo er als Scharfschütze durch ruhiges und wohlgezieltes Feuer zur Niederhaltung des Gegners wesentlich beitrug.
Obwohl die Tätigkeit des Scharfschützen eine klassische Mannschaft/Unteroffiziersaufgabe ist, gab es aber auch deutsche Offiziere an der vordersten Front, mit jagdlichem Hintergrund, die sich „nebenbei“ als Scharfschützen betätigten. Oftmals verwendeten sie dafür ihre eigenen Jagdwaffen. So z. B. der Leutnant Graf Schall-Riaucour vom Generalkommando XII. Im Bericht des Königlich Sächsisches Infanterie-Regiment Nr. 102 vom 3. Januar 1915 wird erwähnt, dass wenn er das Regiment besuchte, dass er dann mit seiner „Fernrohrbüchse“ erfolgreich französische Soldaten tötete. Seine „Fernrohrbüchse“ war sein privates Mauser-Jagdgewehr. Da er kein Frontoffizier an der vordersten Front war, ist es fraglich inwieweit seine Scharfschützentätigkeit mit seinem eigentlichen Auftrag übereinstimmte. Wahrscheinlich sahen seine Vorgesetzten, aufgrund seiner Erfolge, wohlwollend darüber hinweg.

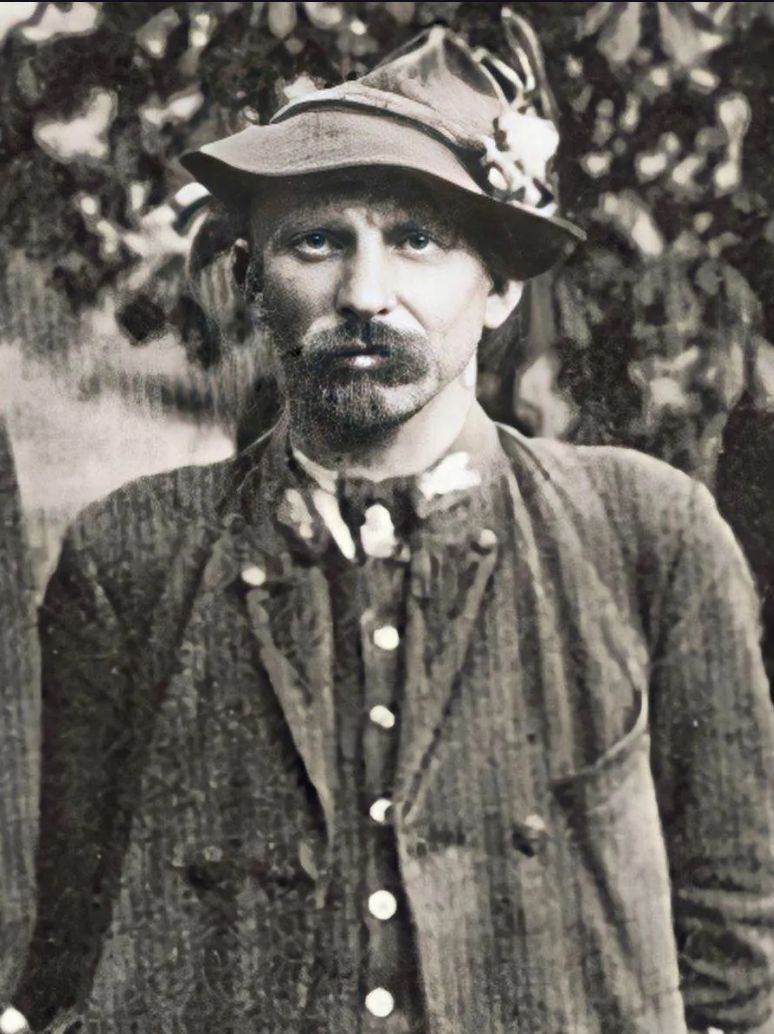
Georg Mühlberger, vorbestrafter Wilderer und erfolgreicher Scharfschütze

Bereits am Anfang des Ersten Weltkriegs bewiesen deutsche Scharfschützen, dass sie ganze Angriffe zum Erliegen bringen konnten, wie Wilhelm Büttner aus Schönberg in Mittelfranken. Der Vizefeldwebel der Landwehr von der 7. Kompanie des bayr. Res.-Infanterie-Regiment Nr. 15 wehrte zusammen mit dem Gefreiten Lindner mit ihren Zielfernrohrgewehren am 11. April 1915 im Bois-La-Faux-Ferry einen französischen Angriff ab. Büttner wurde unter anderem mit der Bayerischen Tapferkeitsmedaille in Silber und dem Militärverdienstkreuz 2. Klasse ausgezeichnet. Der durch ein Foto mit seinem Beobachter bekannteste deutsche Scharfschütze war der Gefreite Walter Schmidt mit 200 bestätigten und vielen weiteren unbestätigten Abschüssen. Ebenfalls ein bekannter Scharfschütze war der Gefreite Anton Gaskowski von der 5. Kompanie, IR 176. Innerhalb eines Jahres (Juli 1916 bis Juni 1917) hatte er 79 bestätigte Abschüsse. Als einer der schnellsten Scharfschützen galt der ehemalige Wilderer Georg Mühlberger. Durch seine extrem schnelle Zielerfassung und Schussabgabe galt er als einer der schnellsten und effektivsten Scharfschützen. Diese Fähigkeit war im direkten Angriff und Verteidigung von großem Vorteil, was er mit hohen Abschusszahlen bei diesen Gefechtsarten mehrfach unter Beweis stellte. Einige Einheiten zahlten Kopfprämien für bestätigte Abschüsse aus ihrer Regimentskasse, so z. B. zahlte das IR 141 für jeden Soldaten 10 Mark und 20 Mark für jeden getöteten Offizier. Dies war zur damaligen Zeit viel Geld, da der durchschnittliche Bruttomonatslohn eines Arbeiters zu dieser Zeit 100 Mark entsprach. Diese fragwürdige Praxis führte bei anderen Einheiten zu Kontroversen.
In der Armeeabteilung B wurden neben den regulären Scharfschützen in den jeweiligen Kompanien zusätzlich ab 3. April 1915 erstmalig geschlossene Scharfschützeneinheiten aufgestellt, die sogenannten Abschusskommandos. Sie wurden in einer Stärke von einem Offizier, vier Unteroffizieren und 48 Scharfschützen gebildet. Unterteilt wurde die Kommandos in vier Gruppen a 12 Scharfschützen, mit einem Unteroffizier als Gruppenführer. Die Abschusskommandos wurden den Divisionen zugeteilt und operierten selbständig bei den jeweiligen Brennpunkten. Der bekannteste Scharfschütze der Abschusskommandos war der Gefreite Bohlen, der an einer einzigen Stelle des französischen Grabensystems 20 französische Soldaten tötete. Des Weiteren rettete Bohlen durch einen schnellen Schuss Leutnant von Raven, der von einem französischen Alpenjäger anvisiert wurde. Am 24. Oktober 1915 sprach Generalleutnant Adolf von Wencher den Abschusskommandos in seinem Tagesbefehl für die hervorragende Zusammenarbeit mit seiner Einheit seinen Dank aus.
Die Dominanz der deutschen Scharfschützen, vor allem in den ersten zwei Kriegsjahren, war neben ihrer guten Ausbildung auch auf die deutsche Optikindustrie zurückzuführen, die mit Herstellern wie Busch, Fuess, Gerard, Goertz, Hensoldt, Oigee, Voigtländer, Reichert und Zeiss führend auf dem Weltmarkt waren. Ein Beleg für die hohe Qualität der deutschen Zielfernrohre war das britische Zielfernrohr Pattern ´18. Es ähnelte in seiner gesamten Bauweise, einschließlich der Einhak-Montage, dem typischen deutschen Zielfernrohr. Durch die gute Qualität der deutschen Optiken konnten die deutschen Scharfschützen, im Gegensatz zu den Alliierten, auch nachts bei entsprechendem Mond eingesetzt werden, so z. B. in der Nacht 26/27 Februar 1915 bei Nieuwkerke. Aufgrund der starken deutschen Scharfschützenaktivitäten tagsüber verlegten die Briten ihre Arbeitstrupps in die Nacht. Da es aber kurz vor Vollmond war, wurde der Pionier Alex Hamilton von den 59th Field Company Royal Engineers um Mitternacht Opfer eines deutschen Scharfschützen. Für den regulären Infanteristen entwickelte die Firma Carl Zeiss aus Jena ein zielfernrohrartiges Gerät für Nachtabschüsse. Es bestand aus einem kurzen Tubus mit einer bifokalen Linse. Diese als Dämmerungsvisiereinrichtung bezeichnete Zieleinrichtung mit 2,5facher Vergrößerung konnte ohne weiteres auf das Visier eines jeden gebräuchlichen Gewehrs 98 aufgesetzt werden. Des Weiteren wurde ein Hilfskorn mit einem weißen Dreieck auf das Korn aufgesteckt. Der Schütze konnte das Ziel durch das Fernrohr erfassen und musste lediglich das Hilfskorn auf den Haltepunkt richten. Durch die vergleichsweise unkomplizierte Handhabung konnte nun auch ein gewöhnlicher Schütze, wenn er daran ausgebildet war, relativ befriedigende Ergebnisse bei Dämmerung oder Mondnächten erzielen.

#### Ausbildung, Taktiken, Schussentfernungen und Gefechtsdienst deutscher Scharfschützen im Ersten Weltkrieg
Das Scharfschützenwesen besteht aus drei Säulen: Schießtechnik, Gefechtsdienst und Taktik. Schwerpunkt der Feldausbildung ist Tarnung und die Pirsch.

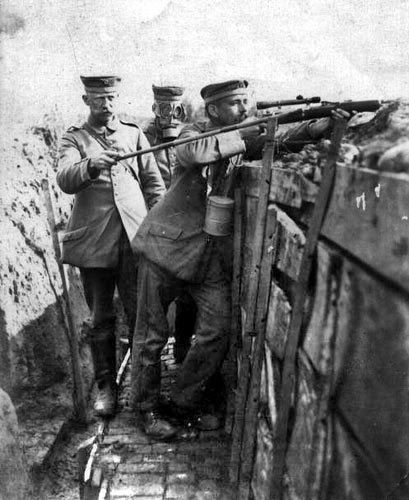
Scharfschützenausbildung durch einen Unteroffizier der Landwehr im Graben.

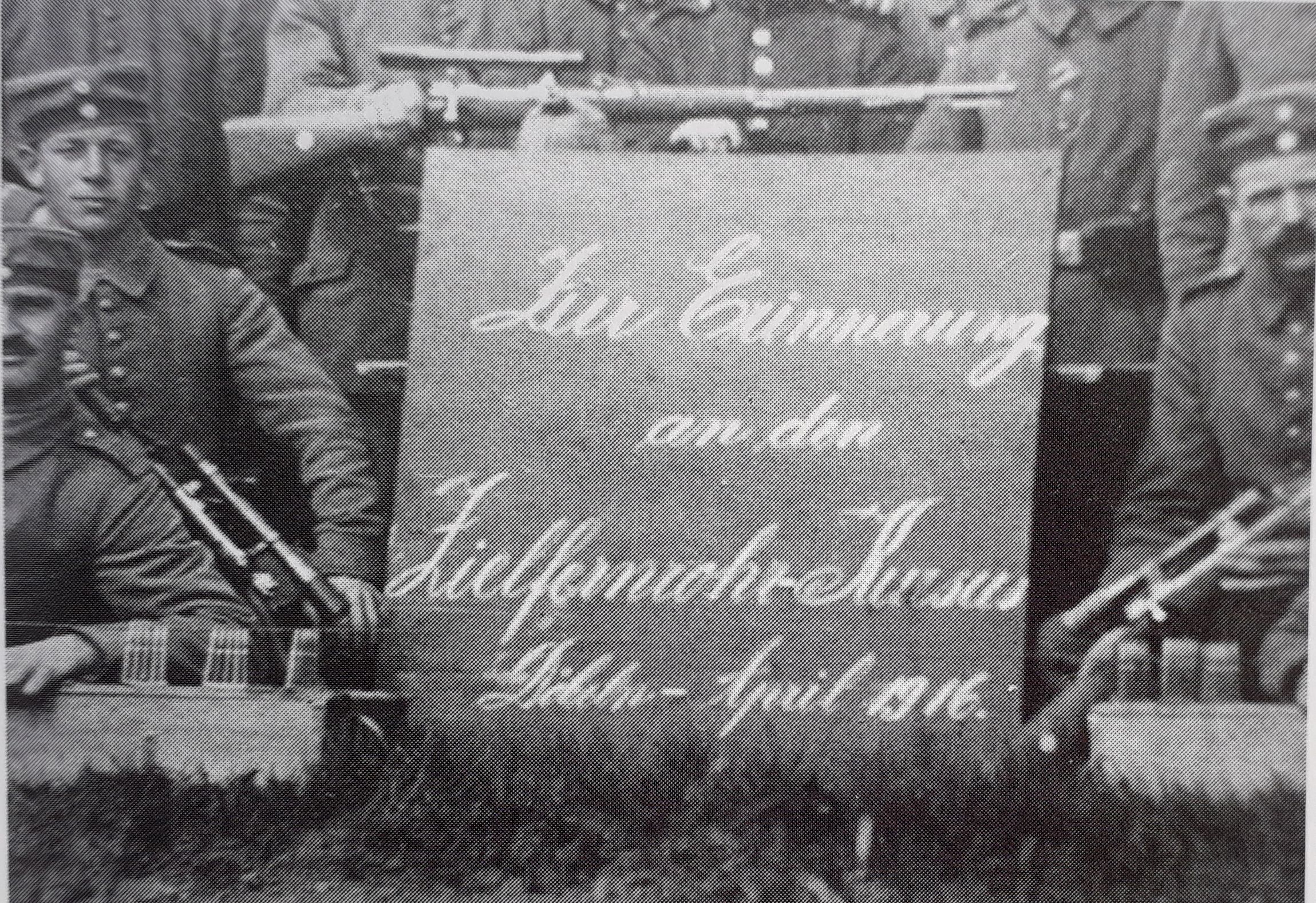
Scharfschützenlehrgänge, im deutschen Heer als Zielfernrohr-Kursus bezeichnet, wurden seit April 1915 durchgeführt. Schild: Zur Erinnerung an den Zielfernrohr Kursus Döbeln – April 1916

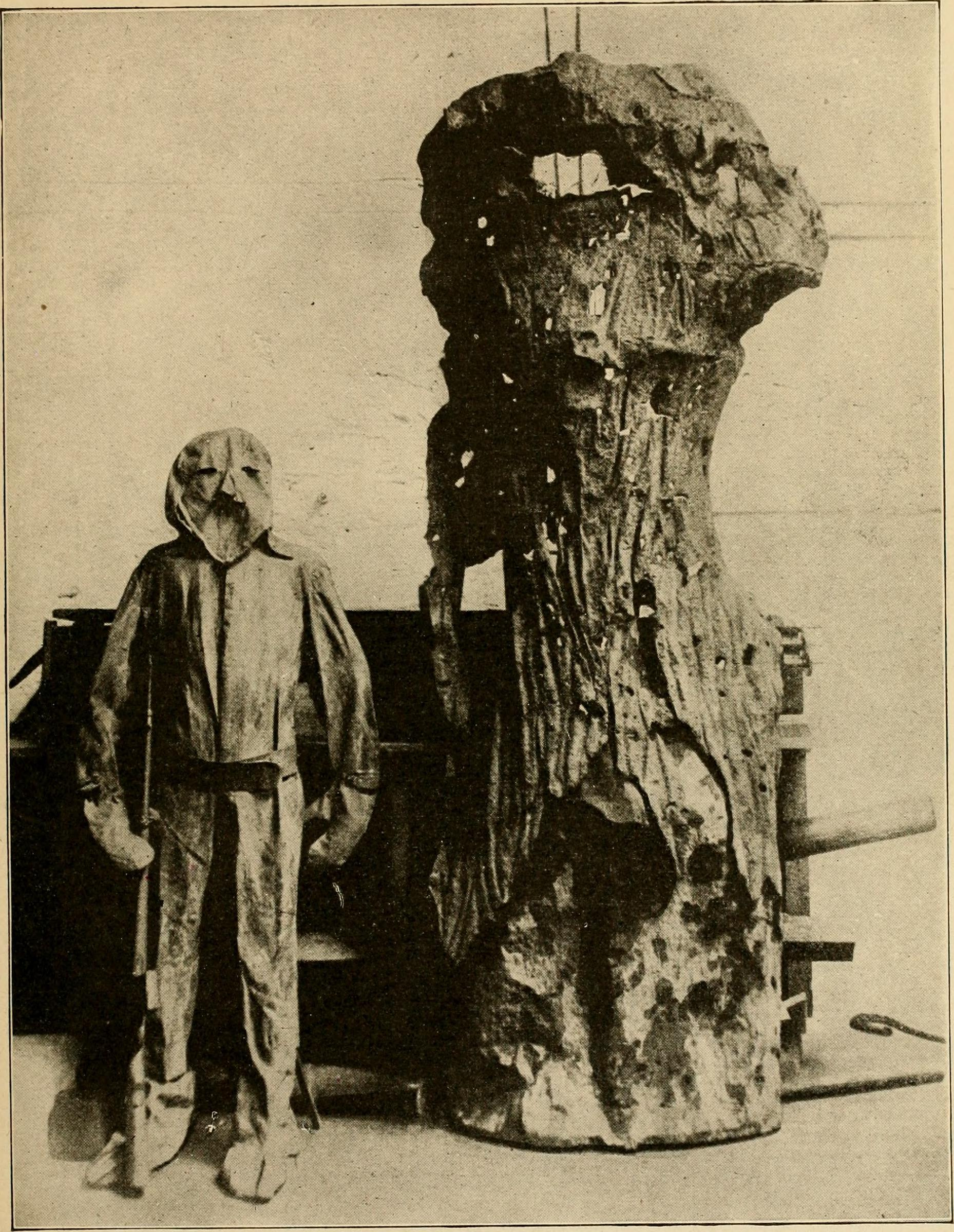
Deutscher Scharfschützenanzug und künstlicher Baum aus Stahl als Scharfschützenversteck. Dieser wurde 1918 von den Briten erbeutet. Der Anzug verwischte, neben der Gesichtstarnung, auch die Kontur (Kopf, Hals Schulter).

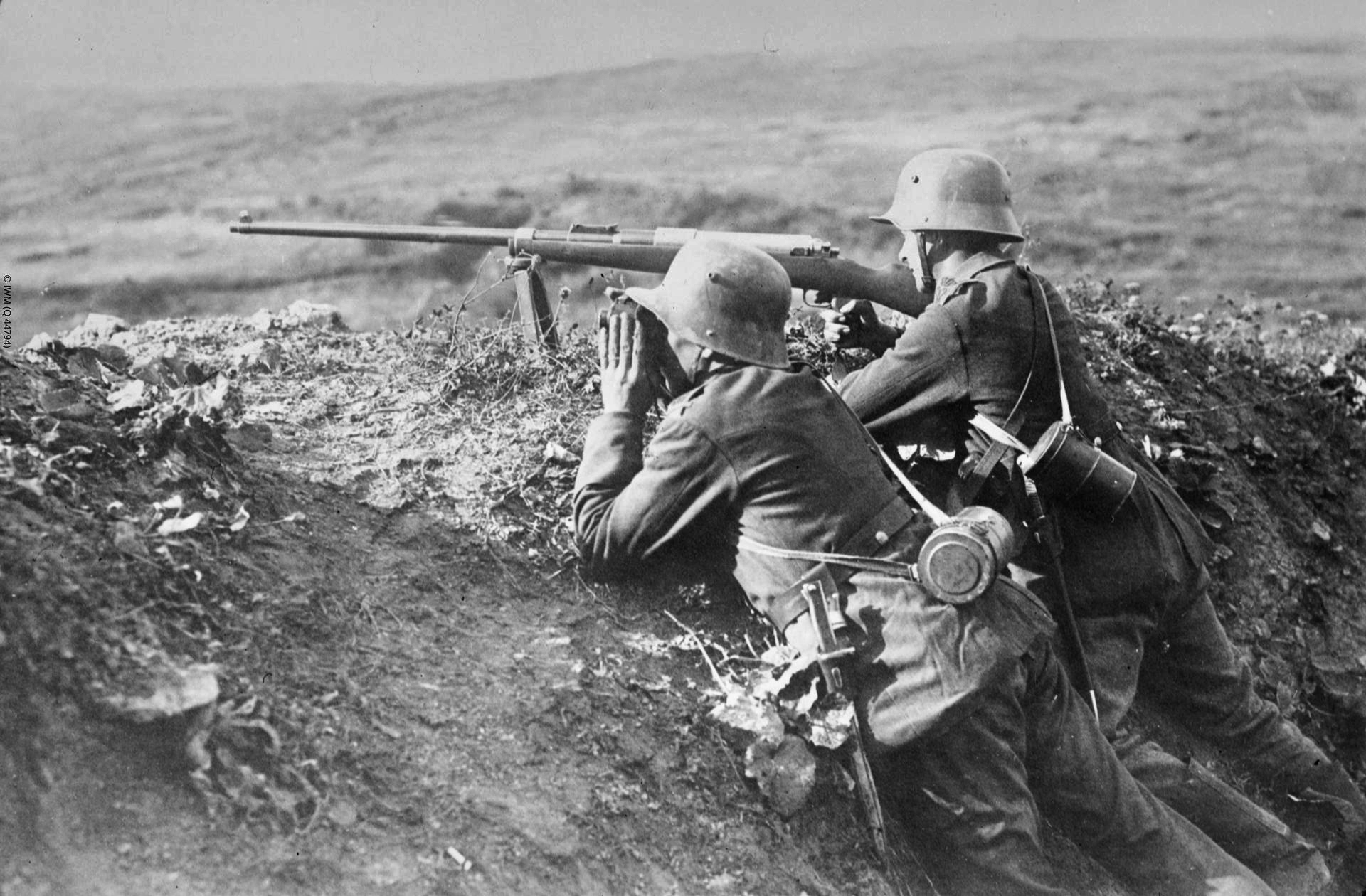
Um befestigte Stellungen der Alliierten zu bekämpfen kam bei den deutschen Scharfschützen auch das Tankgewehr M1918 zum Einsatz

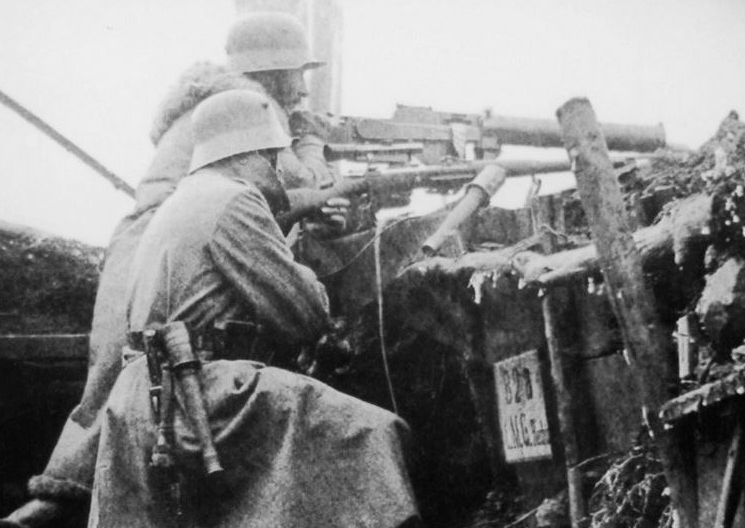
Westfront 1918: Deutsche Scharfschützen und MG-Schützen arbeiteten vereinzelt als Team zusammen.

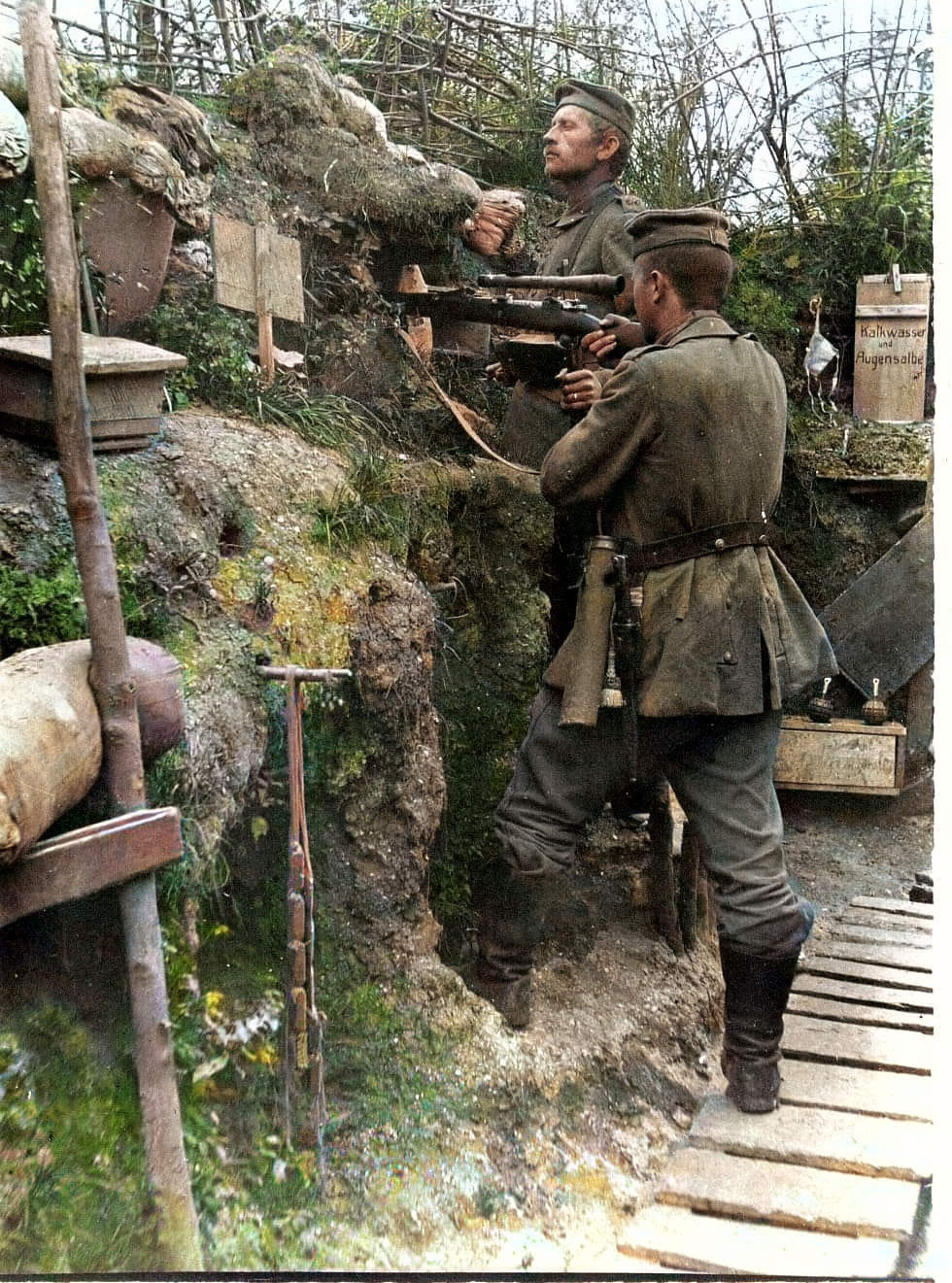
Deutscher Scharfschütze mit Beobachter. Die geflochtenen Äste auf dem Grabenrand hielten geworfene Handgranaten ab.

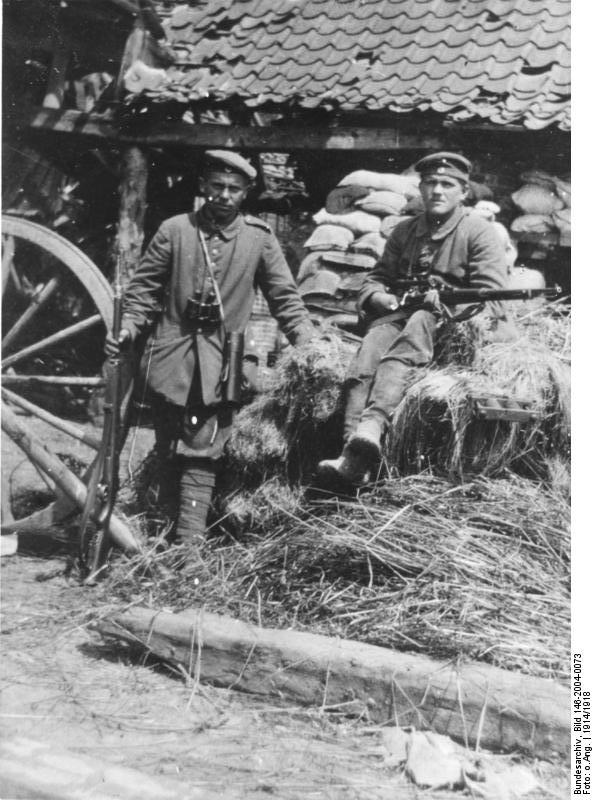
Zwei deutsche Scharfschützen bei Fromelles. Links mit Köcher aus Leder für das Zielfernrohr.

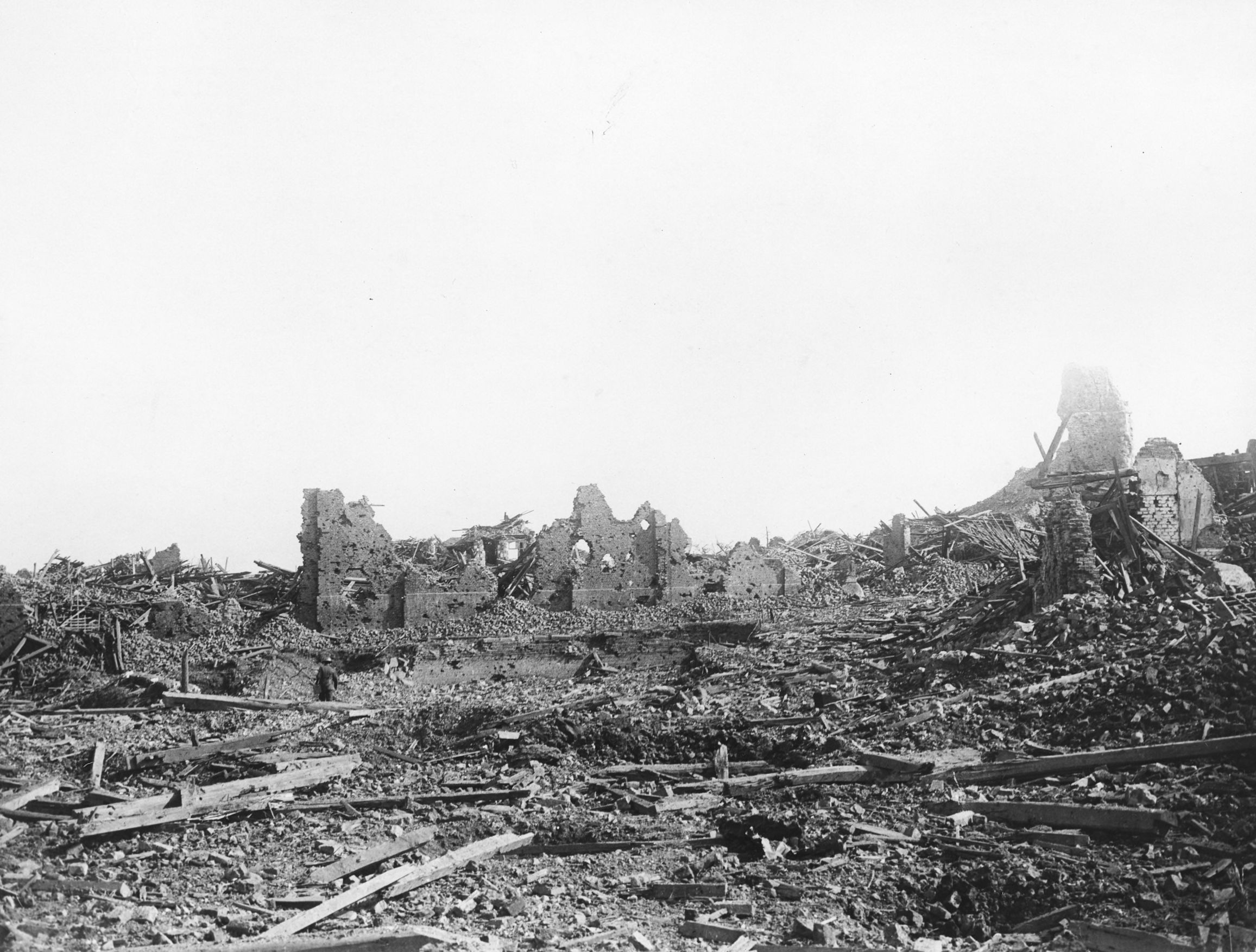
Die zerstörte Kirche in Courcelette. Ein deutscher Scharfschütze versteckte sich nach der Einnahme der Stadt zwei Tage lang im Turm.

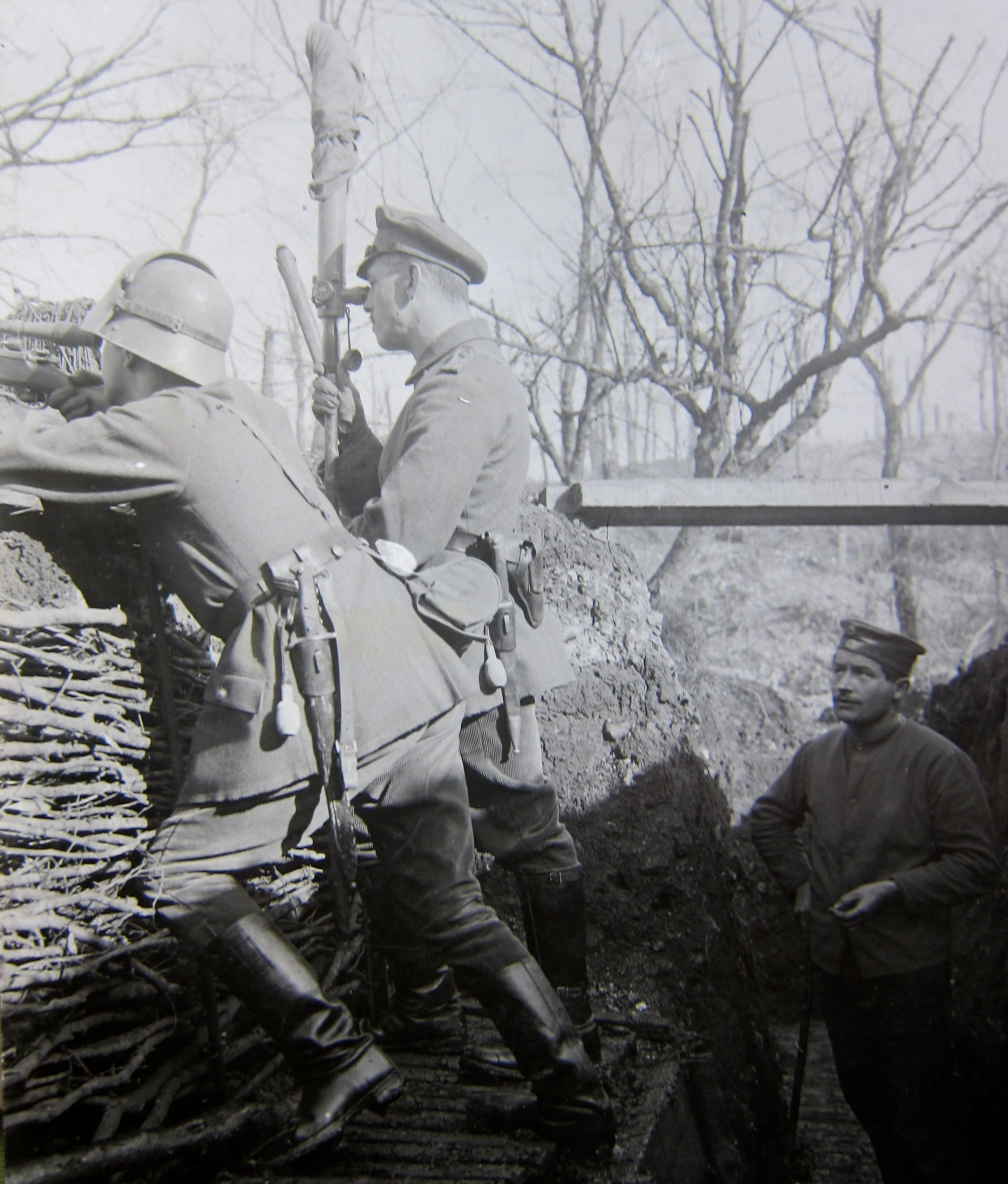
Deutscher Scharfschütze mit einer 4-Punkt-Auflage und sein Beobachter. Als zusätzlicher Schutz ist sein Helm mit einem Stirnpanzer bzw. Stirnschild ausgerüstet.

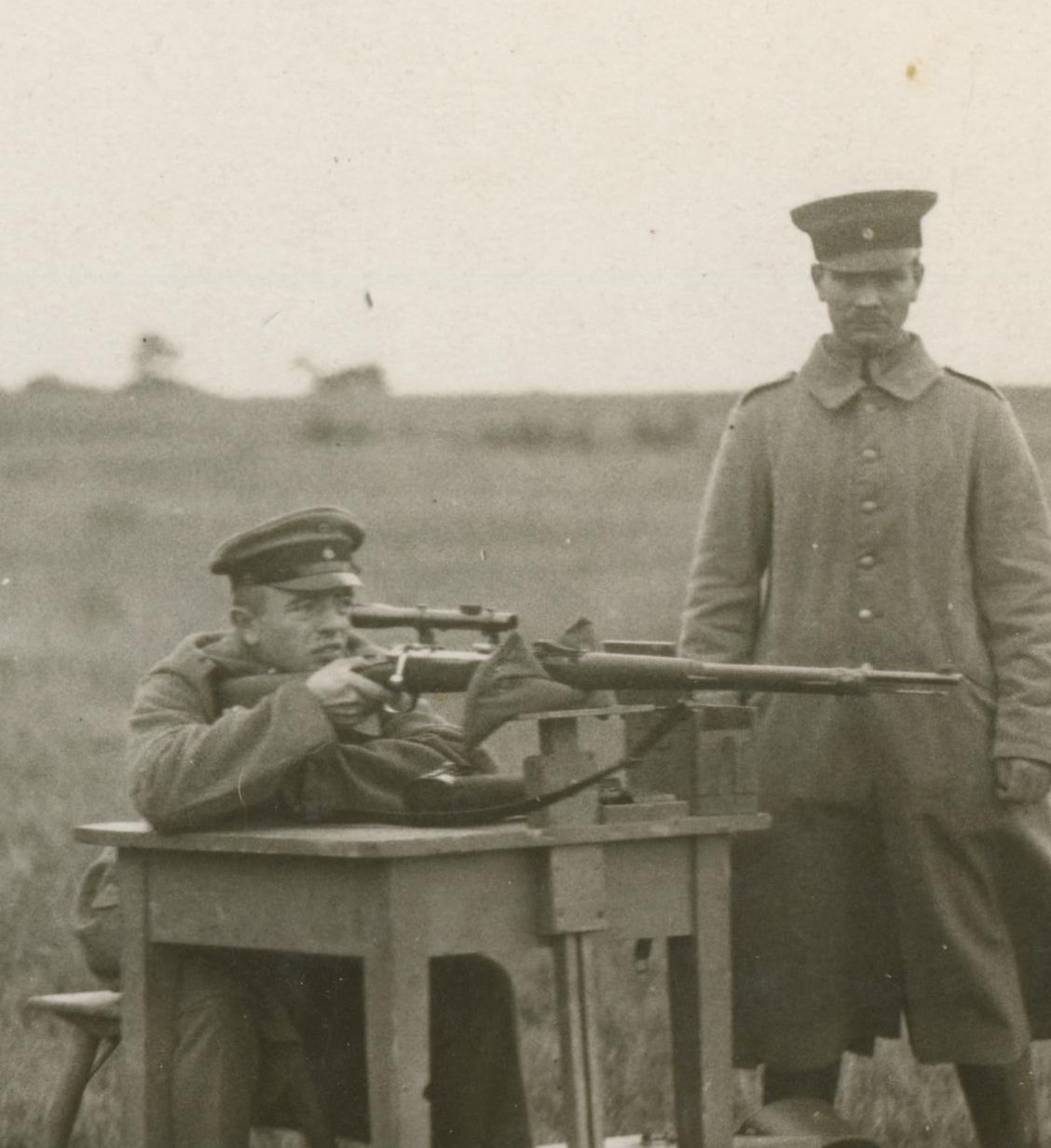
Deutscher Scharfschütze mit einer 4-Punkt-Auflage am verstellbaren Anschusstisch. Schütze schießt das Zielfernrohr ein und/oder erstellt eine individuelle ballistische Tabelle für das Zielfernrohr.

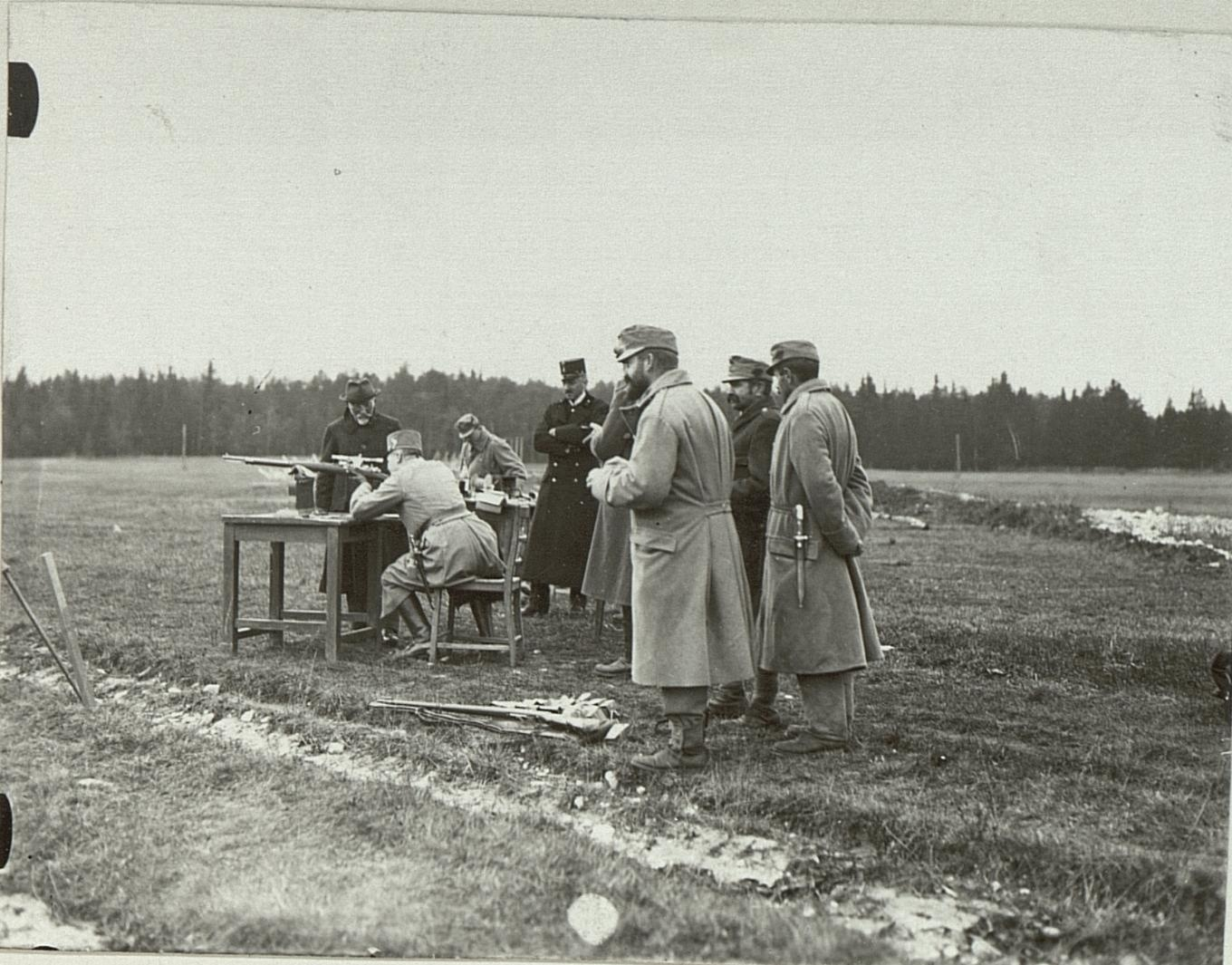
Training 1915 mit einem Scharfschützengewehr am Schießplatz in Ferlach. Da Jäger im Gebirge deutlich weiter schießen mussten, gab es auch in Österreich bereits von Anfang des Krieges viele Soldaten, die neben ihrer jagdlichen Ausbildung, mit einem Zielfernrohrgewehr umgehen konnten.

##### Ausbildung deutscher Scharfschützen
- Die Praxis zeigte, dass ein ausgezeichneter Sportschütze an der Front ohne Ausbildung oder zumindest jagdliche Erfahrung in der Regel nicht überleben wird. Wie im Fall des britischen Offiziers Leutnant Harcourt Ommundsen von der Honourable Artillery Company (ist eine reine Infanterieeinheit, auch wenn der Name fälschlicherweise eine Artillerieeinheit suggeriert). Ommundsen war ein Sportschütze von Weltklasseformat und zweimaliger olympischer Silbermedaillengewinner. Beide Silbermedaillen errang er im Mannschaftswettbewerb und war dabei jeweils der beste Schütze der Mannschaft. Seine Spezialität war das 600-Meter-Schießen mit dem Armeegewehr, was selbst nach heutigen Maßstäben eine sehr große Entfernung war. Am 30. September 1915 wurde er bei Ypern Opfer eines deutschen Scharfschützen[58][59] (obwohl einzelne Quellen von Granatbeschuss als Todesursache sprechen). Auch Private Harry Frost vom 5th Bataillon Manchester Regiment betätigte sich als Scharfschütze, ohne jagdlichen Hintergrund oder fundierte Ausbildung als Scharfschütze. Als er am 18. Mai 1916 einen deutschen Scharfschützen entdeckte, beschloss er, auf ihn zu schießen. Um zu sehen, ob er auch wirklich getroffen hatte, hob er seinen Oberkörper über den Grabenrand, ließ dabei alle Regeln der Tarnung und Wechselstellung außer Acht und wurde geradewegs von einem anderen deutschen Scharfschützen erschossen. Dies belegt die Taktik, dass die deutschen Scharfschützen oftmals in zwei Zweierteams (zwei Scharfschützen mit jeweils einem Beobachter) agierten und beide Teams sich gegenseitig sicherten.[60]
- Englische und französische Berichte sprachen immer dann von heftiger Scharfschützentätigkeit, wenn sie einem deutschen Jägerbataillon gegenüberlagen.[61] So waren beispielsweise Francis Pegahmagabow im Ersten Weltkrieg und Simo Häyhä im Zweiten Weltkrieg auch ohne Scharfschützenlehrgang, alleine durch ihre jagdliche Erfahrung, die erfolgreichsten Scharfschützen ihrer Zeit. Häyhä arbeitete überdies in den meisten Fällen nur mit Kimme und Korn. Seine Spezialität war ursprünglich die Jagd auf Füchse und Vögel. An beiden lernte er das Anpirschen und das präzise Schießen.[62]
- Die erste Erwähnung einer Scharfschützenausbildung findet man im Kriegstagebuch des Königlich Sächsischen Infanterie-Regiments Nr. 102 vom 24. Dezember 1914. Unteroffiziere, die bereits als Scharfschützen bezeichnet wurden, wurden dort auf Gewehre mit Zielfernrohren in der Bedienung eingewiesen.
- Der erste belegte Scharfschützenlehrgang der Militärgeschichte wurde im April 1915 bei der 87. Infanterie-Division durchgeführt und wurde als Zielfernrohr-Kursus bezeichnet (siehe Bild: Scharfschützenlehrgänge im deutschen Heer).[63] Auch auf dem, damalig deutschen, Truppenübungsplatz Elsenborn wurden Scharfschützen ebenfalls bereits 1915 ausgebildet.[64] Das Infanterie-Regiment 28 hatte bereits Anfang 1915 eine eigene Scharfschützenabteilung. Das Schreiben des Stellv. Gen. Kdo. des II bayerischen Armeecorps vom 20. Januar 1916 legte fest, dass ab Januar 1916 die besten Schützen der Inf.-Ersatz-Bataillone zu Scharfschützen ausgebildet werden. Auch in der deutschen Landwehr gab es Scharfschützenschulen wie z. B. in der Armeeabteilung B. Das Königlich Bayerische 3. Landwehr-Infanterie-Regiment hatte ganze Scharfschützenzüge in einer Stärke von 50 Mann. Auch bei deutschen Stoßtrupps wurden Scharfschützen teilweise mit eingesetzt. Dies war die erste bekannte Form des modernen Gruppenscharfschützen.[65]

##### Tarnung und Schussabgabe deutscher Scharfschützen
- Die deutschen Scharfschützen waren exzellent in der Tarnung, Zielansprache und Schussabgabe. So wurde ein britischer Offizier vom West Yorkshire Regiment, der im September 1916 nur kurz seinen Kopf über den Grabenrand hob, gleichzeitig von zwei verschiedenen deutschen Scharfschützen getroffen. Captain Harry A. C. Pilkington berichtete, dass eine Schaufel, die ein britischer Soldat bei Grabenarbeiten verwendete, acht Mal von einem deutschen Scharfschützen getroffen wurde, als er den Erdaushub über den Grabenrand schaufelte. Wahrscheinlich trainierte der deutsche Scharfschütze den Schuss auf bewegte Ziele oder wollte die Briten einschüchtern oder er sah dies von der humorvollen Seite.[60] Um ihren Auftrag auch in Kampfpausen zu erfüllen, waren die deutschen Scharfschützen von der Grabenarbeit und vom Wachdienst befreit und konnten sich frei in der Frontlinie bewegen. Patronenverbrauch und Trefferergebnisse mussten schriftlich festgehalten werden.
- Der sackartige deutsche Scharfschützenanzug (siehe Bild: Deutscher Scharfschützenanzug…) hatte den Vorteil, dass der Schütze ihn relativ schnell und unkompliziert der jeweiligen Umgebung anpassen konnte, indem er sich z. B. auf dem Boden wälzte oder Erde und Schlamm per Hand auftrug, wobei die reguläre Uniform darunter dabei unberührt blieb. Zusätzlich wurde der Anzug mit Blätter und Ästen getarnt, soweit diese im jeweiligen Frontabschnitt noch existierten. Neben dem Scharfschützenanzug gab es noch einen Scharfschützenmantel mit einer Knopfleiste und einem ebenfalls getarnten Gürtel. Dieser war bereits ab Werk mit einem Tarnmuster versehen, welches dem Sumpftarn der Wehrmacht ähnelte. Das Tarnmuster hatte fließende Übergänge mit den Farben beige, hell- bis dunkelbraun, grün und feldgrau. Die Kapuze incl. Gesichtsmaske, die auch den Hals tarnte und mit Öffnungen für Augen und Mund versehen war, war am hinteren Kragen befestigt. Eines der letzten Exemplare ist im Imperial War Museum in London ausgestellt. Auch die Ausrüstung wurde getarnt. So wurden die Gewehre entweder mit einem unregelmäßigen Tarnmuster bemalt oder mit Stoff oder Jutestreifen umwickelt, die in den Farben der jeweiligen Umgebung eingefärbt wurden.[66] Die deutschen Scharfschützen verstanden es, sich auch in bebauten Gebieten perfekt zu tarnen. So wurde Generalmajor Sir Thompson Capper am 27. September 1915 von einem deutschen Scharfschützen erschossen, der sich in einer Häuserreihe entlang der britischen Vormarschstraße versteckte. Die Briten gingen irrtümlicherweise davon aus, dass sich kein gegnerischer Soldat mehr in den Häusern befand.[67]
- Um Alliierte Schutzschilde zu durchbrechen wurde bereits zu Beginn des Jahres 1915 panzerbrechende Munition an die Scharfschützen ausgegeben und es ist bekannt, dass im weiteren Verlauf des Krieges das Tankgewehr M1918 auch bei den deutschen Scharfschützen zum Einsatz kam. Mit diesem Gewehr, das ursprünglich zur Bekämpfung der Alliierten Tanks entwickelt worden war, wurden z. B. befestigte MG Stellungen der Alliierten sowohl die Waffe als auch deren Bedienungsmannschaft erfolgreich ausgeschaltet.[68] Inwieweit die deutschen Scharfschützen Explosivgeschosse eingesetzt haben ist nicht genau geklärt. In den wenigen deutschen Unterlagen ist nichts zu finden. Aber Frontberichte von englischen Soldaten lassen auf die Verwendung solcher Geschosse schließen. So berichtete ein Kamerad des am 22. Juli 1915 gefallenen Sergeant Matthew Williamson Taylor vom 7th Battalion of the Northumberland Fusiliers: „Wir hatten gerade zusammen gefrühstückt und gingen die Schützengräben entlang, als er (Sgt. Taylor) einige Deutsche sah. Er stand auf, um auf sie zu schießen, und tötete zwei, aber er blieb zu lange oben und wurde von einem Scharfschützen mit einer dieser explodierenden Kugeln erwischt.“[69]

##### Taktiken deutscher Scharfschützen
- Die Taktik des gegenseitigen Sicherns entwickelten die Deutschen bereits in den ersten Monaten des Krieges. Erster bekannter Beleg dieser Taktik war der Vorfall am ersten Weihnachtsfeiertag 1914. In einigen Abschnitten herrschte der berühmte Weihnachtsfrieden von 1914. Aber nicht in den Gräben bei Festubert. Die Deutschen hingen am Heilig Abend kleine Laternen über die Schützengräben und schlugen einen temporären Waffenstillstand über die Weihnachtsfeiertage vor. Die Briten in diesem Frontabschnitt verweigerten diesen, indem sie auf die Laternen schossen. Am nächsten Tag, 25. Dezember 1914, wurde Private Percy Huggins vom Hertfordshire Regiment Opfer eines deutschen Scharfschützen. Sein Zugführer Lance Sergeant Tom Gregory, ein Veteran des Burenkrieges, konnte den deutschen Scharfschützen ausmachen und töten. Daraufhin wurde Gregory wiederum von einem anderen deutschen Scharfschützen getötet. Da es erster Weihnachtsfeiertag war und es im Hertfordshire Regiment so gut wie keine Toten gab, außer die Soldaten die davor verletzt im Lazarett lagen und ihren schweren Verletzungen an diesem Tag erlagen, wurde der stellvertretende Kommandeur des Hertfordshire Regiments, Brigadegeneral Henry Page-Croft, auf diesen Vorfall und somit auf die deutschen Scharfschützen aufmerksam. Er begann sich damit näher zu befassen, da das Scharfschützenwesen auf Seiten der Entente relativ unbekannt war.[70][71][72]
- Vereinzelt arbeiteten die deutschen Scharfschützen und MG-Schützen im Team zusammen. Dies hatte für beide Parteien Vorteile. Zum einen beobachtete der Scharfschütze mit seinem Zielfernrohr die Treffpunktlage des MGs und gab Korrekturen durch, zum anderen verschleierte der MG-Schütze mit einer Salve die Anwesenheit bzw. den Schuss des Scharfschützen. Zusätzlich schützten sie sich gegenseitig. Nachteilig war die schlechtere Tarnung und dass der Wechsel in eine andere Stellung (Prinzip der Wechselstellung), durch das schwere MG, deutlich aufwendiger war.
- Wie zivile Jäger bezogen die deutschen Scharfschützen oftmals schon vor Sonnenaufgang im Dunkeln ihre Stellungen und blieben dort, je nach Lage oder Schussabgabe, oftmals bis nach Sonnenuntergang. Diese Vorgehensweise galt hauptsächlich für Stellungen im Niemandsland bzw. zwischen den verfeindeten Gräben.[51]
- Um britische Soldaten dazu zu animieren, ihren Kopf über den Grabenrand zu strecken, waren die deutschen Scharfschützen sehr kreativ. So ließen sie bei günstigen Wind Drachen mit britischen Zeichen, Wappen oder englischer Beschriftung steigen. Unerfahrene Soldaten hoben dann oftmals ihren Kopf über den schützenden Grabenrand und wurden so zum Opfer der deutschen Scharfschützen.
- Während die britischen Scharfschützen rotierten, blieben die deutschen Scharfschützen immer eine längere Zeit in einem bestimmten Einsatzgebiet. Dies hatte den Vorteil, dass sie sehr vertraut damit waren und jede noch so kleine Veränderung wahrnahmen. Ab 1917 übernahmen auch die Briten dieses Konzept für ihren Scharfschützeneinsatz.[73]
- Die deutschen Scharfschützen entwickelten auch die Taktik der vermeintlich „Toten Stellung“. Es wurden Scharfschützen-Stellungen angelegt, die von der Gegenseite leicht als solche zu erkennen waren. Diese wurde dann über einen längeren Zeitraum nicht benutzt. Nachdem dann auf alliierter Seite ein Gewöhnungseffekt einsetzte, wurde dann aus dieser Stellung geschossen. Ein weiterer Einsatz war das Verschleiern der eigentlichen Stellung, die sehr gut getarnt, in der Nähe einer toten Stellung errichtet wurde. Wenn aus dieser Stellung geschossen wurde, konzentrierte sich dann das alliierte Gegenfeuer auf die bekannte tote Stellung, weil man von dort die Schussabgabe vermutete.[74]
- Die Taktik des Immobil-Schießens („Lockvogel“) wurde erstmalig dokumentiert 1915 von deutscher Seite im Ersten Weltkrieg praktiziert: Ein Scharfschütze schießt ohne Tötungsabsicht auf einen feindlichen Soldaten, der dadurch immobil wird. Seine Schmerzensschreie sollen dann seine Kameraden aus der Deckung locken. Die zwei ersten dokumentierten Fälle fanden im März 1915 bei Neuve-Chapelle statt. Beide Male wurden die Soldaten beim Versuch einen verletzten Kameraden zu bergen von einem deutschen Scharfschützen getötet. Am 12. März 1915 versuchte Second Lieutenant Sir Edward Hamilton Westrow Hulse seinen verletzten Vorgesetzten Major George Paynter bei der Schlacht von Neuve-Chapelle zu retten und bezahlte dies mit seinem Leben. Das gleiche Schicksal erlitt nur wenige Tage später am 31. März 1915, ebenfalls bei Neuve-Chapelle, der Olympiasieger Captain Wyndham Halswelle. Auch er wurde beim Versuch, einen zwischen den Fronten immobilen Offizier zu retten, von einem deutschen Scharfschützen erschossen. Ein weiterer dokumentierter Fall ereignete sich am 9. Oktober 1917 bei Passchendaele. Ironischerweise versuchte ausgerechnet Sergeant Charles Edgar Salmon vom 5. Bataillon des East Lancashire Regiment, der bereits seit 6 Monaten an der Front und selber Scharfschützenausbilder war, den Soldaten seiner Einheit zu retten, der von einem deutschen Scharfschützen absichtlich nur angeschossen worden war. Entweder kannte Sergeant Salmon das Prinzip des „Lockvogels“ nicht, weil dies kein Bestandteil der britischen Scharfschützenausbildung war, oder er dachte, dass er aufgrund seiner herausragenden Physis – er war lokaler Schwimm-Champion – schnell genug sei, seinen verletzten Kameraden zu retten. Während er seinen verletzten Kameraden trug, wurde er von dem deutschen Scharfschützen erschossen.[75][76][77] Neben den Beinen waren auch die Nieren ein bevorzugtes Ziel des Immobil-Schießens. Wie der Wehrmachtsscharfschütze Josef Allerberger berichtete, löste der Schuss durch eine Niere extrem starke Schmerzen aus, die wiederum zu lauten Schmerzensschreien führten. Die Lage der Nieren war für die Scharfschützen relativ leicht zu bestimmen: Beim direkt gegenüberstehenden Gegner war der Treffpunkt dort, wo die gedachte senkrechte Linie von einer Brustwarze hinunter die Koppel bzw. die obere Koppelkante kreuzt. Während die Mannschaften an dieser Stelle ihre gefüllten Patronentaschen trugen, die ihnen etwas Schutz boten, hatten die Offiziere meist nur ihre Kurzwaffe wie Revolver oder Pistole an der rechten Seite der Koppel. Die Taktik des Immobil-Schießens wird im amerikanischen Kriegsthriller The Wall von 2017 thematisiert: Ein irakischer Scharfschütze lockt 2007 zwei amerikanische Scharfschützen an eine Pipeline mitten in der irakischen Wüste, indem er die dortigen Pipelinearbeiter und deren Sicherheitspersonal erschießt und liegen lässt. Während einer der beiden Scharfschützen nach längerer Beobachtungszeit die Situation direkt klären will, wird er von dem irakischen Scharfschützen absichtlich nur angeschossen bzw. verletzt. Daraufhin versucht ihn sein Partner zu retten und gerät dabei unter Beschuss des irakischen Scharfschützen. Die Taktik des Immobil-Schießens ist bis heute, auch unter militärischer Perspektive, sehr umstritten (siehe Irak 2003–2011).[78]

##### Schussentfernungen deutscher Scharfschützen
- In einem Bericht der 87. Infanterie-Brigade an das XVII. Armee-Korps wurde berichtet, dass die typischen Einsatzdistanzen zwischen 100 und 400 Metern lagen. Obwohl nachweislich Treffer auf Entfernungen von über 800 Metern erzielt wurden, war es oft unmöglich, die tatsächliche Wirkung solcher Schüsse aus dieser Entfernung zu beobachten und zu bestätigen.
- Eine der weitesten dokumentierten Tötungen geschah am 20. Februar 1915. Der Brigadegeneral Sir John Edmond Gough besuchte seine alte Einheit die Rifle Brigade (Prince Consort’s Own) etwa 3 km nördlich von Neuve-Chapelle. Dabei wurde er von einer einzelnen Kugel im Bauch getroffen und starb daran zwei Tage später. Da die deutschen Linien ca. 1000 Yards (914 m) entfernt waren, konnten die Briten sich nicht vorstellen, dass es sich um einen gezielten Schuss gehandelt habe, und dachten an einen Querschläger von einem deutschen Scharfschützen.[79][80] Einige Tage später am 31. Mai 1915 wurde auch Brigadegeneral George Colborne Nugent, ebenfalls während einer ruhigen Phase, von einer einzelnen Kugel getroffen. Auch hier gingen die Briten irrtümlich von einer „verirrten“ Kugel aus.[81][82] Für einen gezielten Schuss auf General Gough spricht, dass ausgewählte deutsche Scharfschützen sehr wohl in der Lage waren, einen stehenden Soldaten auch auf diese Entfernung (wenngleich nicht mit 100%iger Trefferquote) zu treffen. Die Trefferwahrscheinlichkeit auf diese Entfernung resultiert aus dem Streukreis des Schützen und den Witterungsbedingungen. Mit einem 98er Gewehr mit ausgesuchtem Lauf, einer qualitativ hochwertigen Optik und einer dementsprechend guten Munitions-Charge war ein trainierter Schütze durchaus in der Lage, auf 100 m einen Streukreis (mit 5 Schuss) von 4 cm zu produzieren. Bei einer linearen Zunahme betrüge der Streukreis bei 900 m dann 36 cm unter „Laborbedingungen“. Durch äußere Umweltfaktoren und Tagesform des Schützen kann sich dieser Streukreis im Feld verdoppeln. Der Rumpf eines stehenden Soldaten hat ca. 50 cm Breite und 70 cm Höhe. Eine weitere zwingende Voraussetzung für solche Distanzschüsse ist die Gewehrauflage. Im Idealfall hat der Schütze eine 4-Punkt-Auflage. D.h. Vorderschaft, Schulterstütze, Führarm (bei Rechtshändern der linke Ellenbogen) und Abzugsarm (bei Rechtshändern der rechte Ellenbogen) liegen auf[83] (siehe Bild: Deutscher Scharfschütze mit einer 4-Punkt-Auflage). Der begrenzende Faktor war weniger das Gewehr, sondern die Optik. Zwar hatten die meisten deutschen Zielfernrohre eine Höhenverstellung bis 1000 m, wie das vielfach verwendete Voigtländer Zielfernrohr, aber nur eine drei- oder vierfache Vergrößerung. Selbst bei vierfacher Vergrößerung wird das Ziel auf diese Entfernung relativ klein im Zielfernrohr dargestellt, und wenn das Ziel noch eine der Umgebung angepasste Uniform trug, war es kaum zu erkennen. Auch wenn die deutsche Optikindustrie damals weltweit führend war, so waren Schüsse über 800 m nur bei besten Bedingungen möglich. 2019 bestätigte der US-Sportschütze und Youtuber Henry Chan, dass es möglich ist, mit einem 98er Gewehr und einem alten bzw. originalen Zeiss Zielvier Zielfernrohr mit nur 4-facher Vergrößerung und einem Absehen 1 auf über 1000 m zu treffen. Das Ziel auf 1100 Yards (1006 m) war eine Metallplatte in der Rumpfgröße eines Menschen. Nachdem die ersten zwei Schüsse zu tief waren, traf er trotz Wind dreimal hintereinander das Ziel. Das Absehen 1, das nach dem Zweiten Weltkrieg kaum mehr Verwendung fand, offenbarte dabei einen großen Vorteil. Das Ziel konnte auf der Spitze aufgesetzt werden und verdeckte somit nicht den Zielbereich.[84]

##### Allgemeiner Gefechtsdienst deutscher Scharfschützen
- Laut einem Bericht der 87. Infanterie-Brigade an das XVII. Armee-Korps lag der Verteilungsschlüssel bei 10-15 ausgebildeten Scharfschützen pro Kompanie.
- Die deutschen Scharfschützen wechselten nach einigen Schüssen ihre Position, was es besonders schwierig machte, sie auszumachen. Vor allem junge Offiziere ohne Fronterfahrung bezahlten den Kontakt mit den deutschen Scharfschützen oftmals mit ihrem Leben (siehe Bildergalerie). So Leutnant William Gladstone, ein Enkel des viermaligen britischen Premierministers William Ewart Gladstone, der nach seiner Offiziersausbildung am 23. März 1915 an die Front nach Laventie in Nordfrankreich kam. Trotz der Warnung seiner Soldaten versuchte er am 13. April 1915 einen deutschen Scharfschützen ausfindig zu machen, von dem er dann erschossen wurde.[85] Solche selbstüberschätzende Aktionen waren bei jungen und unerfahrenen Offizieren kein Einzelfall. Der 20-jährige Leutnant Eric Walker kam am 1. November 1915 an die vorderste Front bei Armentières und wollte trotz der Warnung seines Vorgesetzten mit seinem Offiziersburschen (im Englischen Batman genannt) Private William Lewis am 29. Dezember 1915 das Versteck eines deutschen Scharfschützen aufklären, der dann gleich beide erschoss. Der bekannteste junge Offizier, ohne Fronterfahrung, war Lieutenant Bernard Montgomery, der später zum Generalfeldmarschall (Field Marshal) aufstieg. Am 13. Oktober 1914 wurde Montgomery während einer Offensive nahe Bailleul durch einen Schuss durch die rechte Lunge, von einem deutschen Scharfschützen schwer verwundet. Einer seiner Männer versuchte ihn zu retten, wurde jedoch, sehr wahrscheinlich vom gleichen Scharfschützen erschossen und brach tot über Montgomery zusammen. Der Scharfschütze feuerte weiter und Montgomery wurde zusätzlich noch am Knie getroffen. Er konnte erst in der Nacht geborgen werden. Sein Gesundheitszustand war so schlecht, dass die Ärzte vom Feldlazarett keine Hoffnung mehr hatten und sie bereits die Aushebung seines Grabes anordneten. Wie durch ein Wunder überlebte Montgomery. Vom Feldlazarett wurde er in ein Krankenhaus verlegt, danach nach England evakuiert, wo er nach seiner vollständigen Genesung im Frühjahr 1915 den Dienst wieder aufnehmen konnte.[86][87]

- Oftmals genügte nur ein kleiner Augenblick der Unaufmerksamkeit, der tödlich enden konnte, wie etwa beim britischen Oberleutnant Henry Heatly am 22. Februar 1915 bei Steenwerck. Er inspizierte mit einem Pionieroffizier einen Schützengraben. Dabei hob er versehentlich seinen Kopf kurz über den Rand des Schützengrabens und wurde sofort von einem deutschen Scharfschützen erschossen.[88] Nicht nur junge Offiziere, sondern auch Unteroffiziere, die an vorderster Front kämpften, waren bevorzugte Opfer der deutschen Scharfschützen. Fielen im Kampf die Offiziere aus, übernahmen in der Regel die Unteroffiziere die Einheit und führten den Kampf weiter, so wie bei dem bekannten Victoria-Kreuz-Träger Korporal William Clamp. Am 9. Oktober 1917 gelang es ihm, in der Schlacht von Poelcappelle trotz heftiger deutscher Gegenwehr mit einigen wenigen Männern eine deutsche Stellung zu stürmen und etwa zwanzig Gefangene zu machen. Danach griff er mehrere deutsche Scharfschützenposten an. Von ihnen wurde er dann erschossen. Ebenso waren Spähtruppführer, in der Regel erfahrene Unteroffiziere, ein ausgewiesenes Ziel der deutschen Scharfschützen. Der US-amerikanische Schriftsteller und Dichter Sergeant Joyce Kilmer führte am 30. Juli 1918 eine Erkundungsgruppe an, um die Position eines deutschen Maschinengewehrs zu finden. Um besser sehen zu können, spähte er über den Rand eines kleinen Hügels und wurde sofort von einem deutschen Scharfschützen getötet.

- Bei älteren und erfahrenen Offizieren waren es teilweise unsinniger Stolz, Nachlässigkeit durch Routine oder fehlende Kondition, die sie das Leben an vorderster Front kostete. Ein Beispiel war der Brigadegeneral Charles Bulkeley Bulkeley-Johnson. Am 11. April 1917 wollte er die deutschen Stellungen in der Nähe von Monchy-le-Preux erkunden. Vom Captain des Frontabschnittes wurde er eindringlich vor deutschen Scharfschützen gewarnt und er solle immer diagonal von Granatloch zu Granatloch springen. Bulkeley-Johnson missachtete diesen Ratschlag und marschierte geradeaus. Ein Kopfschuss durch einen deutschen Scharfschützen beendete seine Erkundung. In einer Nachkriegsstudie der Universität Birmingham Profiles of Western Front generals, part of the Lions led by donkeys research project (Löwen, angeführt von Eseln) ist sein Name u. a. auch zu finden.[89][90] Auch der Brigadegeneral Francis Earl Johnston war bereits sehr kampferfahren. So kämpfte er 1915 in Ägypten und danach in der Schlacht von Gallipoli. Dort wurde er u. a. auch mit den sehr effektiven türkischen Scharfschützen konfrontiert. Trotz seiner Erfahrung wurde er, bereits nach wenigen Tagen an der Westfront, am 7. August 1917 von einem deutschen Scharfschützen, als er die vorderste Front inspizierte, erschossen. Vermutlich unterschätzte er den Sicherheitsabstand an der Westfront. Während die türkischen Scharfschützen mit Kimme und Korn in der Regel bis 300 Meter treffsicher waren, agierten die deutschen Scharfschützen mit ihren Zielfernrohrgewehren auf die doppelte Entfernung und teilweise noch weit darüber.[91] Auch Brigadegeneral John Frederick Hepburn-Stuart-Forbes-Trefusis unterschätzte den Sicherheitsabstand zu den deutschen Scharfschützen. Aufgrund der starken Verluste veranlasste er die Ablösung seiner Brigade von der vordersten Front. Als er den Brigadegeneral, der ihn ablöste, am 24. Oktober 1915 durch die Schützengräben führte, wurde er von einem Scharfschützen in die Stirn geschossen.[82]

- Jeweils zwanzig Mitglieder des House of Commons und House of Lords fielen im Ersten Weltkrieg. Des Weiteren noch drei ehemalige Mitglieder des House of Commons. Drei dieser 43 Parlamentarier (Lieutenant William Glynne Charles Gladstone, Captain Thomas Charles Reginald Agar-Robartes und Lord Lieutenant-Colonel Ninian Crichton-Stuart) wurden Opfer deutscher Scharfschützen. Ein Denkmal in der Westminster Hall, auf dem Gelände des Palace of Westminster, erinnert u. a. an diese 43 Parlamentarier.[92][93]

- Die Dominanz der deutschen Scharfschützen in den ersten zwei Kriegsjahren ist vom britischen Militär relativ gut dokumentiert. So fielen z. B. vom 14. September 1914 bis zum 24. Dezember 1914 insgesamt 53 Offiziere den deutschen Scharfschützen zum Opfer. Die Dokumentation begann erst Mitte September, da man die ersten Tötungen für Zufallstreffer hielt und erst Mitte September erkannte, dass es sich um Opfer von Scharfschützen handelte. Vom 1. Januar 1915 bis 21. Juni 1915 wurden 87 britische, kanadische und australische Offiziere Opfer der deutschen Scharfschützen. Darüber hinaus fielen auch 14 Generäle in den ersten zwei Kriegsjahren durch deutsche Scharfschützen.[94] Laut einer britischen Statistik vom Dezember 1915 gab es in einem Grabenabschnitt 3285 Tote und schwer Verwundete. Davon hatten 23 % einen Kopfschuss. Diese waren zum größten Teil auf Scharfschützen zurückzuführen.[73]

#### Aufbau des britischen Scharfschützenwesens

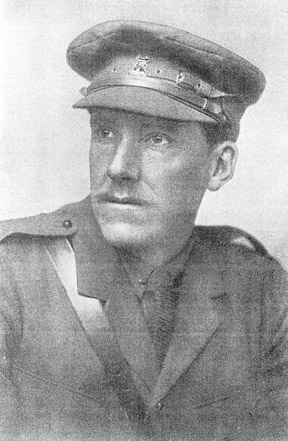
Major Hesketh-Prichard. Gründer der britischen Scharfschützenausbildung.

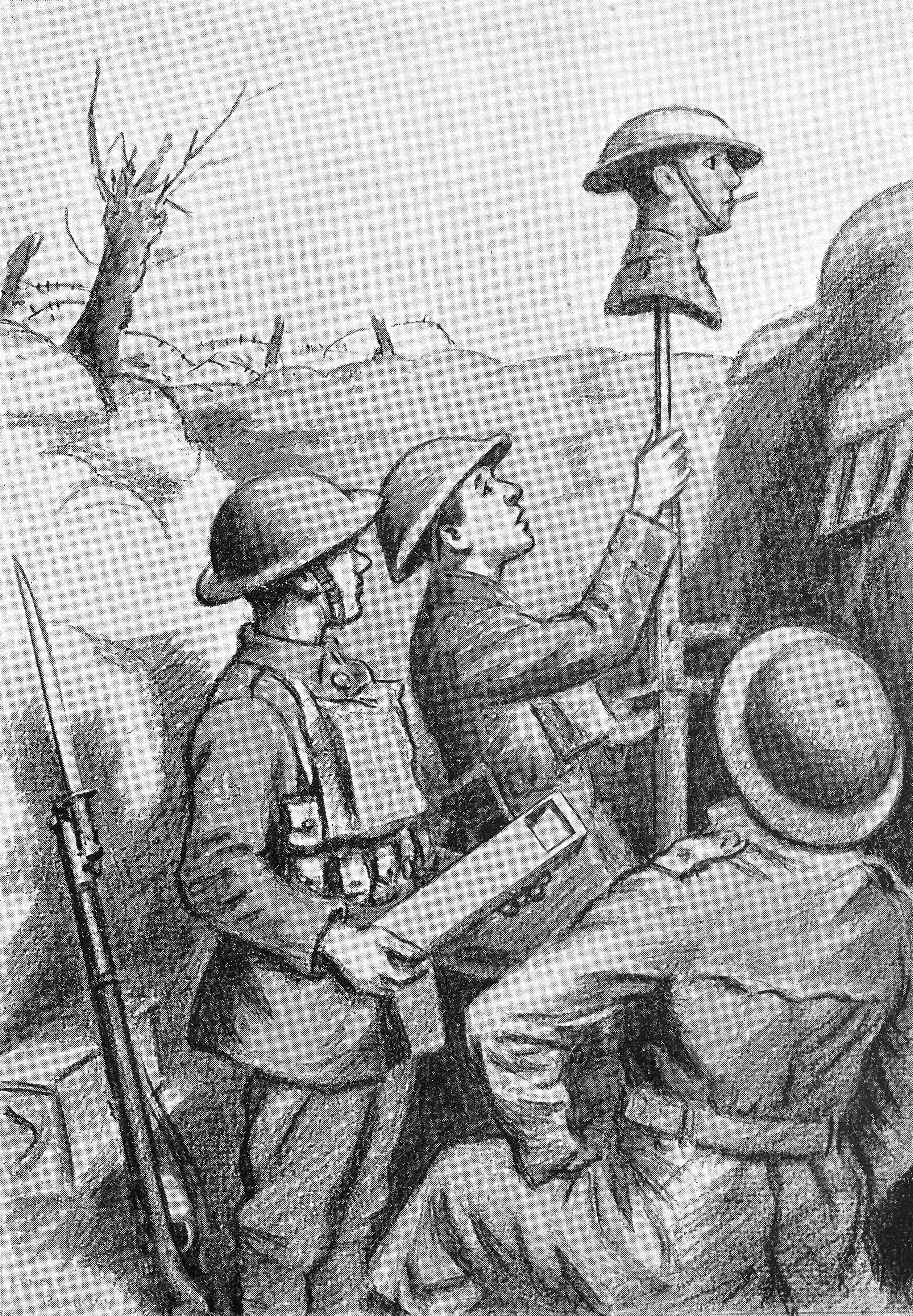
Einsatz von Sniperdummys. Bild aus dem Buch: Sniping in France von Hesketh-Prichard.

Im Februar 1915 kam der britische Major Hesketh Vernon Prichard als Kriegsberichterstatter (er wurde aufgrund seines Alters von 37 als kämpfender Soldat abgelehnt) an die Westfront und wurde Zeuge, wie bei einem von ihm besuchten Bataillon (zu dieser Zeit ca. 800 Soldaten) 18 Soldaten an nur einem Tag Opfer der gut ausgebildeten deutschen Scharfschützen wurden. In seinem Buch "Sniping In France 1914–18" beschrieb Hesketh-Prichard die vorgefundene Lage mit den Worten: Zu dieser Zeit war das Können der deutschen Scharfschützen zu einem geflügelten Wort geworden, und in den frühen Tagen des Stellungskriegs lagen tapfere deutsche Scharfschützen zwischen den Linien und schossen ihre Kugeln durch den Kopf jedes Offiziers oder Soldaten, der es wagte, über unsere Brustwehr zu blicken. Nach den Kriegserinnerungen von Frank Richards war es zu dieser Zeit durchaus üblich, dass britische Bataillone täglich 15-18 Männer durch deutsche Scharfschützen verloren. Des Weiteren war Hesketh-Prichard bestürzt über die schlechte Ausbildung der britischen Soldaten, die so gut wie nie einen deutschen Scharfschützen ausfindig machen konnten. Darüber hinaus stellte er fest, dass die wenigen britischen Zielfernrohrgewehre zum größten Teil wahllos an nicht ausgebildete Soldaten ausgegeben wurden und dass 80 % der Optiken aufgrund unsachgemäßer Bedienung falsch eingestellt waren. Er erkannte auch das deutsche Geschick beim Bau von Grabenbrüstungen. Während es bei den Briten üblich war, dass Grabenränder „korrekt“ in einer sauberen Geraden verliefen, herrschte bei den Deutschen scheinbar absolutes Chaos. Neben den zerklüfteten Grabenrändern lag zusätzlich noch allerlei Gerümpel auf und vor den deutschen Grabenrändern. Hesketh Prichard erkannte das System, das sich dahinter verbarg. Die scheinbar unordentlichen Grabenränder boten den deutschen Scharfschützen perfekte Versteckmöglichkeiten, während sich die britischen Soldaten geradezu perfekt von den geraden Grabenkanten abhoben und somit ein perfektes Ziel boten. Als passionierter Jäger erkannte er den sofortigen Handlungsbedarf. Als Sofortmaßnahme sammelte er in Großbritannien Jagdgewehre und Optiken ein und finanzierte diese zum Teil mit seinem eigenen Geld oder Spenden. Da ein Jagdgewehr aus einem Soldaten weder einen Jäger noch einen Scharfschützen macht, erstellte er ein Konzept zur Scharfschützenausbildung auf Grundlage seiner jagdlichen Erfahrung. Im August 1916 startete der erste Lehrgang der First Army School of Sniping im Dorf Linghem in Nordfrankreich mit sechs Soldaten.
Im Grabenkrieg wurden auch die ersten bekannten Sniperdummys auf beiden Seiten eingesetzt, wobei die Briten, vor allem auf Betreiben von Hesketh-Prichard, diese Technik perfektionierten: Aus Pappmaché wurden kunstvolle Soldatenköpfe gefertigt, die den feindlichen Scharfschützen zur Schussabgabe animieren sollten. Hesketh-Prichard erkannte auch von Anfang an, dass der größte Feind des feindlichen Scharfschützen der eigene Scharfschütze ist. So entstanden im Grabenkrieg regelrechte Scharfschützenduelle (Countersniping). Das bekannteste Duell ist der letzte Kampf des kanadischen Scharfschützen Henry Norwest. Am 18. August 1918 in der Nähe von Fouquescourt hatten Norwest und zwei weitere kanadische Scharfschützen den Auftrag, einen deutschen Scharfschützen zu bekämpfen. Von diesem deutschen Scharfschützen wurde Norwest durch einen einzigen Kopfschuss getötet. Auf seinem vorläufigen Grabstein schrieben seine Kameraden: „Es muss ein verdammt guter Scharfschütze gewesen sein, der Norwest erwischt hat.“ Sein Ross-Gewehr ist im Militärmuseum in Calgary ausgestellt. Es ist das zweite von drei Gewehren, welches er benutzte. Sein zuletzt verwendetes Gewehr soll von dem deutschen Scharfschützen als Trophäe erbeutet worden sein.
Der bekannteste britische Scharfschütze war der Sportschütze und zweimalige olympische Silbermedaillengewinner Arthur Fulton vom 16th Battalion of the London Regiment. Er war in der Mannschaft von Harcourt Ommundsen. Auch seine Paradedisziplin waren die 600 Meter mit dem Armeegewehr. Am Anfang des Krieges 1914 diente er noch als Maschinengewehrschütze. Aber aufgrund seiner außergewöhnlichen Fähigkeiten wechselte er dann zu den Scharfschützen über. Für seine geschätzten 100 Abschüsse gibt es keine offizielle Bestätigung.
Als der südafrikanische Selfmade-Millionär Sir Abraham Bailey von den starken Verlusten der Briten durch die deutschen Scharfschützen hörte, rekrutierte er 1916 die besten 18 Jäger und Sportschützen aus Südafrika und Rhodesien. Ursprünglich plante Bailey seine Einheit in einer Stärke von 100 Mann. Dies konnte er aber nicht erreichen, da er zum einen sehr hohe Anforderungen an die Schießkünste der jeweiligen Schützen stellte und zum anderen die guten Schützen teilweise bereits an der Front waren. In seiner Einheit war auch der bekannte Jäger und Sportschütze Neville Methven, der nach eigenen Angaben 103 Abschüsse erzielte, die aber nie offiziell bestätigt wurden. Bailey rüstete die kleine Einheit, auf eigene Kosten, mit Zielfernrohrgewehren aus. Die Baileys South African Sharpshooters kamen Mitte 1916 an die Westfront und kämpften dort zum Teil sehr erfolgreich. 1919 wurde er für seine Verdienste in den Adelstand bzw. zum Baronet erhoben.

#### Kanadische, französische, australische, türkische, italienische und amerikanische Scharfschützen

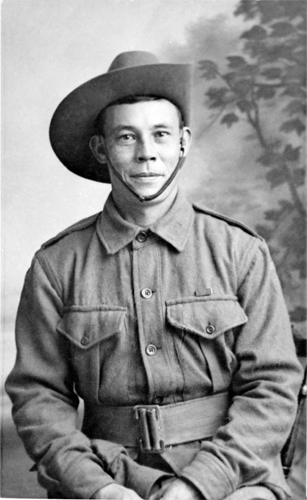
Billy Sing (William Edward Sing) Sportschütze, Jäger und ohne Scharfschützenausbildung der erfolgreichste australische Scharfschütze.

Während die Deutschen seit Beginn des Krieges und die Briten Ende 1916 über hervorragend ausgebildete Scharfschützen verfügten, waren es bei den Kanadiern vor allem Männer mit Jagderfahrung und indigenen Wurzeln wie z. B. die erfolgreichsten kanadischen Scharfschützen Francis Pegahmagabow und Henry Norwest, die sich, ohne Scharfschützenlehrgang, aber mit jagdlicher Erfahrung, erfolgreich als Scharfschützen bewährten. Viele indigenen Soldaten kamen ins 52. Bataillon. Der Kommandeur Colonel Hay war voll des Lobes über die indigenen Soldaten. Einer der Angehörigen des 52. Bataillons war Private Roderick Cameron. Dieser ging bei einem Schießwettbewerb gegen die besten Schützen aus 12 Bataillonen als Sieger hervor. Er kämpfte an der Westfront erfolgreich als Kundschafter und Scharfschütze, bis er am 15. September 1916 bei der Schlacht von Flers-Courcelette fiel. John Shiwak, ebenfalls Kanadier mit indigenen Wurzeln und auch ohne Scharfschützenausbildung, aber mit jagdlicher Erfahrung, diente in der britischen Armee und betätigte sich dort erfolgreich als Scharfschütze und Kundschafter. Er verglich seine Tätigkeit als Scharfschütze mit der Robbenjagd wo er ebenfalls geduldig darauf wartete, dass eine Robbe ihren Kopf aus dem Wasser streckte, um Luft zu holen. Nur in diesem kleinen Zeitfenster hatte er die Chance auf einen Schuss. Shiwak fiel am 21. November 1917 bei Masnières. Der kanadische Major Armstrong baute 1917 für die 2. Armee eine Scharfschützenschule auf, die später zur Royal Marine Sniper School wurde.
Über ein französisches Scharfschützenausbildungsprogramm ist nichts bekannt bzw. dokumentiert. Es existieren auch nur ganz wenige Fotos die französische Soldaten mit Zielfernrohrgewehren zeigen. Wenn überhaupt, dann waren diese Soldaten nur oberflächlich ausgebildet und stellten keine ernsthafte Bedrohung für die deutschen Streitkräfte dar.
Die australische Armee verfügte ebenfalls über kein eigenes Scharfschützenausbildungsprogramm. Trotzdem betätigte sich Billy Sing (William Edward Sing) erfolgreich 1915 als Scharfschütze in der Schlacht von Gallipoli. Sing (chinesischer/englischer Abstammung) war vor dem Krieg u. a. Jäger und ein erfolgreicher Sportschütze gewesen. Am 10. März 1916 wurde er mit der Distinguished Conduct Medal ausgezeichnet, die im Ersten Weltkrieg ca. 25000 Mal verliehen wurde. In der Verleihungsbegründung hieß es: „Für herausragende Tapferkeit von Mai bis September 1915 beim ANZAC als Scharfschütze, wo er kein Risiko scheute.“ Des Weiteren wurde in britischen und amerikanischen Zeitungen über ihn berichtet. Die Regimentsaufzeichnungen führten Sing mit 150 bestätigten Tötungen. Wie die meisten Scharfschützen konnte er wahrscheinlich noch weitere unbestätigte Tötungen verbuchen. Nach Gallipoli kam er im Januar 1917, an Syphilis erkrankt, an die Westfront, wo er mehrfach verwundet wurde. Als Scharfschütze konnte er dort seine Erfolge von Gallipoli nicht wiederholen, was an dem deutlich höheren Niveau der deutschen Scharfschützen lag. Mitte Februar 1918 kam er wegen einer Schusswunde im Rücken ins Lazarett. Diese und eine alte Gasvergiftung beendeten seine Militärkarriere. 1918 wurde ihm noch das belgische Croix de Guerre verliehen.
Die türkischen Scharfschützen zeigten sich in der Schlacht von Gallipoli zwar als Meister der Tarnung, kamen aber nicht an das hohe Niveau der deutschen Scharfschützen heran, was nicht zuletzt deren Ausbildung und Ausrüstung geschuldet war.
In der italienischen Armee wurden Scharfschützen nur sehr begrenzt eingesetzt. Deshalb gab es auch dort keine Scharfschützenausbildung. Die wenigen ZF-Gewehre wurden nur an ausgesuchte Schützen ausgegeben. Entweder an hervorragende Schützen oder an Soldaten, die bereits mit ZF-Gewehren vertraut waren. Mit dem Carcano Modell 1891 und der Optik La Filotecnica – Milano wurde ab 1916 lediglich ein Handout (Uniformi e Armi n° 151) für den Gebrauch und den Einsatz von ZF-Gewehren ausgegeben.
Amerikanische Scharfschützen wurden Ende 1917 von britischen Ausbildern zum Teil in den USA, aber auch direkt in Frankreich ausgebildet. Durch den späten Kriegseintritt der USA spielten sie aber auf dem europäischen Kriegsschauplatz keine größere Rolle. Wie bei den kanadischen Scharfschützen waren in ihren Reihen auch indigene Soldaten zu finden.

#### Kriegsverbrechen an Scharfschützen
Laut dem Historiker Richard Rubin haben amerikanische Soldaten während der Maas-Argonnen-Offensive einen starken Hass gegen alle Soldaten des Deutschen Heeres entwickelt. Der Hass aber auch die Angst vor den deutschen Gegnern resultierte durch Erzählungen, Gerüchten, aber auch durch gezielte Propaganda über angebliche Gräueltaten der deutschen Soldaten an alliierten Soldaten und Zivilisten. Vor allem die Effizienz der deutschen Scharfschützen bestätigte geradezu die Hinterhältigkeit der deutschen Soldaten allgemein. Deshalb zählten die deutschen Scharfschützen, neben Maschinengewehrpersonal, als prägnanteste Hassgruppe und wurden oftmals von der lebenden Gefangennahme ausgeschlossen und an Ort und Stelle getötet.

#### Bildergalerie
Die folgende Bildleiste zeigt beispielhaft die extreme Aktivität und Effizienz der deutschen Scharfschützen, bereits von Anfang des Krieges. Der Schwerpunkt lag bei der Ausschaltung von Führungspersonal bzw. Offizieren. Diese Aktivität veranlasste den britischen Major Hesketh Vernon Prichard dazu, im August 1916 die First Army School of Sniping zu gründen. Deutsche Scharfschützenaktivitäten gab es an allen Frontabschnitten; die Tatsache, dass die aufgeführten Soldaten, außer Leutnant Addenbrooke, in einem einzigen Frontabschnitt von ca. 35 km Breite in Nordfrankreich fielen, resultiert indes daraus, dass sich Major Prichard Hauptinteresse insbesondere diesem Teil der britischen Frontlinie galt und daher entsprechende Dokumentationen zusammentragen ließ. Dementsprechend richtete Major Prichard die Scharfschützenschule „vor Ort“ im nordfranzösischen Dorf Linghem ein, ca. 30 km hinter diesem britischen Brennpunkt. Der Erfolg von Hesketh Prichard lässt sich auch in der Liste der bekannten Personen, die durch Scharfschützen den Tod fanden, erkennen. Waren die Verluste der englischen Offiziere durch deutsche Scharfschützen bis Mitte des Krieges noch sehr hoch, so gingen sie ab 1917 kontinuierlich zurück. Die Bildergalerie zeigt auch anschaulich den Lernprozess der britischen Offiziere gegenüber den deutschen Scharfschützen auf. Wurden die Offiziere am Anfang des Krieges bereits zum Teil nach wenigen Tagen/Wochen Opfer der deutschen Scharfschützen so überlebten sie ab Mitte 1915 deutlich länger an der Front.

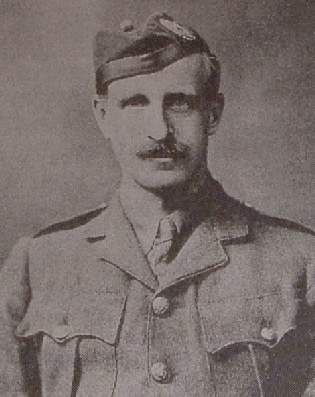
Captain Ewen James Brodie durch einen deutschen Scharfschützen (11. November 1914) bei Ypern. -Fronterfahrung: 9 Wochen-
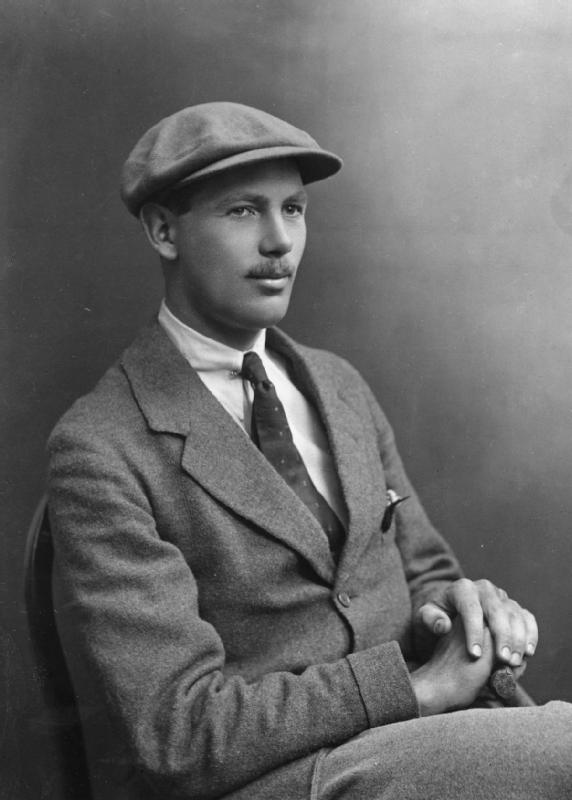
Leutnant Sidney Alfred Nathaniel Barthorp durch einen deutschen Scharfschützen (29. Januar 1915) bei Béthune. -Fronterfahrung: 18 Tage-
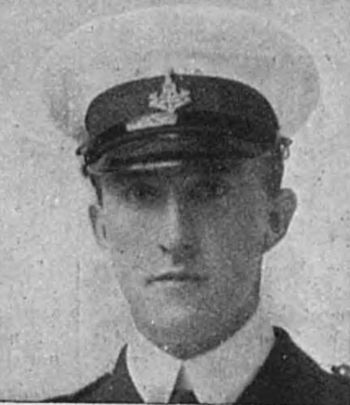
Oberleutnant Henry Francis Heatly durch einen deutschen Scharfschützen (22. Februar 1915) bei Steenwerck. -Fronterfahrung: 4 Monate-
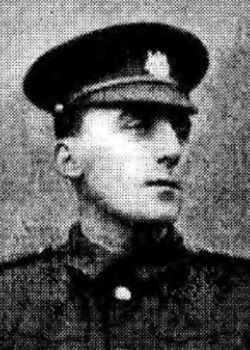
Corporal Noble Dewey durch einen deutschen Scharfschützen (4. März 1915) bei Ypern. -Fronterfahrung: 4 Wochen-
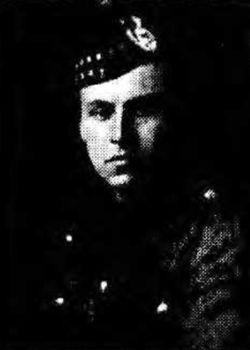
Leutnant Lewis Neil Griffith Ramsay durch einen deutschen Scharfschützen (21. März 1915) bei Neuve-Chapelle. -Fronterfahrung: 3 Monate-
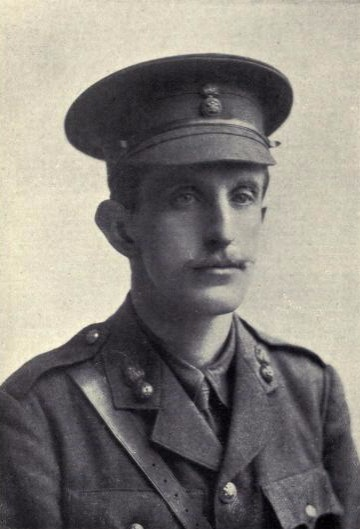
Leutnant William Glynne Charles Gladstone durch einen deutschen Scharfschützen (13. April 1915) bei Laventie. -Fronterfahrung: 3 Wochen-
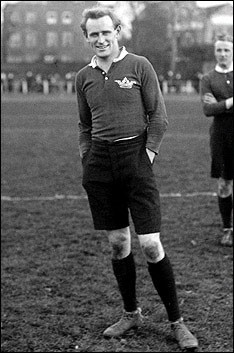
Oberleutnant Ronald Poulton durch einen deutschen Scharfschützen (5. Mai 1915) bei Ploegsteert. -Fronterfahrung: 19 Tage-
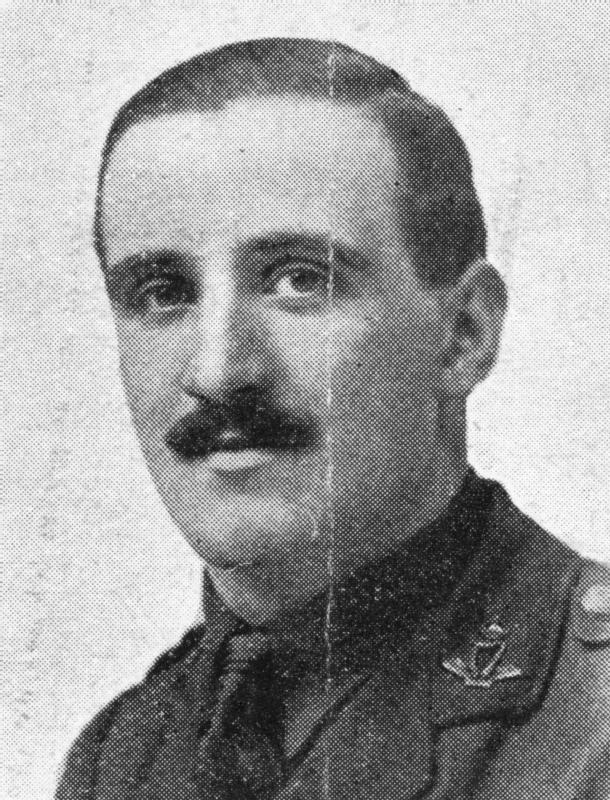
Oberleutnant Eric Leary durch einen deutschen Scharfschützen (21. Juni 1915) bei Houplines. -Fronterfahrung: 5 Monate-
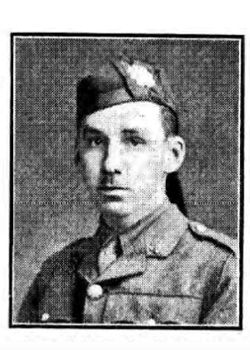
Oberleutnant Donald R C Cameron durch einen deutschen Scharfschützen (13. September 1915) bei Cambrin. -Fronterfahrung: 5 Monate-
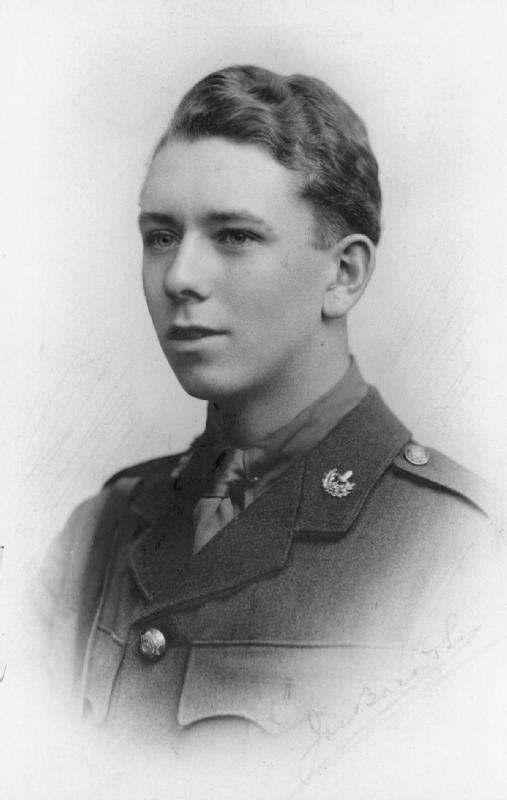
Oberleutnant Kenneth Ford Haslam Ford durch einen deutschen Scharfschützen (30. November 1915) bei Ploegsteert. -Fronterfahrung: 11 Monate-
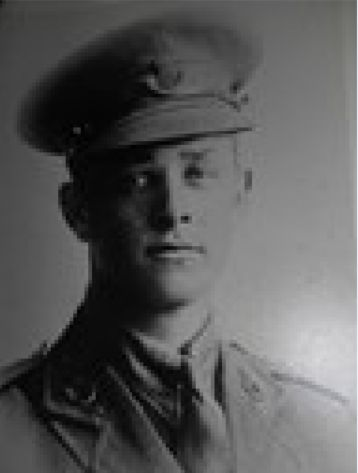
Leutnant Eric Walker durch einen deutschen Scharfschützen (29. Dezember 1915) bei Armentières. -Fronterfahrung: 8 Wochen-
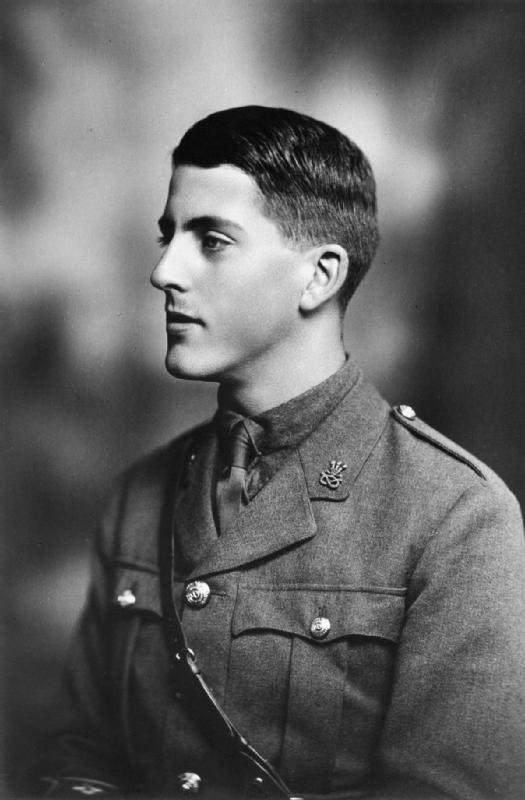
Leutnant John Homfray Addenbrooke an der Somme durch einen deutschen Scharfschützen (3. November 1916). -Fronterfahrung: 12 Monate-

#### Zigaretten-Aberglaube/Three on a match
Der weitverbreitete (Aber-)Glaube, dass das Anzünden von drei Zigaretten mit einem einzigen Streichholz Unglück bringe, hat seinen Ursprung im Ersten Weltkrieg. Dieser Aberglaube ist hauptsächlich im englischsprachigen Raum zu finden und hat seine Wurzeln in der Dominanz der deutschen Scharfschützen vor allem in den ersten zwei Jahren des Ersten Weltkriegs. Im Englischen wird es Three on a match genannt. Tatsächlich wurde so einem möglichen deutschen Scharfschützen Zeit gegeben, die Anwesenheit des Feindes zu bemerken (erste Zigarette), in Anschlag zu gehen (zweite Zigarette) und zu schießen (dritte Zigarette). Besonders aufmerksame Scharfschützen brauchten nicht einmal drei Zigaretten für Three on a match. Am 27. Mai 1915 meldete der britische Leutnant Cyrel Graham die Tötung eines Soldaten durch einen deutschen Scharfschützen: „Er muss aufgestanden sein, um sich eine Zigarette anzuzünden, denn man fand ihn mit einer Schusswunde durch den Kopf, einer Zigarette in der einen und einem Feuerzeug in der anderen Hand.“
Unter anderem wird Three on a match in der britischen Satire/Komödie Ein tollkühner Himmelhund aus dem Jahr 1983 behandelt. Dieser beginnt in den Schützengräben des Ersten Weltkriegs mit dem Helden der Geschichte, Captain Bullshot Crummond, der einigen der jungen Soldaten unter seinem Kommando das Konzept von Three on a match erklärt bzw. demonstriert. Am Ende seiner Erklärung wird der dritte Soldat von einem deutschen Scharfschützen erschossen. Auch in der US-amerikanischen Serie Archer, Staffel 2, Episode 5 (The Double Deuce) wird ein Soldat von einem deutschen Scharfschützen getötet, nachdem er um eine Zigarette gebeten hat und der Feuergebende drei Streichhölzer benötigt hat, um diese anzuzünden.
In der Serie Downton Abbey hält der Soldat Thomas Barrow im Schützengraben, während es bereits dunkel ist, absichtlich seine Hand mit einem brennenden Feuerzeug über den Schützengrabenrand. Nach sechs Sekunden durchschießt ein deutscher Scharfschütze seine Hand und Barrow hat seinen absichtlich herbeigeführten Heimatschuss. Damit seine Selbstverstümmelung ihn im weiteren Leben nicht zu sehr behindert, hatte er das brennende Feuerzeug absichtlich in die linke Hand genommen
Die britische Alternative-Rockband The Alarm verarbeitete die Thematik in dem Song Third Light in der fünften Strophe auf der LP Declaration von 1984:
- First Light The sniper saw you. („Erstes Streichholz Der Scharfschütze hat dich gesehen.“)
- Second Light Took careful aim. („Zweites Streichholz Er zielte sorgfältig.“)
- Third Light He pulled the trigger on the gun. („Drittes Streichholz Er drückte den Abzug der Waffe.“)
- Dead dead dead. („Tot tot tot.“)

### Zweiter Weltkrieg

#### Scharfschützen der Wehrmacht

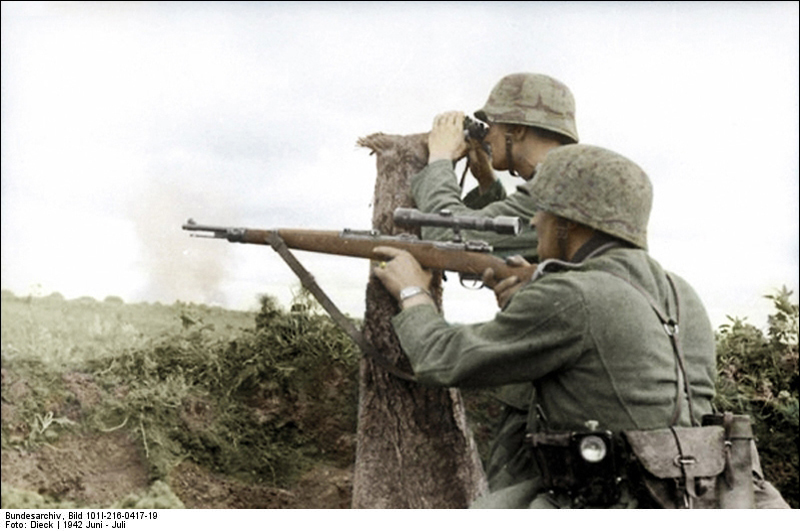
Deutscher Scharfschütze mit Beobachter, Russland 1942

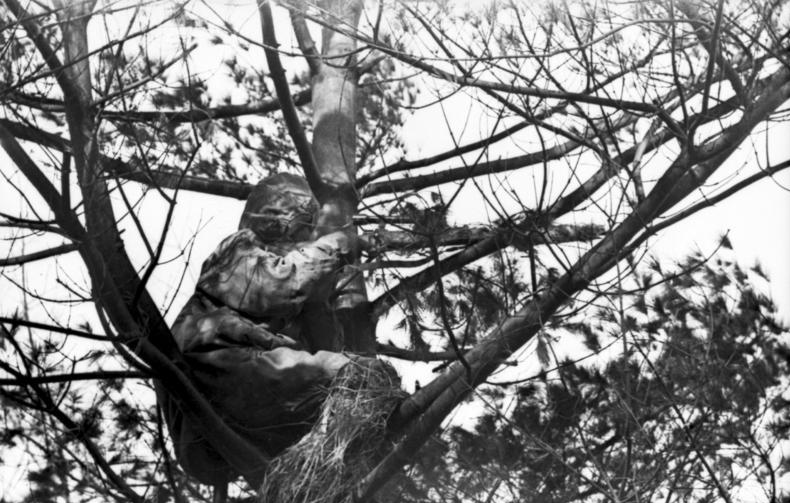
Deutscher Scharfschütze 1943. Baumschützen konnten nur aus großer Entfernung agieren, da sie nicht schnell genug in eine Wechselstellung gehen konnten.

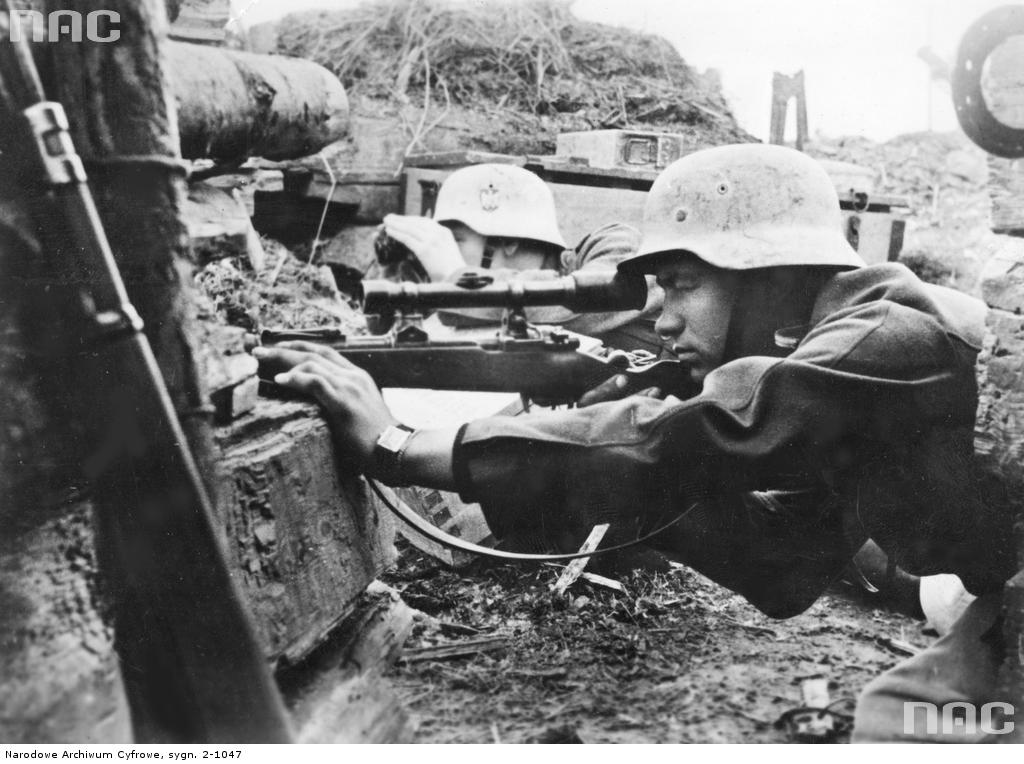
Deutscher Scharfschützendoppelposten, Russland 1943 (Waffe: Karabiner 98 k mit Dalytan-Zielfernrohr von Hensoldt)

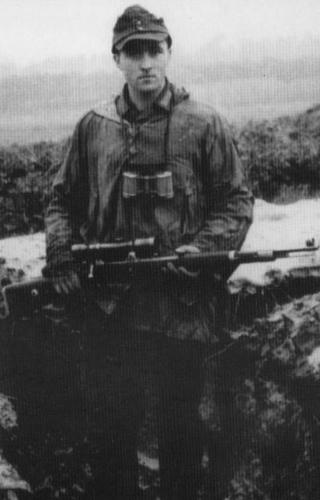
Bruno Sutkus, von der 68. Infanterie-Division (Wehrmacht), mit 52 gewonnenen Scharfschützenduellen der erfolgreichste Counter-Sniper der Militärgeschichte.

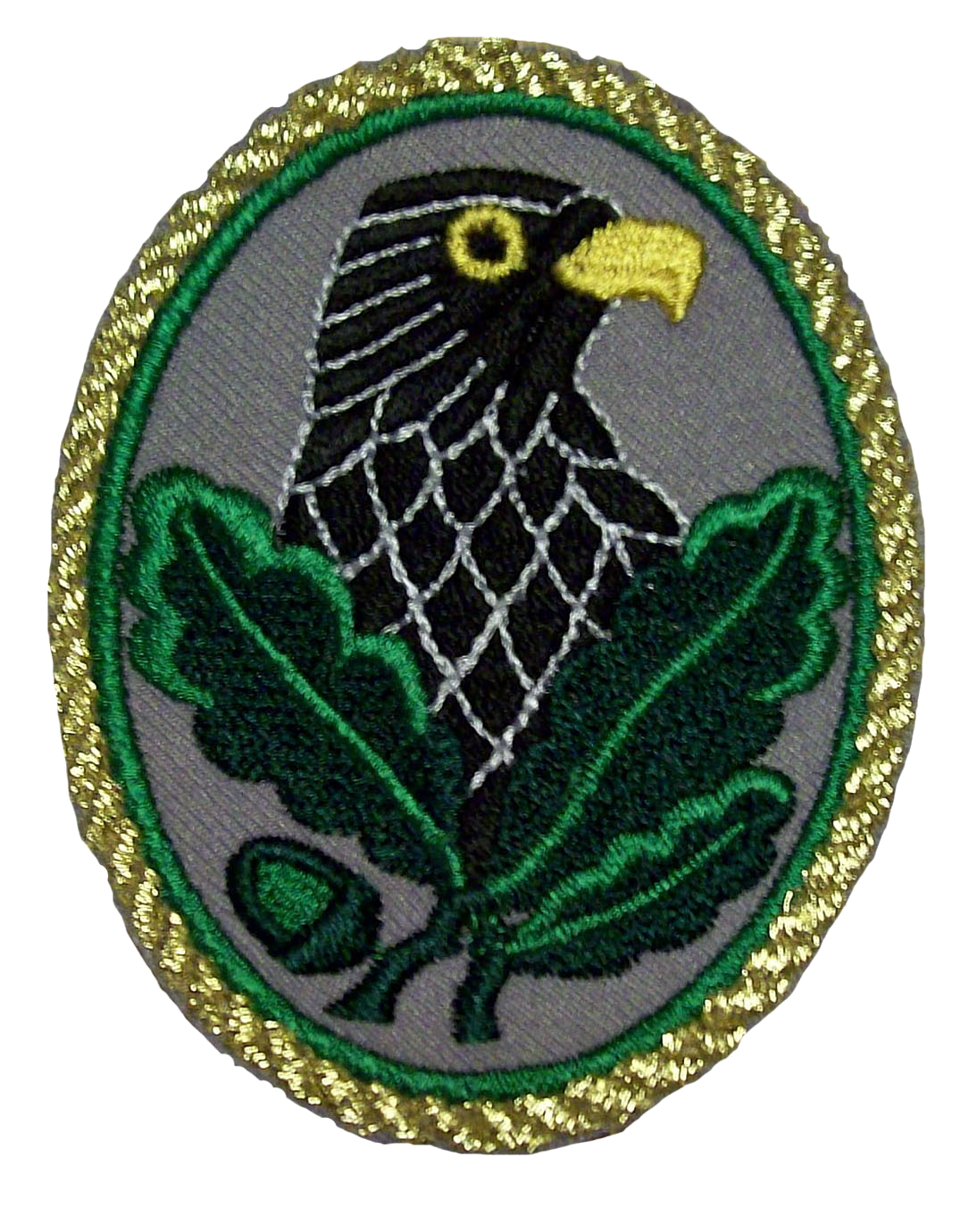
Scharfschützenabzeichen 3. Stufe (Gold)

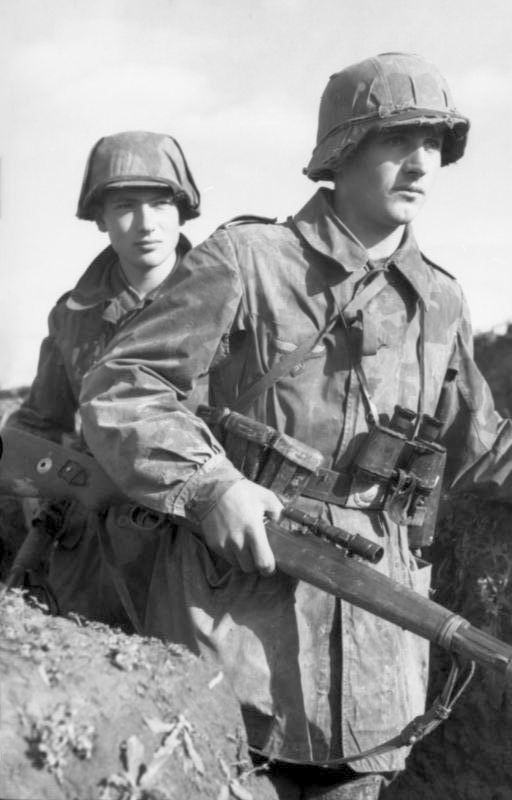
Soldaten der Luftwaffen-Felddivision mit Karabiner 98k und montiertem ZF41 in Russland 1942

Das Scharfschützenabzeichen der Reichswehr für Unteroffiziere und Mannschaften bestand aus einem nach oben geöffneten Winkel – Schenkelmaß acht Zentimeter, ähnlich dem Gefreitendienstgradabzeichen der Wehrmacht. Dieses Abzeichen wurde am linken Unterarm getragen. Die Reichswehr errechnete nach den Erfahrungen des Ersten Weltkriegs einen Sollbestand von zwölf Gewehren mit Zielfernrohr (ZF) pro Infanteriekompanie. Zwölf Scharfschützengewehre bedeutet, dass sich in jeder Gruppe (ca. 10-12 Soldaten) ein Scharfschütze befindet. Mitte der 1930er Jahre standen jedoch führende deutsche Offiziere der Ausrüstung der Infanterie mit Zielfernrohr-Gewehren ablehnend gegenüber. In der Wehrmacht erbrachten Vergleichsschießen zwischen den hervorragend ausgebildeten Berufssoldaten der Reichswehr mit dem Karabiner 98k mit offener Visierung und mit Zielfernrohr keine wesentlich unterschiedlichen Schießergebnisse, eine Einführung von Zielfernrohren als Standard wurde daher abgelehnt. Daraufhin wurden bis 1938 die damit ausgerüsteten Gewehre teilweise zurückgebaut und die Optiken verkauft. Erst am 7. März 1938 wurde diese Praxis durch einen Erlass des OKH gestoppt, um den verstärkten Rüstungsanstrengungen auch in dieser Hinsicht gerecht zu werden. Ausgesuchte Karabiner 98k wurden mit einem Zielfernrohr ausgestattet und als Präzisions- und Scharfschützengewehr genutzt. Der Verteilungsschlüssel blieb aber unter den von der Reichswehr festgelegten zwölf ZF-Gewehren pro Infanteriekompanie, da u. a. das deutsche Konzept des Blitzkrieges keine langen Stellungskämpfe vorsah, sondern einen schnellen Bewegungskrieg mit eigenständigen Panzerverbänden, die von der Luftwaffe unterstützt werden. Dies war die Hauptursache für die Vernachlässigung des deutschen Scharfschützenwesens, da Scharfschützen optimal in Schützengräben oder im urbanen Gelände bzw. in Verteidigung und Rückzugsgefechten eingesetzt wurden.
Im Gegensatz zur Wehrmacht und aufbauend auf Erfahrungen des Ersten Weltkrieges, erkannte man in der Waffen-SS von Anfang an den militärischen Wert von Scharfschützen. Bereits Anfang 1940 plante man die Aufstellung von geschlossenen Scharfschützen-Kompanien. Der Reichsführer SS schrieb hierzu am 29. März 1940 an Reichsjustizminister Franz Gürtner, dass sämtliche Wildschützen (Wilderer), besonders bayrischer und ostmärkischer Herkunft der Waffen-SS angegliedert werden und in Scharfschützenkompanien Verwendung finden sollten. Durch entsprechende militärische Leistungen sollten sie so ihre Strafe im Fronteinsatz abbüßen. Wilderer, die mit der Kugel jagten, galten als ideale Scharfschützen: Sie mussten wie Jäger die Tarnung, das Anpirschen und den präzisen Schuss beherrschen, aber darüber hinaus noch auf „feindliche“ Jäger und Förster achten (siehe z. B. Georg Herrnreiter oder Georg Mühlberger). Zur beabsichtigten Aufstellung kam es aber nicht; man geht von einer Intervention des Reichsjägermeister Hermann Göring aus, der die Wilderer zutiefst verabscheute und diese lieber im Konzentrationslager, als an der Front sah. Zwar wurde im Mai 1940 das „Wilddiebkommando Oranienburg“ aufgestellt, welche in das SS-Sonderkommando Dirlewanger überging, aber da neben ca. 250 Wilderern im Laufe des Krieges die Einheit mit gewöhnlichen Kriminellen und Berufsverbrechern auf ca. 2150 Soldaten aufgestockt wurde, hatte diese Einheit somit nicht den Status einer Scharfschützeneinheit und wurde als solche auch nie eingesetzt.
Im weiteren Verlauf des Zweiten Weltkriegs wurden Scharfschützen in den Streitkräften aller kriegsbeteiligten Nationen eingesetzt, besonders in der Roten Armee. Der Roten Armee wurde der Wert dieser Spezialisten besonders im Finnisch-sowjetischen Winterkrieg 1939–1940 bewusst, als taktisch besonnen eingesetzte finnische Scharfschützen, wie zum Beispiel Simo Häyhä, den sowjetischen Einheiten schwere Verluste zufügten. Als Konsequenz aus diesen Erfahrungen wurde das Scharfschützenwesen fortan in den sowjetischen Streitkräften besonders gefördert.
Auch in Deutschland setzte ein Umdenken erst durch die erlittenen Verluste im Krieg gegen die Sowjetunion 1941–1945 durch gegnerische Scharfschützen ein, und es wurden wieder spezielle Scharfschützenschulen eingerichtet. In der deutschen Wehrmacht war dieser Waffengattung zunächst wenig Bedeutung beigemessen worden. Für die Bestätigung eines Abschusses waren die Hürden in der Wehrmacht relativ hoch. Ein bestätigter Abschuss musste von einem Beobachter mit eigenen Augen gesehen und von einem Offizier oder Unteroffizier bestätigt werden. Da die deutschen Scharfschützen oftmals einzeln und auf sich gestellt operierten, wurden viele Abschüsse nicht bestätigt. Des Weiteren sahen einige deutsche Offiziere Scharfschützenabschüsse als selbstverständliche soldatische Pflicht und somit nicht explizit erwähnenswert an. Auch gab es Offiziere, die Scharfschützen als hinterlistige, unehrenhafte Soldaten ansahen und deshalb eine Bestätigung verweigerten. Im Gegensatz zur Roten Armee wurden Abschüsse im direkten Angriff oder der Verteidigung bei der Wehrmacht nicht gezählt. Eine konstante Zählung der Abschüsse begann bei den meisten Scharfschützen erst mit der Stiftung des Scharfschützenabzeichens am 20. August 1944. Zur Anerkennung früherer Abschüsse kam es in der Regel nicht, vielmehr wurden nur die gezählt, die ab 1. September 1944 erfolgten. Dies erklärt, warum viele deutschen Scharfschützen, obwohl bereits länger an der Front, ihre bestätigten Abschüsse alle in den letzten 8 Monaten des Krieges erzielten, wie z. B. der erfolgreichste Wehrmachtsscharfschütze Matthäus Hetzenauer. Deshalb dürfte die tatsächliche Abschusszahl um ein vielfaches höher liegen als die Anzahl der bestätigten Abschüsse. In der Sowjetunion erkannte man schon von Anfang an den propagandistischen Wert der Scharfschützen. Scharfschützen kamen in der Regel aus dem Mannschaftsstand. Mit solch einfachen Soldaten konnte sich die Bevölkerung oder der einfache Infanterist eher identifizieren als mit hochdekorierten Offizieren. Die Tätigkeit der deutschen Scharfschützen rückte erst 1944 in den Fokus der Propaganda mit der Einführung des Scharfschützenabzeichens. Dieses wurde im Fronteinsatz so gut wie nicht getragen, da man bei Gefangennahme mit sofortiger Erschießung, zumindest aber mit schweren Misshandlungen rechnen musste. Das Scharfschützenabzeichen war hochangesehen, und das NS-Regime instrumentalisierte die Scharfschützen, indem es herausragende Schützen durch Ehrungen propagandistisch herausstellte. In der Verleihungsbestimmung wurde ausdrücklich betont, dass das Abzeichen nur an ausgebildete Scharfschützen verliehen werden durfte. Scharfschützen, die sich ohne den vierwöchigen Scharfschützenlehrgang seit Jahren als solche, zum Teil sehr erfolgreich, betätigten, konnten das Abzeichen nicht verliehen bekommen. Die Qualität des deutschen Scharfschützenlehrgangs war auf sehr hohem Niveau. Im Interview aus dem Jahre 1967 von Hauptmann Hans Widhofner für die Zeitschrift Truppendienst gab der Scharfschützenausbilder Helmut Wirnsberger, der mit 64 Abschüssen ein erfahrener Ostfrontkämpfer war, an, dass die meisten deutschen Scharfschützen aus 400 m Entfernung einen Kopf, aus 500–600 m einen Oberkörper und aus 600–800 m einen stehenden Soldaten sicher trafen. Er gab auch an, dass sehr gute Scharfschützen noch weiter schossen wie z. B. Matthäus Hetzenauer, der bestätigt auf 1100 m einen stehenden russischen Soldaten tötete. Hetzenauer selber argumentierte im Zusammenhang mit diesem Abschuss damit, dass er dem Feind beweisen wollte, dass er selbst auf diese Entfernung sich nicht sicher fühlen konnte.
Nach dem Zweiten Weltkrieg wurde die deutsche Scharfschützenausbildung von anderen Ländern kopiert, so z. B. wurde ein deutscher Scharfschützenausbildungsfilm von der US-Armee als Ausbildungsfilm ins Englische übersetzt.
Neben dem Scharfschützenabzeichen in den drei Stufen (für 20, 40, 60 Abschüsse) konnten Soldaten noch wie folgt gewürdigt werden: Eisernes Kreuz 2. Klasse für 10 bestätigte Abschüsse und für 50 bestätigte Abschüsse das Eiserne Kreuz 1. Klasse. Bei 100 bestätigten Abschüssen konnte der Soldat für das Deutsche Kreuz in Gold und bei 200 Abschüssen für das Ritterkreuz eingereicht werden. Des Weiteren ließ es sich Reichsmarschall Hermann Göring in seiner Funktion als „Reichsjägermeister“ nicht nehmen, Scharfschützen nach ihrem 50. bestätigten Abschuss mit entsprechenden Fotos und Filmaufnahmen für die Wochenschau persönlich zur Jagd einzuladen. Offiziell wurden nur zwei Wehrmachtsscharfschützen mit dem Ritterkreuz ausgezeichnet und drei weitere für das Ritterkreuz vorgeschlagen: Verliehen wurde das Ritterkreuz an Matthäus Hetzenauer für 345 bestätigte Abschüsse, die von ihm alle in den letzten 8 Monaten des Krieges getätigt wurden, und an Friedrich Pein für seinen 200. bestätigten Abschuss. Josef (Sepp) Allerberger mit 257 bestätigten Abschüssen und Josef Roth mit 201 bestätigten Abschüssen wurden für das Ritterkreuz eingereicht, aber aufgrund der Wirren der letzten Tage des Krieges gab es von offizieller Seite keine Bestätigung mehr. Besonders verworren ist die Verleihungssituation beim Oberjäger Jakob Hechl von der 3. Kompanie des Gebirgsjägerregiments 91 der 4. Gebirgsdivision. Für das Ritterkreuz waren seine 121 bestätigten Abschüsse nicht ausreichend, aber in Verbindung mit seinem außergewöhnlichen Einsatz als Späh- und Stoßtruppführer wurde ihm das Ritterkreuz am 12. März 1945 durch Generalfeldmarschall Ferdinand Schörner verliehen. Dies ist so im Bozener Tageblatt vom 18. April 1945 nachzulesen. Im Standardwerk Die Ritterkreuzträger 1939–1945 ist zu diesem Fall lediglich vermerkt: Nicht im Bundesarchiv nachweisbar. Es liegt nahe, dass Generalfeldmarschall Schörner dem Oberjäger Hechl das Ritterkreuz in Eigenregie, also ohne offizielle Einreichung verliehen hat. Bruno Sutkus mit 209 bestätigten Abschüssen und Odo Willscher von der Waffen-SS mit 248 bestätigten Abschüssen hätten beide die Anforderungen für das Ritterkreuz erfüllt, wurden aber auch nicht für das Ritterkreuz vorgeschlagen. Bei Auszeichnungen unterhalb des Ritterkreuzniveaus war die Verleihung ebenfalls kein Automatismus. Das deutsche Kreuz in Gold wurde an den Gefreiten Hans Gruber für seinen 102. Abschuss, an den Obergefreiten Willi Pfirmann vom 2./Grenadier-Regiment 689 für 178 bestätigte Abschüsse und an den Gefreiten Georg Burdinski vom 5./Grenadier-Regiment 689 für 169 bestätigte Abschüsse verliehen. Burdinski soll bis Kriegsende 246 Abschüsse getätigt haben. Für Unteroffizier Bühler von der 547. Volksgrenadier-Division, Unteroffizier Roschorrek von der 561. Volksgrenadier-Division, Unteroffizier Georg Kleber und den Gefreiten Artur Zühlke vom 1./Grenadier-Regiment 1087, alle vier Scharfschützen mit über 100 bestätigten Abschüssen, ist hingegen keine Verleihung des deutschen Kreuzes bekannt. Auch beim Gefreiten Deffner vom 13./ Grenadier-Regiment 278 mit insgesamt 158 Abschüssen und Leopold Meier vom 144. Gebirgsjäger Regiment mit 180 Abschüssen ist eine Verleihung nicht nachgewiesen.
Die deutschen Scharfschützen verwendeten bereits seit Anfang des Krieges die hochwertigen Zeiss Zielvier (4fach), Zielsechs (6fach) und Zielacht (8fach) Zielfernrohre. Vereinzelt ist in der Literatur zu lesen, dass das ZF41 ebenfalls als Scharfschützenoptik verwendet wurde. Das ZF41 wurde nie als Scharfschützenoptik konzipiert und 98er Gewehre mit ZF 41 wurden nur in der Anfangszeit als Übergangslösung als Scharfschützengewehre eingesetzt, da die deutsche Optikindustrie der großen Nachfrage an qualitativ hochwertigen Optiken aus Ressourcenmangel nicht nachkommen konnte. Alleine die geringe Vergrößerung von 1,5fach und die schlechte Dämmerungsleistung widerspricht einer Optik für den Scharfschützeneinsatz, deswegen wurde das ZF41 von den Scharfschützenschulen abgelehnt. Vielmehr sollte das ZF41 den normalen Infanteristen zum präziseren Schützen bis mittlere Entfernung (250 m) befähigen. Die Problematik des Kimme und Kornschießen ist, dass das menschliche Auge nicht zwei verschiedene Punkte gleichzeitig scharf sehen kann. Entweder sieht der Schütze Kimme und Korn scharf und dafür das Ziel verschwommen oder umgedreht. Diese Problematik konnte mit dem ZF41 behoben bzw. der Kampfwert des normalen Infanteristen in puncto Präzision gesteigert werden. Das Konzept des ZF41 war seiner Zeit weit voraus wie man z. B. am Sturmgewehr 77 (Steyr AUG) erkennen kann. Das Standardgewehr des österreichische Bundesheeres besitzt ebenfalls in der Grundausführung ein relativ kleines schmales Zielfernrohr mit 1,5-facher Vergrößerung. Bis Kriegsende 1945 wurden mehr als 100.000 ZF41-Zielfernrohre hergestellt. Ursprünglich war geplant, die meisten Kampfeinheiten mit dem ZF41-Zielfernrohr auszustatten, aber nur 6 % der deutschen Waffenproduktion konnten mit dem Zielfernrohr ausgerüstet werden.
In der letzten Phase des Zweiten Weltkriegs kamen bei der Wehrmacht nachweislich vereinzelt Schalldämpfer bei den Scharfschützen zum Einsatz. Dafür wurde extra eine 7,92 mm Gewehr-Nahpatrone entwickelt die eine Mündungsgeschwindigkeit von ca. 300 m pro Sekunde besaß und damit unter der Schallgeschwindigkeit lag. Dies schränkte zwar den Wirkungsbereich ein, aber der verräterische Geschossknall blieb aus, während der Mündungsknall vom Schalldämpfer unterdrückt wurde. Trotz dieser Vorteile standen die deutschen Scharfschützen dieser Kombination sehr kritisch gegenüber. Gründe dafür waren der reduzierte Wirkungsbereich, aber auch die Tatsache, dass gefangene Scharfschützen meist mit sofortiger Erschießung rechnen mussten, aber jene die mit schallgedämpften Waffen in Gefangenschaft gerieten, noch zusätzlich mit schwerster Folter.

#### Deutscher Scharfschützeneinsatz in Verteidigung und Rückzugsgefechten

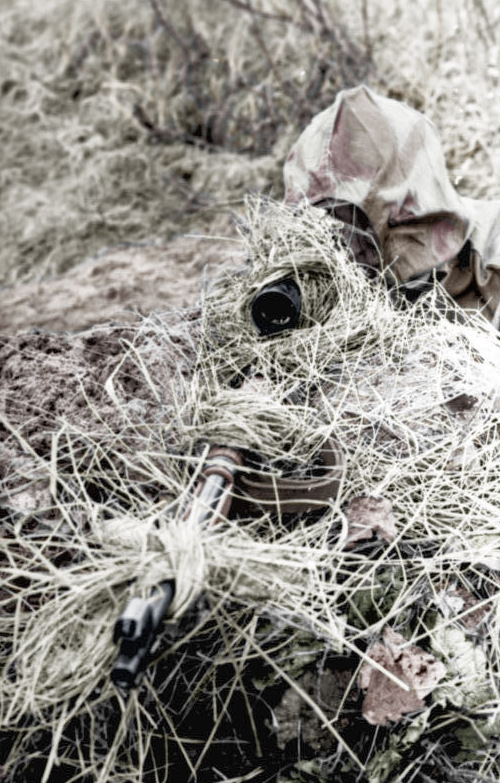
Deutscher Scharfschütze mit Splittertarnjacke, Westfront

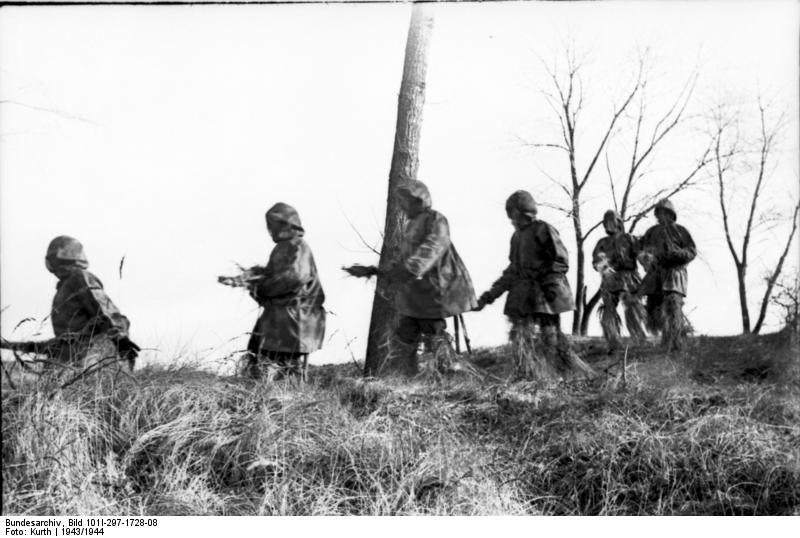
Gruppe Wehrmachtsscharfschützen in Tarnanzügen an der Westfront 1944

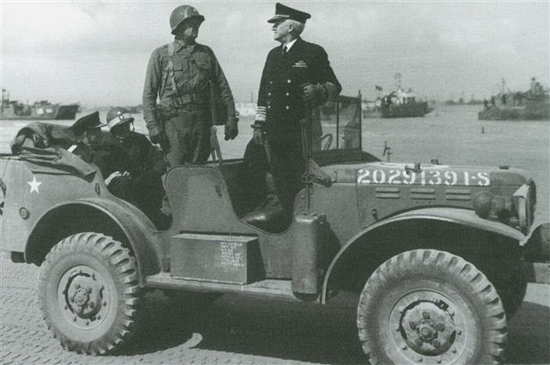
Links Brigadegeneral Wharton der am 12. August 1944 die 28. US-Infanteriedivision übernahm und am selben Tag von einem deutschen Scharfschützen erschossen wurde.

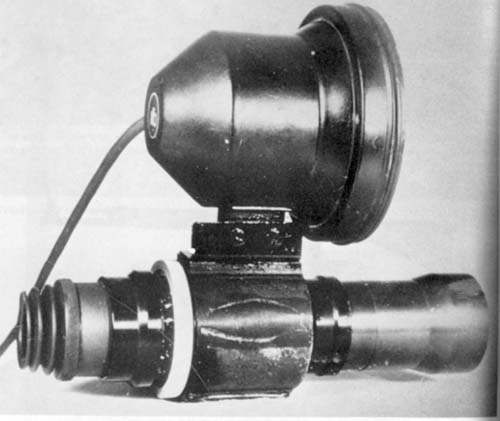
(Nacht)Zielgerät 1229 „Vampir“

Ein ideales Einsatzszenario bietet für Scharfschützen die Verteidigung oder Rückzugsgefechte. Dies bewiesen, nach dem Ersten Weltkrieg, erneut die finnischen Scharfschützen im Winterkrieg 1939 gegen die Sowjetunion. Sepp Allerberger, mit 257 bestätigten Abschüssen einer der erfolgreichsten Scharfschützen der Wehrmacht, beschrieb seine Taktik an der Ostfront wie folgt:

„Ich wartete ruhig ab, bis die nächsten vier Angriffswellen sich auf unsere Linien zubewegten. Dann feuerte ich schnell auf die zwei hinteren Wellen, wobei ich jeweils auf den Magenbereich zielte. Diese unerwarteten Opfer im hinteren Angriffsbereich und die fürchterlichen Schreie der Verwundeten brachten den Angriff in den hinteren Reihen schon bald zum Stehen. Das wiederum verursachte Unruhe in den beiden führenden Angriffsreihen, so dass der ganze Angriff zu stocken begann. Jetzt konnte ich mich auf Ziele in den beiden ersten Reihen konzentrieren. Ich schoss dabei auf alle sowjetischen Soldaten, die sich weniger als 50 m vor meiner eigenen Stellung befanden. Als Ziel wählte ich das Herz oder den Kopf aus. Wenn sich feindliche Soldaten umdrehten und wegliefen, dann sorgte ich mit einem Schuss in die Nieren dafür, dass sie schreiend zusammenbrachen. Zu diesem Zeitpunkt war der Angriff dann schon vollkommen zusammengebrochen.“

An solchen Kampflagen erzielte Allerberger oft über 20 Abschüsse, die allerdings bei der Wehrmacht nicht gezählt wurden, da diese im direkten Angriff oder Verteidigung getätigt wurden.
Oftmals war es auch taktisches Unvermögen, weshalb die alliierten Soldaten Opfer deutscher Scharfschützen wurden. So wie im Fall von Private Vincent McHardy Smith. Am 8. März 1944 während des alliierten Italienfeldzuges musste eine wichtige Nachricht an die Front gelangen. Ein Meldefahrer wurde losgeschickt, der von einem deutschen Scharfschützen erschossen wurde. Der zweite Meldefahrer wurde ebenfalls von einem deutschen Scharfschützen erschossen. Der kommandierende Offizier bat um einen Freiwilligen, worauf sich Private Smith meldete. Auch er wurde das Opfer eines deutschen Scharfschützen.
An der Westfront boten die langgezogenen Heckenreihen der Normandie den deutschen Scharfschützen ideale Stellungen. Oft gruben sie sich unter den Hecken ein und waren so vor Mörserbeschuss geschützt. Zwischen den Hecken platzierten sie auch oft Sprengfallen, Minen und Stolperdrahtsprengfallen. Aus solch geschützten Stellungen heraus konnten die deutschen Scharfschützen oftmals mehrere Schüsse abgeben, bevor sie in eine Wechselstellung mussten. Mit nur wenigen Schüssen erzeugten sie leicht Panik und Chaos unter den meist kampfunerfahrenen GI´s.
Eines der hochrangigsten Opfer der deutschen Normandie-Scharfschützen war der US Brigadegeneral James Edward Wharton. Er übernahm am 12. August 1944 als kommandierender General die 28. US-Infanteriedivision. Am selben Tag inspizierte er an der Front das 112. Infanterieregiment in der Nähe von Sourdeval in der Normandie, um sich ein Bild von der aktuellen Lage zu machen, und wurde nach nur wenigen Stunden im „Amt“ von einem deutschen Scharfschützen erschossen. Ebenfalls am 12. August 1944 wurde der bekannte amerikanische Footballspieler Jim Mooney, auch von der 28. Infanteriedivision, von einem deutschen Scharfschützen erschossen.

Im Zusammenhang mit den Kämpfen in der Normandie berichtete ein englischer Sergeant über den Gefreiten Kurt Spengler: 

„Spengler war als einziger Soldat seiner Einheit in einem Minenfeld bei Hermanville, 13Km nördlich von Caen, zurückgeblieben, als sich das deutsche Gros nach Süden absetzte. Tag und Nacht hielt er das Vorfeld unter Feuer und schoss einen Spähtrupp nach dem anderen von uns ab. Er war nicht kleinzukriegen. Rings um ihn herum war totes Niemandsland, gespickt mit Minen besonderer Art. Als wir nach tagelanger massierter Artillerieeinwirkung durchbrachen, fanden wir ihn tot. In der Nähe lagen die leeren Dosen der Konserven, von denen er gelebt hatte und viele leere Patronenhülsen. Nach der Einnahme von Hermanville wies der Kommandeur unseres Regiments mit einem Befehl darauf hin, dass diese Zähigkeit des deutschen Scharfschützen, der Spengler hieß, für uns das beste Beispiel von Tapferkeit und Haltung sei.“

Der berühmte Journalist und Kriegsberichterstatter Ernie Pyle beschrieb die Problematik mit deutschen Scharfschützen in der Normandie 1944 mit den Worten: „Hier in der Normandie gibt es überall deutsche Scharfschützen. Die Scharfschützen sitzen in den Bäumen, in Gebäuden, in Ruinen und im Gras. Hauptsächlich verstecken sie sich aber in den hohen Heckreihen, mit denen die Felder hier in der Normandie eingegrenzt werden und die sich neben jeder Straße und neben jedem Weg befinden.“ Der Hass auf die deutschen Scharfschützen in der Normandie ging so weit, dass dieser zu vorsätzlichen Kriegsverbrechen führte. Ernie Pyle notierte in Brave Men (New York 1944) ein Gespräch mit einem befreundeten Offizier. Dieser teilte ihm mit, dass er bzw. seine Einheit keine deutschen Scharfschützen lebend in Gefangenschaft brachten. Kriegsverbrechen an deutschen Scharfschützen wurden teilweise von höchster Stelle toleriert, so z. B. vom US General Patton, der über das von amerikanischen Soldaten verübte Biscari-Massaker folgende Aussage in sein Tagebuch schrieb:

“I told Bradley that it was probably an exaggeration, but in any case to tell the Officer to certify that the dead men were snipers or had attempted to escape or something, as it would make a stink in the press and also would make the civilians mad. Anyhow, they are dead, so nothing can be done about it.”

„Ich sagte Bradley, dass es sich wahrscheinlich um eine Übertreibung handle, aber in jedem Fall solle dem Offizier gesagt werden, dass er bestätigen solle, dass die toten Männer Scharfschützen gewesen seien oder versucht hätten zu fliehen oder so etwas, denn die Presse könnte Ärger machen und damit auch die Zivilisten verrückt machen. Jedenfalls wären sie jetzt tot, und dagegen könne sowieso nichts mehr getan werden.“

Die Wehrmacht setzte mit dem Zielgerät 1229 (auch als Vampir bezeichnet) als erste Armee ein aktives Nachtsichtgerät ein. Die so ausgerüsteten Soldaten wurden vom Oberkommando der Wehrmacht als Nachtjäger bezeichnet. Vampirgeräte wurden zum ersten Mal im Februar 1945 eingesetzt, obwohl die Produktion der Geräte bereits seit Anfang 1944 im kleinen Rahmen lief. Bis zum Kriegsende wurden nachweislich 310 Einheiten an die Wehrmacht geliefert, die sie hauptsächlich an der Ostfront einsetzte. In Berichten von Zeitzeugen kann man von Scharfschützen, die nächtens mit großen, nicht leuchtenden Scheinwerfern, montiert auf ebenso enorme Zielfernrohre, Jagd auf Gegner machten lesen.

#### Scharfschützen der Roten Armee im Zweiten Weltkrieg

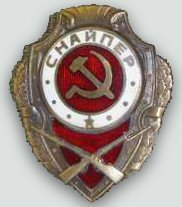
Sowjetisches Abzeichen von 1942: Ausgezeichneter Scharfschütze

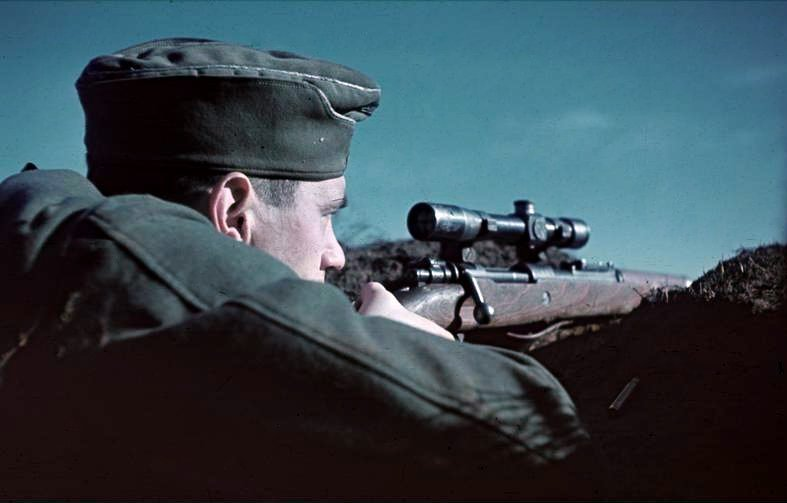
Deutscher Scharfschütze, 1942, 6. Armee vor Stalingrad

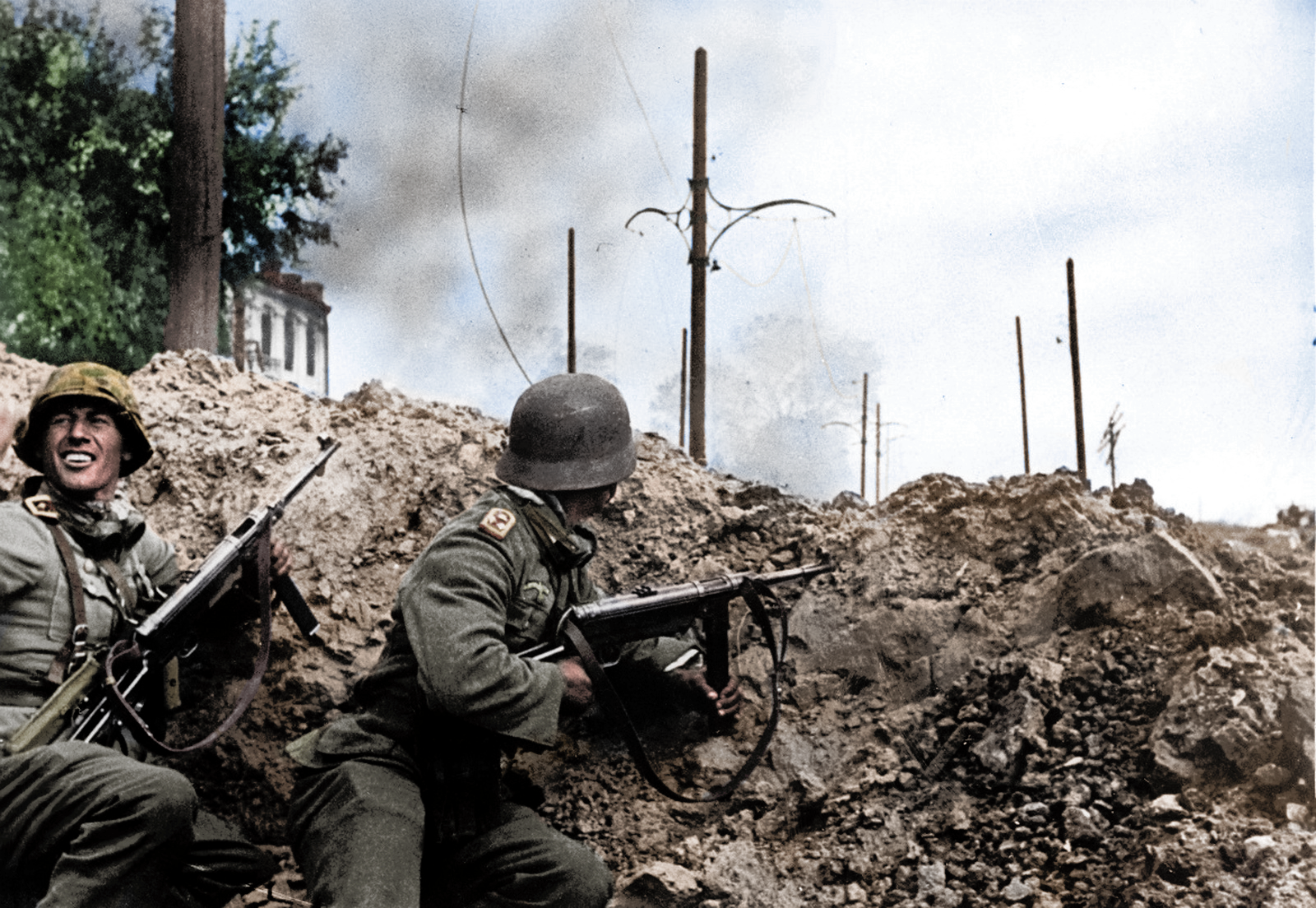
Deutsche Soldaten in Stalingrad. Neben dem eigenen Scharfschützen, waren geschützte Stellungen, Rauchgranaten und schneller Stellungswechsel der beste Schutz vor Scharfschützenfeuer. Zur Ausschaltung feindlicher Scharfschützen bewährte sich neben dem Luftschlag der überschlagende Angriff mit Sturmgeschützunterstützung oder Mörsereinsatz.

Die Basis für das sowjetische Scharfschützenwesen wurde ironischerweise von der deutschen Reichswehr und der deutschen Optikindustrie Mitte der 1920er-Jahre geschaffen. Deutschland und die Sowjetunion waren von den damaligen übrigen Nationen isoliert. Deshalb unterhielt die deutsche Reichswehr in den 1920er-Jahren ein Ausbildungs- und Beratungsprogramm, zusammen mit der Roten Armee, in dem auch die deutschen Erfahrungen im Hinblick auf die taktischen Verwendungen von Scharfschützen weitergegeben wurden. Die durch Inflation und mangelnder Auftragslage wirtschaftlich angeschlagene deutsche Optikindustrie lieferte ganze Jahresproduktionen an die Rote Armee. Diese Zusammenarbeit ging sogar so weit, dass eine ganze Fabrikeinrichtung zur Herstellung optischer Geräte incl. Maschinen, Fertigungsplänen und technischem Know-how an die Sowjetunion verkauft wurde. Deutsche Optikmeister überwachten die Fertigung und bildeten ihre russischen Kollegen in der Technologie aus. U. a. ein Ergebnis dieser deutsch-russischen Zusammenarbeit war das Standardzielfernrohr der Roten Armee, das PEM-Zielfernrohr mit einer lichtstarken Optik, Höhen- und Seitverstellung, welches von Berliner Emil Busch AG entwickelt wurde.
Zwar verfügte die Rote Armee im sowjetisch-finnischen Krieg 1939 über Scharfschützen, aber diese wurden noch in der taktischen Konzeption eines Stellungskrieges ausgebildet. Währenddessen waren die Finnen mit ihren Skiern hochmobil und fügten den sowjetischen Soldaten und Scharfschützen empfindliche Verluste zu. Die Rote Armee hatte aus diesen Erfahrungen gelernt und deshalb wurde ihre Ausbildung intensiviert, taktisch angepasst und die Anzahl der sowjetischen Scharfschützen während des Krieges ständig erhöht.
Die zwei berühmtesten „Edelschützen“ bzw. „Ausgezeichneten Scharfschützen“ (Bezeichnung eines Scharfschützen der Roten Armee mit 50 tödlichen Treffern) waren Wassili Saizew und Ljudmila Pawlitschenko. Saizew erzielte 252 Abschüsse. Er zeichnete sich besonders während der Schlacht von Stalingrad und später als erfahrener Ausbilder aus. Pawlitschenko war mit 309 bestätigten tödlichen Treffern die erfolgreichste Scharfschützin und war damit stark im Fokus der sowjetischen Medien. Sie wurde nach Kanada und in die USA auf eine PR-Reise geschickt und wurde zur ersten Sowjetbürgerin, die von einem US-amerikanischen Präsidenten – Franklin D. Roosevelt – im Weißen Haus empfangen wurde. Die angeblich 70 getöteten Scharfschützen von Leutnant Golosov sind hingegen im Bereich Legendenbildung und Propaganda einzuordnen, da dieser bereits im August 1943 fiel und keine seriöse Quelle diese Zahl bestätigt. Die Quelle in der russischen Wikipedia bestätigt zwar die Gesamttötungszahl von Golosov, aber die 70 getöteten Scharfschützen werden dort nicht erwähnt. Wenn überhaupt, dann wurde wahrscheinlich der einzelne hervorragend schießende deutsche Infanterist zum Scharfschützen deklariert. Die Rote Armee stellte an die Bestätigung eines Abschusses deutlich geringere Anforderungen als die Wehrmacht, da sie ihre Scharfschützen in noch deutlich größerem Maße als die deutsche Seite für die Propaganda instrumentalisierte. Durch die Armeezeitung Na Saschtschitu Rodiny entstand ein regelrechter Kult um das Scharfschützentum, das ideologisch verbrämt und als Kriegsabenteuer romantisiert wurde. Bekannte Scharfschützen wurden von der Bevölkerung wie Sportidole verehrt und erhielten starken Zulauf von Freiwilligen. Scharfschützen erhielten aufgrund ihrer Bedeutung und ihres besonderen Status eine bessere Einzelausbildung und wurden wesentlich besser verpflegt und versorgt als das Massenheer. Ein bekanntes Beispiel der sowjetischen Propaganda ist der Fähnrich Mikhail Surkov. Bei seiner hohen Abschusszahl ist es unerklärbar, warum er nicht als Held der Sowjetunion ausgezeichnet wurde, sondern „nur“ den Leninorden verliehen bekam, zumal viele sowjetischen Scharfschützen, die deutlich unter seiner angeblichen Leistung waren, als Helden der Sowjetunion ausgezeichnet wurden. Einige Quellen schreiben Surkov 702 Abschüsse zu. Nachkriegsuntersuchungen zeigten jedoch, dass diese Zahl maßlos übertrieben ist und nur der Propaganda diente.
Der große Erfolg der sowjetischen Scharfschützen in Stalingrad lag hauptsächlich daran, dass sie in relativ großer Anzahl eingesetzt wurden und dass urbanes Gelände ideal für den Scharfschützeneinsatz ist. Es gibt dort Häuserruinen, Mauerreste, ausgebrannte Panzer, Kellerräume und ähnliche Standorte, die vom Gegner schlecht eingesehen werden können und von wo sich der Scharfschütze ungesehen in eine Wechselstellung begeben kann. In Stalingrad erreichte das mediale Interesse, vor allem mit Saizew (s. o.), seinen Höhepunkt. Dort entstand auch das bekannteste Beispiel der sowjetischen Scharfschützenpropaganda. Ein Aufeinandertreffen in Stalingrad mit einem unbekannten, aber „sehr fähigen deutschen Scharfschützen“, wie Saizew in seiner Biographie vermerkte, wurde von der damaligen sowjetischen Propaganda zu einem mehrtägigen Duell verklärt. Demnach sei ein gewisser Major Erwin König, Leiter einer deutschen Scharfschützenschule in Zossen, auf obersten Befehl nach Stalingrad entsandt worden, um Saizew aufzuspüren und zu töten. Oberst Batjuk, Kommandeur der 284. Schützen-Division, habe daraufhin Saizew persönlich den Befehl erteilt, Arbeitsweise, Tarnung und Schießgewohnheiten von Major König zu studieren, um ihn gezielt zu bekämpfen. Das angebliche Duell zwischen Saizew und Major König wurde als eine Art personalisierte Einzelkriegsführung inmitten der Massenschlacht von Stalingrad hingestellt. Nach tagelangen mehreren gegenseitigen Täuschungsmanövern habe Saizew Major König mit einem Kopfschuss töten können. Erwähnt wurde dieses angebliche Duell nur von sowjetischen Quellen. In den Unterlagen der deutschen Wehrmacht findet sich kein Major Erwin König; außerdem galt die Tätigkeit als Scharfschütze in der deutschen Armee als eines Offiziers „unwürdig“ und wurde in der Regel von Mannschaftsdienstgraden oder Unteroffizieren ausgeübt. So kamen selbst die erfolgreichsten und höchstdekorierten Scharfschützen der Wehrmacht, Matthäus Hetzenauer und Friedrich Pein, nie über den Dienstgrad eines Gefreiten bzw. Oberjägers (Unteroffizier der Gebirgstruppe) hinaus. Schon 1973 veröffentlichte der Autor und Historiker William Craig (1929–1997) in seinem Buch Enemy at the Gates – The battle for Stalingrad auch im Westen eine Beschreibung des angeblichen Scharfschützenduells. Saizew selbst veröffentlichte seine Memoiren schließlich im Jahre 1981. Nachdem seine Geschichte erstmals auch in einem Film Ангелы Смерти (Todesengel) dargestellt worden war, griffen westliche Medien das Thema wieder vermehrt auf. Im Jahre 1998 kam der britische Historiker Antony Beevor in seinem Buch Stalingrad zu dem Schluss, dass die Geschichte trotz einiger realer Anleihen im Wesentlichen Fiktion sei. Gleichwohl erschien nur ein Jahr darauf der Roman War of the Rats von David L. Robbins, in dem das Duell wieder ein zentrales Motiv darstellte. Dieser bildete wiederum die Grundlage zu dem Film Duell – Enemy at the Gates von Jean-Jacques Annaud aus dem Jahre 2001, in dem Saizews Rolle von Jude Law verkörpert wurde.

#### Japanische Scharfschützen im Zweiten Weltkrieg

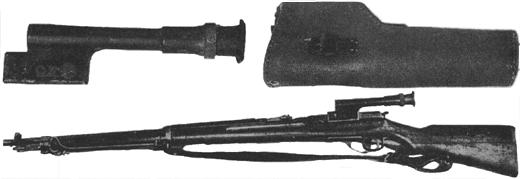
Typ-97-Scharfschützengewehr: wie Typ 38, Zielfernrohr mit 2,5-facher Vergrößerung, eingeführt 1937

Scharfschützenschulen oder eine standardisierte Scharfschützenausbildung gab es bei der japanischen Armee nicht. Vielmehr wurden die wenigen Zielfernrohrgewehre an hervorragend schießende Infanteristen ausgegeben, die dann in den jeweiligen Einheiten vermehrtes Schießtraining mit ihren Zielfernrohrgewehren absolvierten. Da im Dschungelkampf die meisten Entfernungen unter 100 m lagen, war das Element der Tarnung weitaus wichtiger als das „weite“ Schießen. Dies erklärt die bescheidene Ausrüstung. Das gebräuchlichste Scharfschützengewehr der Japaner war das Arisaka Typ-97 mit einer Seitenmontage, worauf ein Zielfernrohr mit einer nur 2,5fachen Vergrößerung ohne Verstellung montiert war. Die Gläser wurde u. a. von Nikon oder Toshiba gefertigt. Nur wenige Gewehre waren mit einstellbaren 4-fach-Zielfernrohren ausgestattet. Oftmals arbeiteten die japanischen Scharfschützen mit dem regulären Infanteriegewehr Arisaka Typ 38 ohne Zielfernrohr. Dabei handelte es sich um ausgesuchte Gewehre mit hoher Präzision. Die Defizite in Ausrüstung und Ausbildung glichen die japanischen Scharfschützen aber mit guter Tarnung, Fanatismus und Selbstopferung bzw. den Kampf bis zum eigenen Tod aus.

#### Scharfschützen der Vereinigten Staaten im Zweiten Weltkrieg

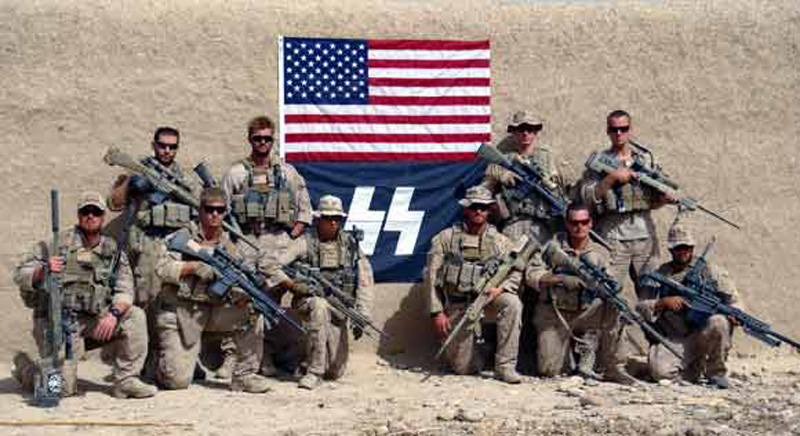
Amerikanische Scout Snipers in Afghanistan (2010). Das Bild löste eine Kontroverse über die Verwendung des „ᛋᛋ“-Symbols durch die Scout Snipers aus und zog ein offizielles Verbot des „ᛋᛋ“-Symbols nach sich.

In den Streitkräften der Vereinigten Staaten war die Scharfschützenausbildung nur sehr rudimentär und beschränkte sich hauptsächlich auf die Schießausbildung. So mussten Amerikanische Scharfschützen einen Körper auf 400 Metern Entfernung und einen Kopf aus 200 Metern Entfernung treffen können. Wichtige Elemente der Scharfschützenausbildung wie Taktik und Tarnung wurden nicht oder nur ansatzweise gelehrt. Des Weiteren gab es keine einheitliche Ausbildung, was zu großen Unterschieden in den Fähigkeiten der Scharfschützen führte. Die mangelnde Scharfschützenausbildung der US Army erwies sich in der Normandie und im Feldzug in Westeuropa als verheerend, wo sie auf die gut ausgebildeten deutschen Scharfschützen trafen.
Während der Feldzüge im Pazifikkrieg gegen die japanischen Truppen wurden die amerikanischen Truppen mit japanischen Scharfschützen konfrontiert. Obwohl diese nach deutschen oder sowjetischen Maßstäben kaum ausgebildet waren bargen sie aufgrund ihres Fanatismus und der Eigenschaft bis zum Tode zu kämpfen ein hohes Gefahrenpotential für die US-Truppen. Daraufhin führte der US-amerikanische General Douglas MacArthur 1943 Scharfschützen innerhalb des United States Marine Corps, die sogenannten Scout Sniper (Kundschafter-Scharfschützen), ein. Sie unterschieden sich von den amerikanischen Truppen in Europa bzw. den regulären Scharfschützen der United States Army vor allem durch bessere Ausrüstung und einer etwas besseren Ausbildung. Sie wurden mit dem verbesserten Springfield M1903 A4 mit Zielfernrohren ausgerüstet, welche eine 8-fache Vergrößerung hatten. In der Ausbildung lernten sie, neben dem Schießtraining, das Kartenlesen, Anfertigen von Militärzeichnungen und das Interpretieren von Luftaufnahmen. Obwohl die Ausbildung ein etwas höheres Niveau als die der regulären Scharfschützen der United States Army hatte, erreichte sie damals nicht die hohe Qualität der deutschen oder sowjetischen Ausbildung. Bis heute werden die Scout Sniper im United States Marine Corps ausgebildet und eingesetzt.

### Koreakrieg
Nach dem Zweiten Weltkrieg wurde die Ausbildung, wie bereits nach dem Ersten Weltkrieg, von Scharfschützen in allen Armee wieder weitgehend eingestellt. Im Zeitalter der Atomwaffen glaubte man für sie keine weitere Verwendung mehr zu haben. Dies änderte sich wieder im Koreakrieg. Hierbei wirkte es sich besonders vorteilhaft aus, dass sich in dem Kontingenten der ANZAC und der Kanadier viele Farmer befanden zu deren Alltag die Jagd gehörte.
Aus dem Koreakrieg sind zwei Scharfschützen bekannt. Zhang Taofang (chinesisch: 张桃芳; traditionelles chinesisch: 張桃芳; Wade-Giles: Zhang Tao-fang) war ein chinesischer Scharfschütze. Genau wie Simo Häyhä arbeitete er ohne Zielfernrohr, nur mit Kimme und Korn. Er traf 7 Ziele mit 9 Schüssen. Mit dieser Quote übertraf er viele erfahrene Scharfschützen, die mit Zielfernrohren arbeiteten. Laut chinesischen Berichten soll er im Alter von 22 Jahren in nur 32 Tagen 214 amerikanische Soldaten mit 442 Schüssen getötet oder verwundet haben. Eine erstaunlich hohe Zahl in einer sehr kurzen Zeit. Von den meisten Experten werden diese Zahlen angezweifelt. Sehr wahrscheinlich ist aber davon auszugehen, dass die Abschüsse im direkten Angriff und in der direkten Verteidigung, genau wie bei den sowjetischen Scharfschützen, hierbei mit einberechnet wurden. Nach dem Krieg ließ er sich als Kampfpilot auf einer MiG-15 ausbilden. 2022 wurde in China ein Film über sein Wirken im Koreakrieg veröffentlicht.
Der zweite bekannte Scharfschütze war der australische Warrant Officer Ian Robertson, der bereits seit frühester Jugend auf die Jagd ging. Zur Jagd brachte ihn sein Onkel bereits in jungen Jahren, der ihm auch das präzise Schießen beibrachte. Aufgrund der besseren Fleischverwertung musste Robertson kleine Kaninchen stets per Kopfschuss mit einem Kleinkalibergewehr (.22 lfB) töten. Da ein Kleinkalibergewehr aber über eine deutlich geringere Geschossenergie als ein durchschnittliches Jagdgewehr verfügt, lernte Robertson, sich bis auf 50 m an die Kaninchen anzupirschen. Im Einsatz verwendete er ein Lee-Enfield.303 Gewehr mit Zielfernrohr. Über die Anzahl seiner Abschüsse bewahrte Robertson stets Stillschweigen, da es seine größte Angst war, dass man ihn in Kriegszeiten als Held, in Friedenszeiten dann aber als Mörder bezeichnen würde.
Zu den technischen Neuerungen für die amerikanischen Scharfschützen in Korea zählte das Sniper Scope Infrarot Nachtsichtgerät, dass aus dem deutschen Zielgerät ZG 1229 Vampir hervorging. Diese Nachtsichtgeräte waren unhandlich und schwer. Besonders hinderlich war der separat mitgeführte Batteriekasten, der die Stromversorgung sicherstellte. Trotzdem kamen sie erfolgreich zum Einsatz.

### Vietnamkrieg

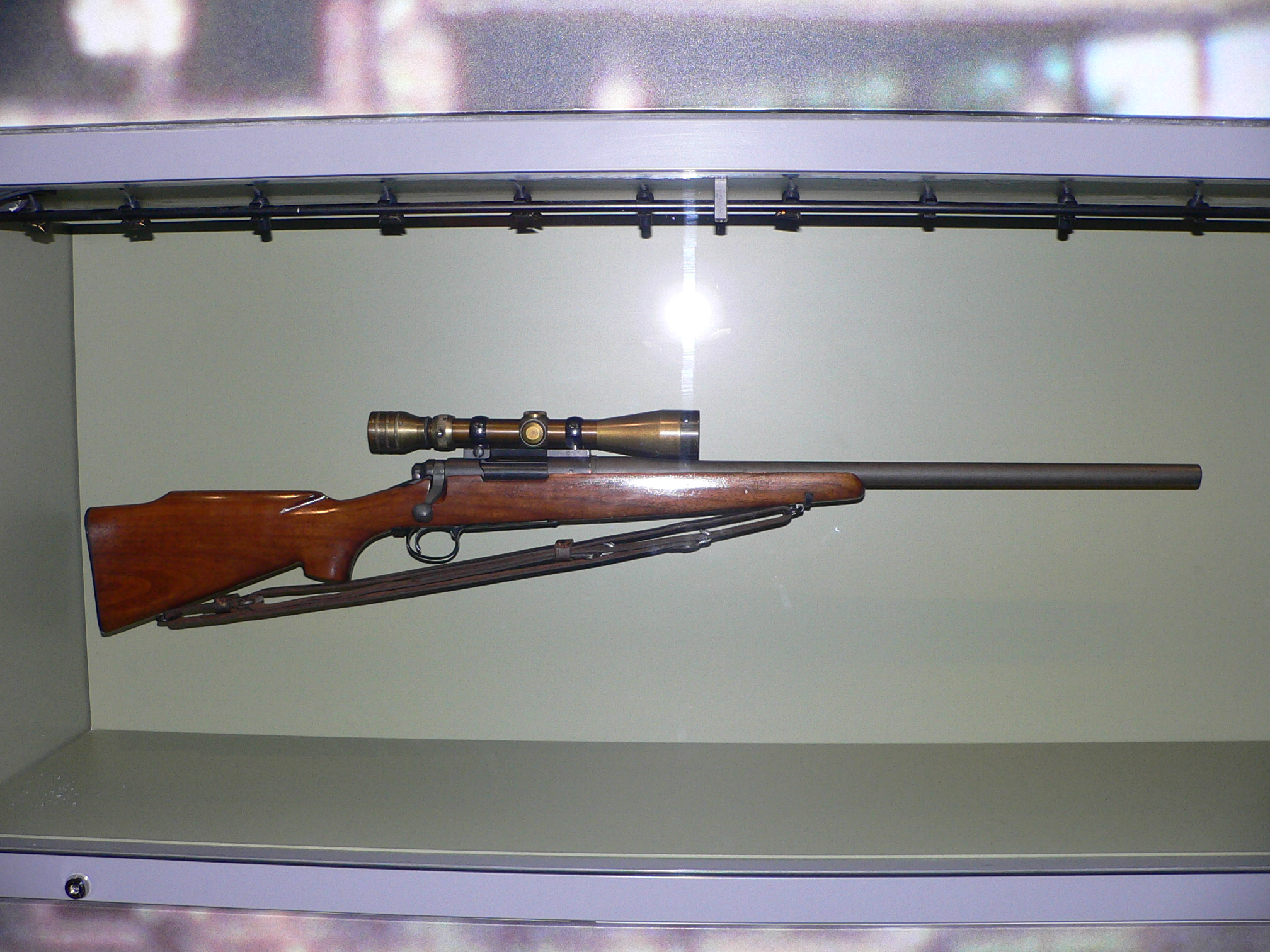
Chuck Mawhinney's M40 im National Museum of the Marine Corps

Als die USA 1965 mit Bodentruppen in den Vietnamkrieg eingriffen, beschloss der Kommandeur der 3rd Division den Aufbau einer Scharfschützenschule. Mit diesem Aufbau wurde der passionierte Sportschütze Captain „Bob“ Russell beauftragt. Nachdem er fünf Unteroffiziere als Ausbilder gewinnen konnte, schickt er diese zunächst auf Patrouille damit diese Fronterfahrung sammeln konnten. Im November 1965 begannen die ersten Lehrgänge. Im folgenden Jahr wurden bei verschiedenen Divisionen weitere Schulen eingerichtet. Russell kehrte zum Hauptquartier der Marines nach Quantico zurück und schrieb dort das Ausbildungshandbuch für Scout Sniper.
Da es im Vietnamkrieg noch keine speziell konzipierten Scharfschützengewehre gab, arbeiteten die Scharfschützen meist mit Jagd-/Sportgewehren, die zum Teil auf militärische Bedürfnisse modifiziert wurden, so zum Beispiel die Remington 700, die unter der Bezeichnung M40 bekannt und bei den U.S. Marines seit 1966 als Scharfschützengewehr im Einsatz ist. Die ersten Modelle wurden im Remington Custom-Shop gefertigt und erhielten einen Holzschaft. Aufgrund der Feuchtigkeit im Dschungel von Vietnam wurde dieser jedoch bald durch einen Fiberglasschaft der McMillan Brothers Rifle Company ersetzt. Durch den neuen Schaft und andere Modifikationen war das M40A1 geboren, es wurde in Handarbeit von Büchsenmachern des Marine Corps hergestellt. Alle Modelle wie das M40A1 und das M40A3 (seit 1996) basieren auf einem modifizierten Remington-700-System. U. a. arbeitete Sgt. Charles „Chuck“ Mawhinney mit dem M40 und einem Redfield Zielfernrohr 3-9x40. Er erzielte in 16 Monaten, zwischen 1968 und 1969, 103 bestätigte Abschüsse mit dem M40. Er war begeisterter Jäger aus Oregon und trat 1967 – nach der Hirschjagdsaison – dem US Marine Corps bei. In einem Interview 2012 der Zeitschrift American Rifleman (Magazin der NRA) gab er an, dass es für ihn keinen großen Übergang von der Jagd in Oregon zum Scharfschützen gab. In einem anderen Interview mit der Los Angeles Times beschrieb er seine Scharfschützentätigkeit als den ultimativen Jagdausflug.
Auch das Winchester-Modell 70 im Kaliber 7,62 × 63 mm (.30-06). fand bei den amerikanischen Scharfschützen Verwendung, so z. B. bei dem berühmtesten Scharfschütze des Vietnamkriegs, Carlos Hathcock, der 93 bestätigte Abschüsse verbuchen konnte, darunter einen nordvietnamesischen General. Im Einsatz schwer verwundet, konnte Hathcock später zwar nicht mehr als Scharfschütze eingesetzt werden, war jedoch weiterhin als Ausbilder tätig und war in führender Position bei der Gründung einer Ausbildungseinrichtung für Späher und Scharfschützen (Scout Sniper School) in der Marine Corps Base Quantico beteiligt. Zu Hathcocks Auszeichnungen gehören u. a. das Purple Heart und der Silver Star.
Ein weiterer bekannter Scharfschütze war der Master Sergeant Eric Roy England. Er hatte 98 bestätigte Abschüsse und war im Zivilleben ein erfolgreicher Sportschütze, der einige nationale und internationale Wettbewerbe gewann. Der erfolgreichste US-Scharfschütze des Vietnamkrieges war Staff Sergeant Adelbert Francis Waldron von der 9th Infantry Division mit 109 bestätigten Abschüssen in nur 8 Monaten. Nach seinem Vietnameinsatz arbeitete er bis 1970 als Scharfschützenausbilder.

### Nordirlandkonflikt

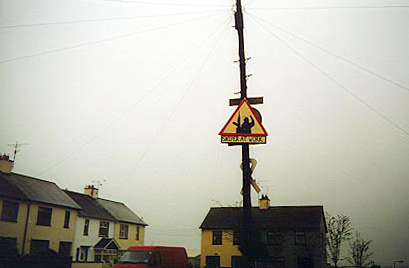
Schild mit der Aufschrift Sniper at Work in Crossmaglen

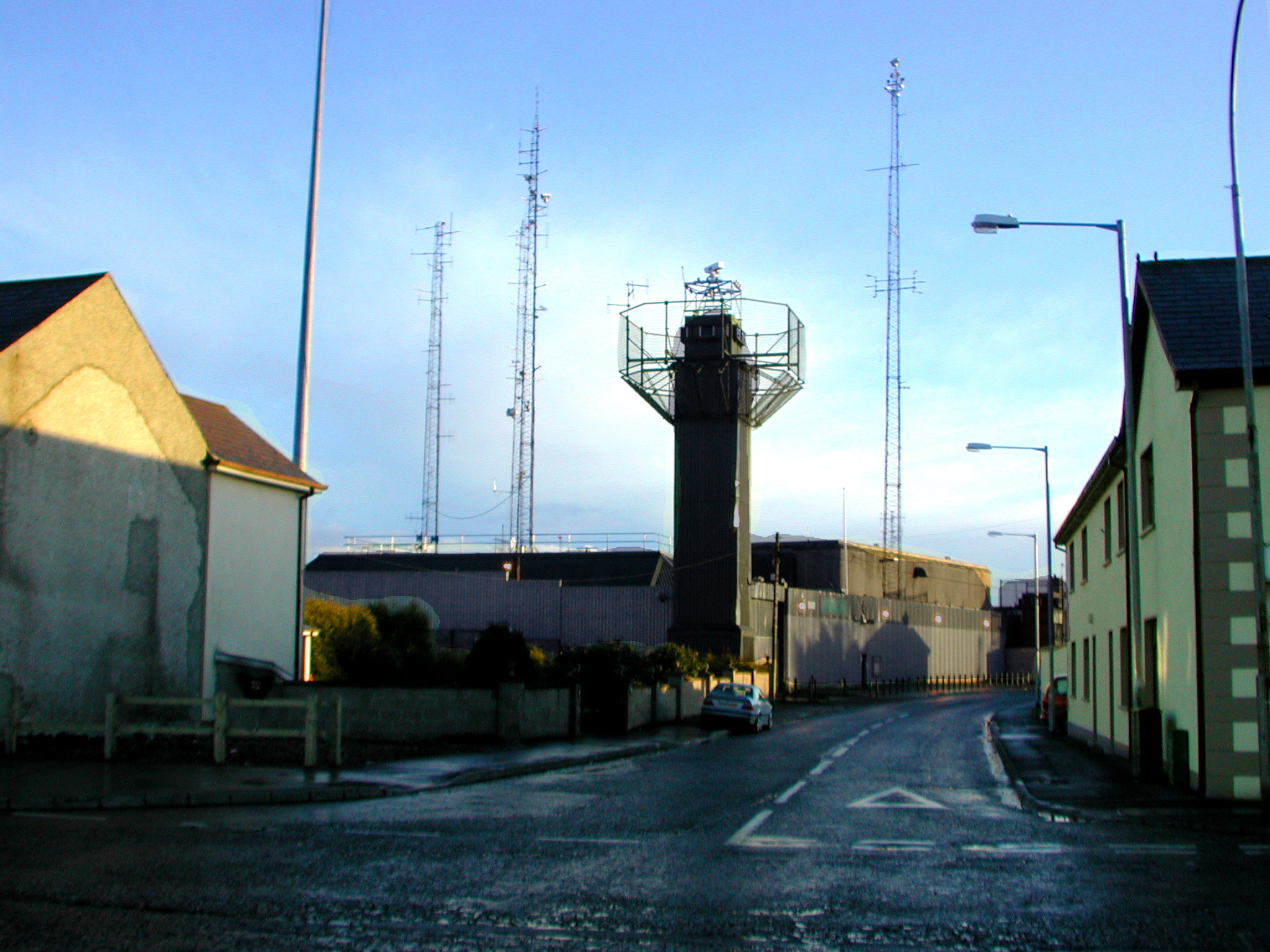
Kaserne der Polizei und Armee in Crossmaglen (April 2001)

Im Nordirlandkonflikt wurden von der South Armagh Brigade zwei Scharfschützenteams, die sogenannten South Armagh Snipers, eingesetzt. Die South Armagh Brigade war eine Brigade innerhalb der Provisional Irish Republican Army, die während des Nordirlandkonfliktes vor allem im Süden der Grafschaft Armagh operierte und als eine der berüchtigtsten IRA-Einheiten galt. Die zwei South Armagh Sniper Teams operierten so, dass jeweils das eine im Osten und das andere im Westen aktiv war. Beide Teams sollen aus jeweils vier Schützen bestanden haben. Von März 1990 bis Mitte 1992 wurden acht Sniper-Angriffe auf Sicherheitskräfte registriert, bei denen niemand verletzt wurde. Die Attacken erfolgten hauptsächlich mit den Kalibern 12,7 × 99 mm (.50 BMG) und 7,62 mm. Experten des MI5 vermuteten, dass bei einigen Angriffen ein PSG1-Scharfschützengewehr von Heckler & Koch im Kaliber 7,62 × 51 mm NATO verwendet worden sein könnte. Von August 1992 bis Dezember 1993 wurden in South Armagh sechs Soldaten und zwei Polizisten durch Scharfschützen getötet, ehe von August 1994 bis Februar 1996 ein Waffenstillstand herrschte. Im Februar 1997 wurde in South Armagh der Soldat Stephen Restorick getötet, womit sich die Anzahl von Todesopfern durch die South Armagh Snipers auf neun erhöhte. Sechs davon waren durch Schüsse des Kalibers. 50 BMG ums Leben gekommen, drei weitere durch das Kaliber 7,62 mm. Die meisten der rund 24 Sniper-Angriffe erfolgten aus einer Entfernung von unter 300 Metern, was größtenteils daran lag, dass die Distanzen im urbanen Gelände meist unter 150 Meter liegen. Etwa 16 der Angriffe wurden aus einem modifizierten Fahrzeug heraus durchgeführt, wobei der Schütze im Kofferraum lag und durch ein Stahlgestell gegen Beschuss geschützt war. Die Taktik des aus dem Kofferraum schießenden Heckenschützen wurde auch von den Beltway Snipers 2002 in den USA angewandt.
Die Bedrohung durch Scharfschützen war für die Sicherheitskräfte während Patrouillen sowie Checkpoints allgegenwärtig und hatte damit eine hohe psychologische Wirkung. Schutzwesten waren nicht nur kostspielig (4000 £), sondern auch schwer (14,5 kg oder 32 lbs) und schränkten die Bewegungsfreiheit ein, z. B. beim schnellen Ein und Aussteigen aus Fahrzeugen. Neben den Kosten und dem Gewicht kam durch das Volumen der Schutzwesten eine weitere Problematik hinzu: Die Schutzwesten verdeckten die Taschen an der Uniformjacke und die Ausrüstung am Koppeltragegestell. Deswegen musste die Ausrüstung reduziert oder in einen Rucksack verpackt werden. Der naheliegende Lösungsansatz, dass die Ausrüstung mittels MOLLE-System direkt an der Schutzweste angebracht wurde, offenbarte das nächste Problem: Die Luken der gepanzerten Fahrzeuge waren in einer Zeit konzipiert worden, in der Soldaten mit Schutzwesten nicht üblich waren. Somit war der Lukendurchmesser oftmals zu gering für einen Soldat, der an seiner Schutzweste noch weitere Ausrüstungsgegenstände mit sich führte. Teilweise blieben Soldaten daher in ihren sicheren Unterständen, anstatt auf offener Straße Fahrzeuge zu kontrollieren. Die Bedrohung führte zu einer Umverteilung von Ressourcen und zu einer Miteinbeziehung dieser Gefahr bei Routineoperationen, etwa bei dem Einsatz von Hubschraubern. Lieutenant General Sir Roger Wheeler, Oberkommandierender der britischen Truppen in Nordirland, sah die Sniper als eine Hauptbedrohung in South Armagh und machte deren Ergreifung zur Priorität. Bei der katholischen Bevölkerung wurden die Scharfschützen hingegen teilweise gefeiert, erhielten Spitznamen wie Goldfinger, Terminator oder One Shot Paddy und wurden in Folk-Songs verewigt. Dreieckige Straßenschilder mit der Abbildung eines Scharfschützen und der Aufschrift „Sniper at Work“ waren verbreitet. Am 10. April 1997 gelang dem Special Air Service (SAS) in einem Farmkomplex bei Crossmaglen die Festnahme der IRA-Mitglieder Michael Caraher, Bernard McGinn, Seamus McArdle und Martin Mines. Mit der Festnahme dieses Sniperteams endeten die Aktivitäten der South Armagh Snipers, obwohl das andere Sniperteam nie festgenommen werden konnte.

### Schlacht von Mogadischu 1993
In der Schlacht von Mogadischu fielen am 3. Oktober 1993 in Mogadischu die Scharfschützen Randall Shughart und Gary Ivan Gordon beim Versuch, einen abgeschossenen MH-60 „Black Hawk“ und dessen verletzten Piloten Michael J. Durant gegen die zahlenmäßig weit überlegenen somalischen Milizen zu verteidigen. Shughart und Gordon, die beide aus der Luft Scharfschützendeckung gaben, baten mehrfach um diesen Auftrag, obwohl keine weitere Unterstützung zu erwarten war und beide nur mit je einem Scharfschützengewehr und einer Pistole bewaffnet waren. Die Absturzstelle wurde überrannt und beide Soldaten wurden getötet. Der abgestürzte Pilot geriet in Gefangenschaft und wurde elf Tage später freigelassen. Beide Scharfschützen erhielten (postum) für ihren Einsatz Medal of Honor. Sie waren die Ersten, die seit dem Vietnamkrieg diese Auszeichnung erhielten. Insbesondere die Fernsehbilder getöteter und durch die Straßen Mogadischus geschleifter US-Soldaten führten in den USA zu einem Wandel der öffentlichen Meinung über das Engagement in Somalia. Erst nach dieser Schlacht beschloss die US-Regierung, gepanzerte Truppentransporter, Panzer und AC-130H-Gunship-Flugzeuge nach Somalia zu entsenden. US-Präsident Bill Clinton kündigte am 6. Oktober an, dass bis Ende März 1994 alle US-Soldaten aus dem Land abgezogen werden sollten.

### Bosnienkrieg

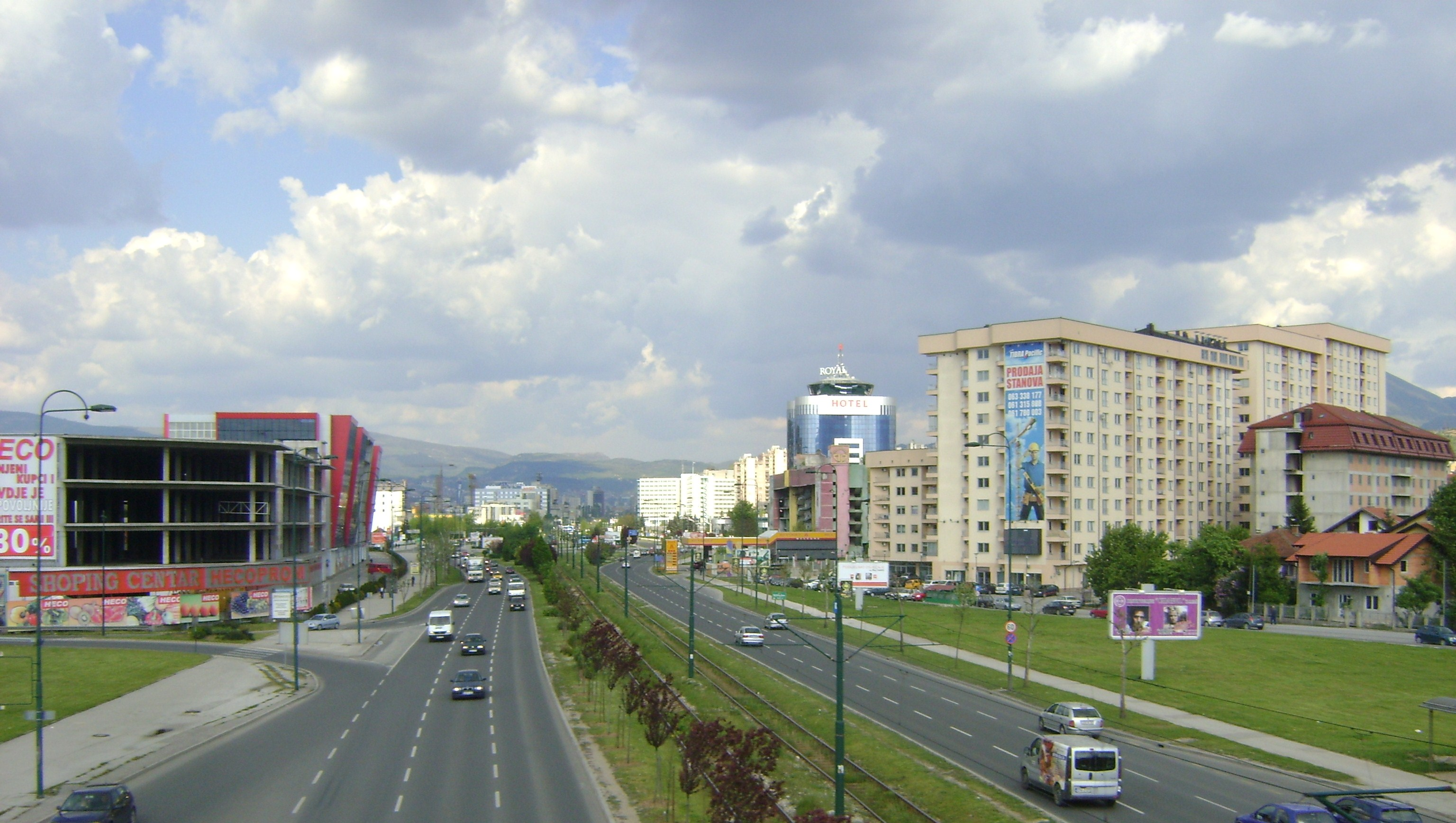
Sniper Alley (Zmaja od Bosne) in Sarajevo

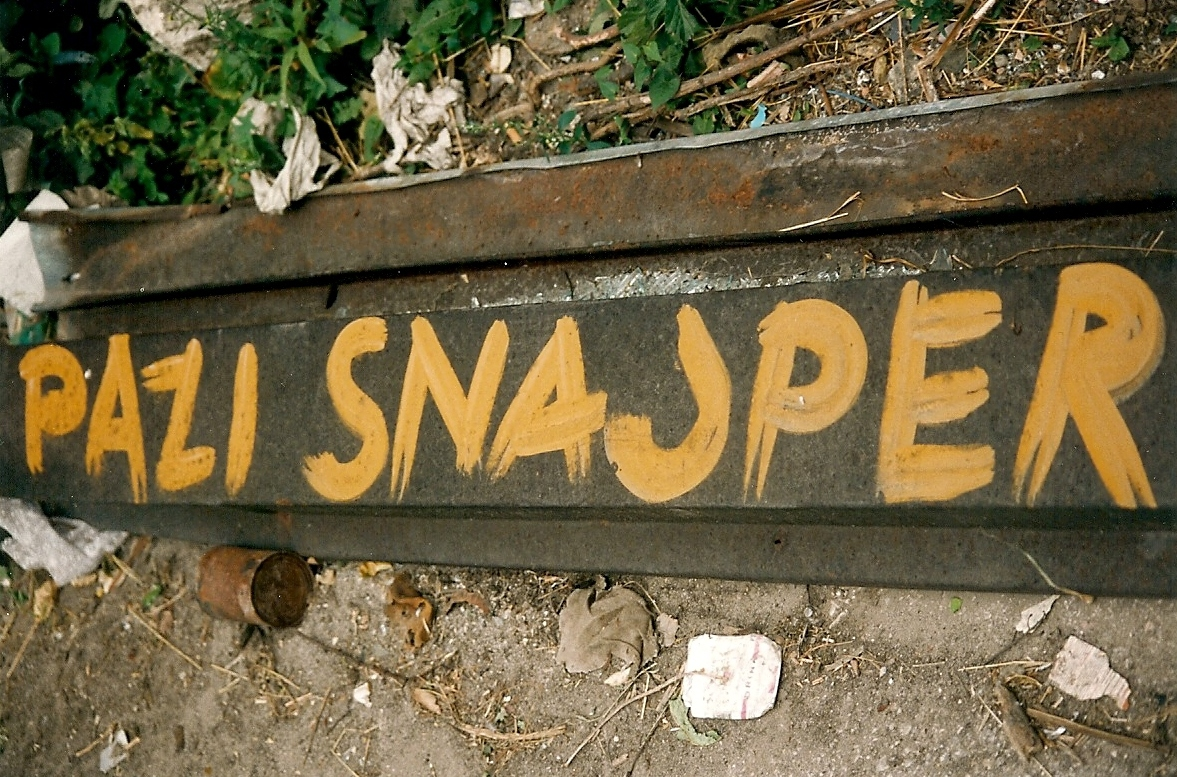
Warnschild vor Scharfschützen

Während der Belagerung von Sarajevo erlangte die Sniper Alley eine traurige Berühmtheit. Sniper Alley (zu Deutsch Scharfschützengasse; bosnisch, kroatisch und serbisch: Snajperska aleja / Снајперска алеја) war der informelle Name der breiten Hauptverkehrsstraße Zmaja od Bosne, die von Westen nach Osten in die Innenstadt von Sarajevo führte. Die Straße verbindet das städtische Industriegebiet mit der historischen Altstadt. Der Boulevard hat viele Hochhäuser, von denen aus sich Scharfschützen weitläufige Schussfelder boten. Während der Belagerung von Sarajevo war dieser Boulevard von serbischen Scharfschützenstellungen gesäumt und als gefährlichster Ort in Sarajevo berüchtigt. Bewohner, die sich tagsüber in diesem Bereich aufhielten, riskierten ihr Leben. Schilder mit der Aufschrift Pazi – Snajper! (Vorsicht – Scharfschützen!) warnten die Menschen. Um dem Scharfschützenfeuer zu entgehen, bewegten sich die Bewohner in diesem Bereich meistens rennend, von Deckung zu Deckung. Als weitere Schutzmaßnahme gegen die Scharfschützen wurden Gegenstände (beispielsweise Container oder Bretterwände) platziert, in deren Sichtschutz man sich bewegen konnte. Laut vom ICTY gesammelten Daten töteten die Scharfschützen allein im Zeitraum zwischen dem 10. September 1992 und dem 10. August 1994 253 Zivilisten und 406 Soldaten. Unter den Getöteten befanden sich über 60 Kinder. Im selben Zeitraum wurden 1296 Zivilisten und 1815 Soldaten durch Schüsse der Scharfschützen verletzt. Zu den Opfern zählten nicht nur einheimische Männer, Frauen und Kinder, sondern auch Journalisten, Angehörige von Hilfs- und Rettungsorganisationen sowie UN-Soldaten. Besonders der Bereich um das Hotel Holiday Inn, das als Unterschlupf zahlreicher Kriegsberichterstatter und Journalisten galt, erhielt den Ruf einer „Todeszone“. Zwischen bosnisch (z. B. Dobrinja) und serbisch (z. B. Grbavica) besetzten Stadtteilen kam es zu Duellen von Heckenschützen, vereinzelt wurden Ziele auch von beiden Seiten beschossen. Die Bergung der Verwundeten und Toten nahm oftmals Stunden, in manchen Fällen auch Tage in Anspruch, da eintreffende Rettungsmannschaften ebenfalls unter Beschuss gerieten.
Im Gefolge des Bosnienkrieges wurde die SFOR-Schutztruppe mit deutscher Beteiligung aufgestellt. U. a. unterhielt die Bundeswehr das Feldlager Rajlovac bei Sarajevo. Durch den SFOR-Einsatz erkannte die Bundeswehr die Bedeutung des Scharfschützenwesens und beschaffte für diesen Einsatz das Präzisionsgewehr G22 und implementierte die Scharfschützenausbildung wieder kontinuierlich.
Die Sniper Alley und der Scharfschützeneinsatz in Sarajevo wurden in dem Film The Battle – Vertrauter Feind (Originaltitel: Shot through the heart) von 1998 thematisiert. Zwei Freunde und hervorragende Sportschützen werden durch den Krieg, aufgrund der verschiedenen Ethnien, zu verfeindeten Scharfschützen. Der Film beruht, laut Filmdienst, auf einer wahren Begebenheit. Der Film erhielt mehrere Normierungen bzw. Auszeichnungen wie z. B. TCA Awards oder Gemini Award.

### Krieg in Afghanistan 2001–2021

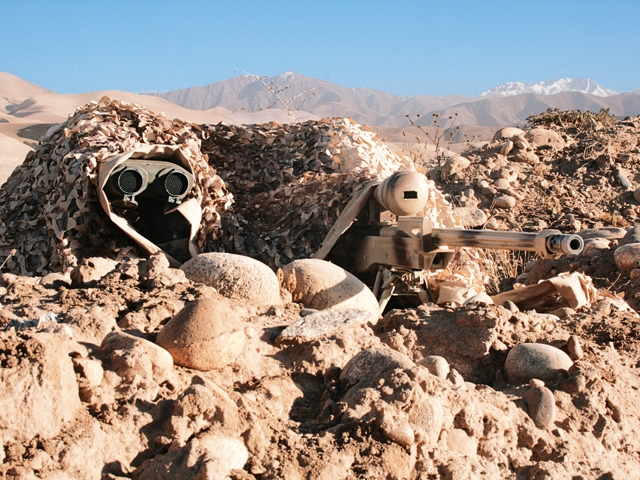
Bundeswehr Scharfschützenteam in Afghanistan

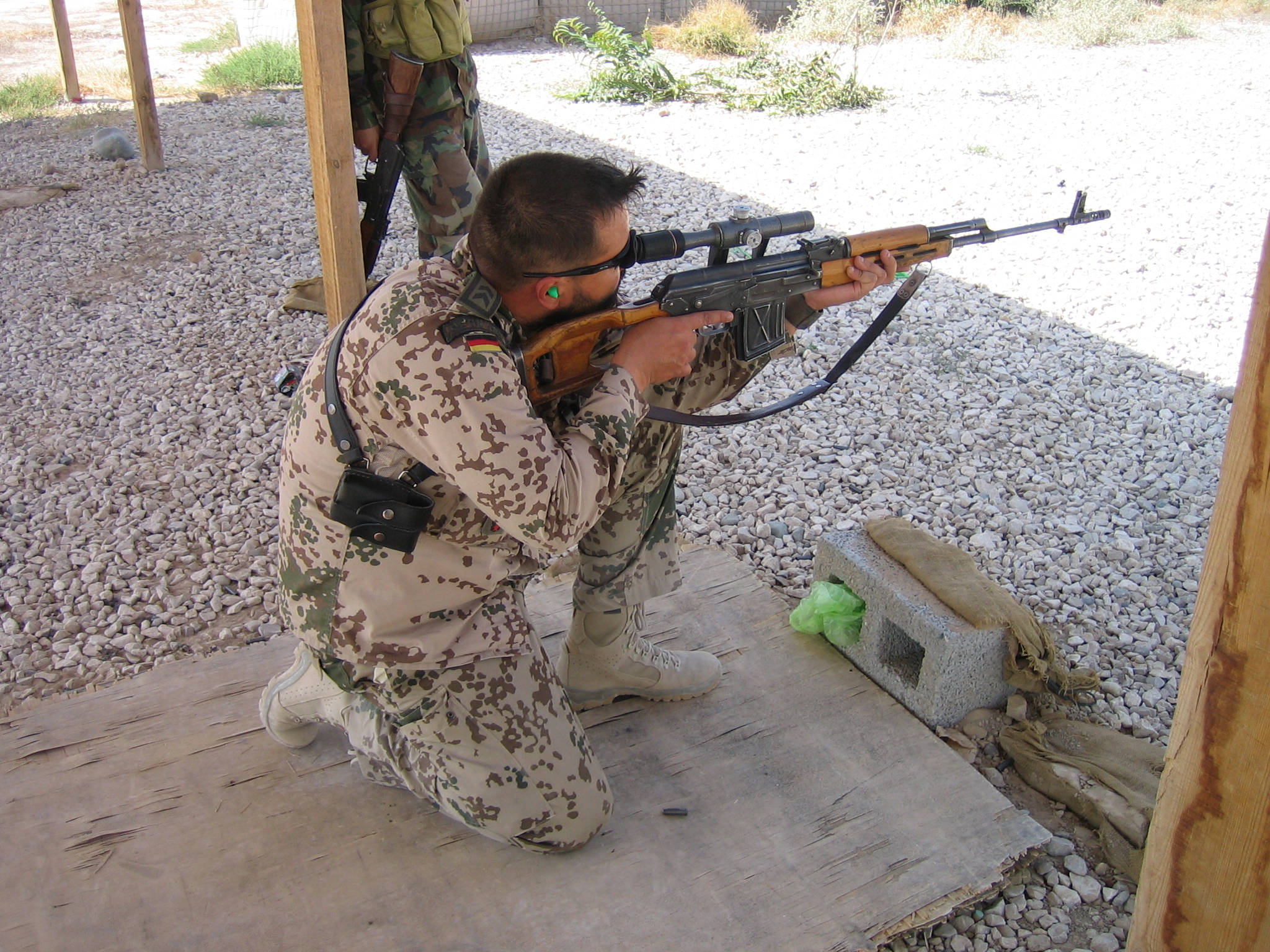
Bundeswehr OMLT Militärberater mit einem PSL-Scharfschützengewehr 2009 in Kunduz (Afghanistan)

Im Krieg in Afghanistan 2001–2021 wurden mehrere Scharfschützenrekorde gebrochen. Den ersten bekannten Rekord stellte im März 2002 der kanadische Master Corporal Arron Perry mit einem Gewehr McMillan TAC-50 im Kaliber .50 BMG (12,7 × 99 mm NATO) auf. Ihm gelang damit eine Tötung auf eine Entfernung von 2310 Metern. Im gleichen Jahr wurde Perry von den kanadischen Streitkräften des unehrenhaften Verhaltens im Kampfeinsatz beschuldigt. Laut den Vorwürfen habe er die Leiche eines Talibankämpfers geschändet, indem er ihr einen Finger abschnitt, ihr eine Zigarette in den Mund steckte und ein Schild mit der Aufschrift „Fuck Terrorism“ auf der Brust angebracht habe. Die Untersuchung wurde vom Canadian Forces National Investigation Service (CFNIS) durchgeführt. Zwar wurde das besagte Schild gefunden, aber man konnte nicht beweisen, dass es Perry angefertigt hatte. Zehn Monate später wurde die Untersuchung mangels Beweisen eingestellt und ihm wurde der Bronze Star verliehen. Perrys Rekord wurde nur wenige Tage später von dem kanadischen Corporal Rob Furlong überboten, der zu derselben Einheit wie Perry gehörte. Furlong erzielte, ebenfalls noch im März 2002, einen aufgezeichneten und bestätigten Abschuss auf 2430 m, mit einem Gewehr McMillan TAC-50. Im Zuge der Operation Anaconda in Afghanistan lokalisierte Furlongs Beobachter einen MG-Schützen der Taliban, auf den Furlong daraufhin feuerte. Insgesamt benötigte Furlong drei Versuche, um ihn tödlich zu treffen. Das erste Projektil verfehlte sein Ziel. Der zweite Schuss traf den Rucksack des Taliban. Obwohl dieser das bemerkte, verließ er seinen Schützenstand nicht. Dieser Rekord wurde schließlich im November 2009 mit einem Gewehr im Kaliber .338 Lapua Magnum von dem britischen Corporal Craig Harrison in der Provinz Helmand in Afghanistan mit einer Entfernung von 2475 m überboten. Laut Harrison und seinem Beobachter ermöglichten ihm die idealen Wetterbedingungen, nach insgesamt neun Schuss zur Visierausrichtung, einen feindlichen MG-Schützen tödlich zu treffen, wobei dieser zehnte Schuss zugleich der erste auf den Körper des Gegners gezielte war. Windstille, klare Sicht und geringe Temperaturen (Hitze hätte zu Flimmern durch vom Boden aufsteigende Luft geführt) waren begünstigende Umstände. Harrison konnte weiterhin erkennen, dass ein zweiter feindlicher Kämpfer versuchte, die Waffe des getöteten Schützen aufzunehmen. Harrison tötete auch diesen mit einem weiteren gezielten Schuss. Danach zerstörte er mit einem nochmaligen Schuss das Maschinengewehr. Der aktuelle Entfernungsrekord (Stand 2022) wurde vom kanadischen Scharfschützen Dallas Alexander von der Canadian Special Operations Forces Command Joint Task Force 2 (JTF2) mit einem McMillan Tac-50-Scharfschützengewehr aufgestellt. Er bekämpfte einen ISIS-Aufständischen auf eine Entfernung von 3540 m. Der Schuss wurde von einem Hochhaus abgefeuert. JTF2-Spezialeinheiten sind hauptsächlich mit der Terrorismusbekämpfung, Scharfschützenoperationen und der Geiselbefreiung beauftragt. Die Namen des Scharfschützen und seines Beobachters wurden (Stand 2023) nicht veröffentlicht.
Die Bundeswehr setzte in Afghanistan außer in der KSK und der QRF auch in den Infanteriekompanien Scharfschützen ein. Diese operierten schwerpunktmäßig in Nordafghanistan von den drei großen Bundeswehrstützpunkten Masar-e Scharif, Kundus und Faizabad aus.

### Irak 2003–2011

Chris Kyle erfolgreichster US-Scharfschütze im Irak

Die von deutschen Scharfschützen während des Ersten Weltkrieges entwickelte Taktik des Lockvogels soll als Variante („Ködern“) bei der Besetzung des Irak 2003–2011 von amerikanischen Scharfschützen praktiziert worden sein. Die „Köder-Taktik“ wurde wahrscheinlich von der Asymmetric Warfare Group, einer Einheit der US-Army, die auf asymmetrische Kriegsführung spezialisiert ist, entwickelt. Wie aus Dokumenten eines Militärgerichts hervorgeht, wurden beim „Ködern“ militärische Gegenstände ausgelegt wie z. B. Sprengschnüre, Plastiksprengstoff und Munition. Iraker die diese Gegenstände aufsammelten sollten getötet werden. Captain Matthew P. Didier, Anführer eines Scharfschützen-Aufklärungszuges des 1. Bataillons des 501. Infanterieregiments, gab in einer eidesstattlichen Erklärung an: „Beim Ködern legen wir einen Gegenstand aus, von dem wir wissen, dass er verwendet wird, um den Feind zu vernichten. Im Grunde legen wir einen Gegenstand aus und beobachten ihn. Wenn jemand den Gegenstand findet, ihn aufhebt und versucht damit zu verschwinden, stellen wir uns der Person, denn ich sehe das als Zeichen, dass sie den Gegenstand gegen die US-Streitkräfte einsetzen werden.“ Inwieweit und in welchen Rahmen diese Taktik im Einsatz Anwendung fand und wie viele Menschen durch die Ködertaktik getötet wurden, ist aufgrund militärische Geheimhaltung unklar. Öffentlich wurde diese Taktik nachdem drei amerikanische Scharfschützen, Specialist Jorge Sandoval, Sergeant Evan Vela und Staff Sergeant Michael Hensley, des Mordes angeklagt wurden. Vela und Hensley erklärten den Ermittlern, dass der getötete Iraker eine AK-47 bei sich gehabt habe und eine Bedrohung dargestellt habe. Andere Soldaten behaupteten jedoch, dass die AK-47 erst nach der Erschießung des Irakers neben ihm platziert worden sei. Da die angeklagten Soldaten die Waffen vermutlich erst nachträglich bei ihren Opfern platzierten, entsprach ihre Vorgehensweise nur teilweise der „Köder-Taktik“. Die „Köder-Taktik“ wurde aber durch die Prozesse öffentlich. Die Verteidiger argumentierten, dass die „Köder-Taktik“ den angeklagten Soldaten möglicherweise Tür und Tor für ihre Taten geöffnet hat, weil es die rechtlichen Grenzen des Tötens in einem komplexen Kriegsgebiet verwischte.

### Euromaidan
Bei den Protesten in der Ukraine zwischen Ende November 2013 und Februar 2014 kam es auch zu gezielten Tötungen durch Scharfschützen, deren Auftraggeber unbekannt sind. Der umstrittene Schweizer Historiker Daniele Ganser kam daraufhin zu dem Schluss, dass es neuerdings nur ein paar Scharfschützen braucht, um eine Regierung zu stürzen.

### Neuere Entwicklung bis heute

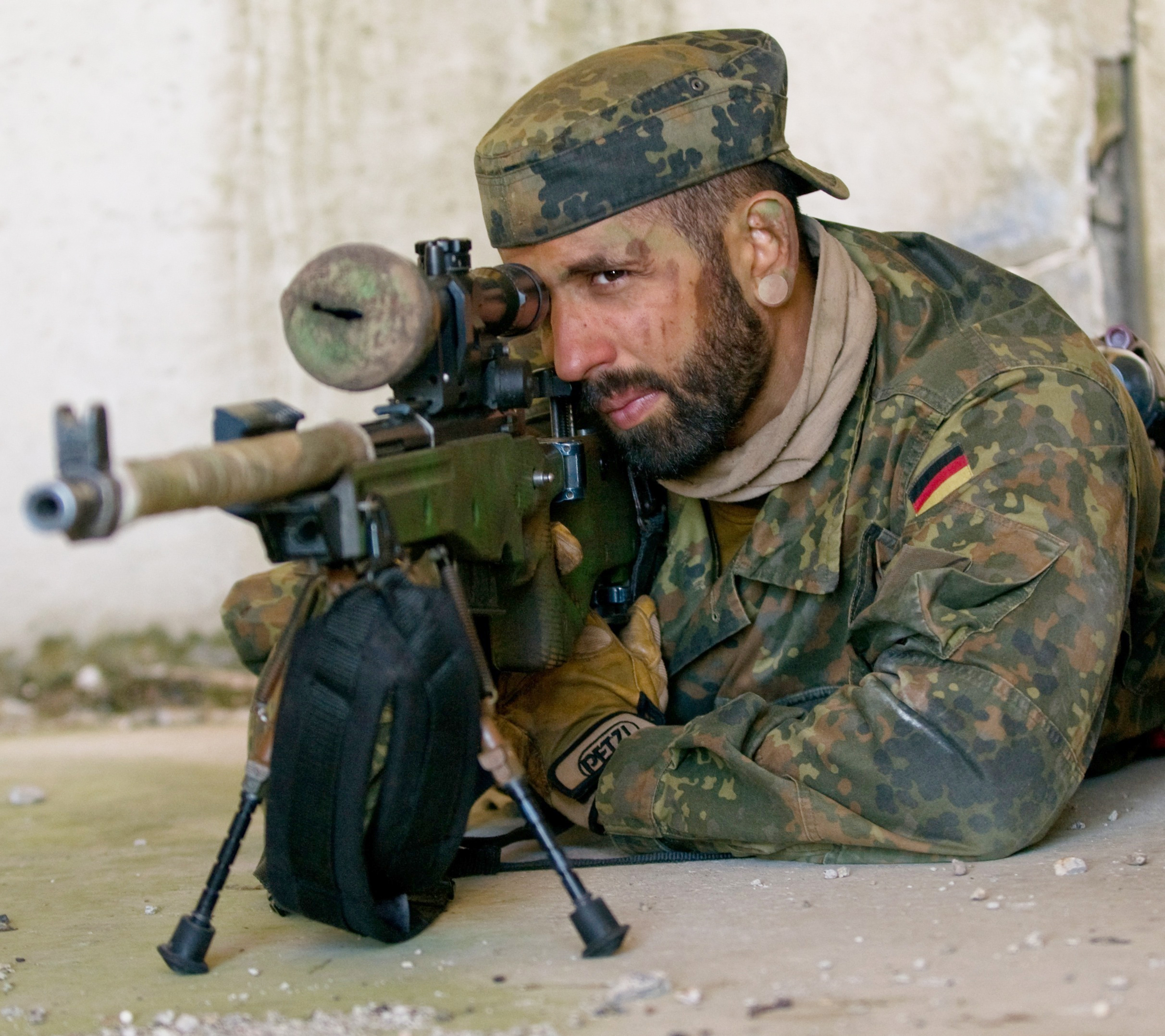
Bundeswehrscharfschütze vom Jägerbataillon 292 mit einem G22 in Litauen 2015

Im Korea- und im Vietnamkrieg setzte sich die Einsicht in die Bedeutung spezialisierter Scharfschützen durch, als man erkannte, dass das Verhältnis von abgefeuerter Munition zu tatsächlichen Treffern zu groß war. So schuf man in den Vereinigten Staaten so genannte Sniper schools, um die Soldaten im effizienten Schießen auszubilden. Die ersten militärisch konzipierten Scharfschützengewehre wurden erst Mitte der 1970er-Jahre entwickelt. Davor wurden teilweise Gewehre aus dem Zweiten Weltkrieg, Jagd oder Sportgewehre, in der Regel ohne ballistisches Absehen wie z. B. Mildot, verwendet. Das gebräuchlichste Absehen war Absehen 6 oder auch Cross Hair genannt.
Wie in den meisten Staaten wurde auch in Deutschland die Scharfschützenausbildung nach dem Zweiten Weltkrieg vernachlässigt. Bis Mitte der 1990er-Jahre fand die Scharfschützenausbildung der Bundeswehr bataillonsintern in den Kampfkompanien statt und es gab einen zweiwöchigen Scharfschützenlehrgang (Zielfernrohrschütze G3) für Reservisten. Die Bundeswehr setzte bis dahin das G3A3 mit Zielfernrohr Hensoldt Fero Z-24, 4x30, Absehen 1 (German reticle) als Scharfschützengewehr ein. Ein Umdenken setzte erst mit den ersten Auslandseinsätzen ein. Für den SFOR-Einsatz und das KSK beschaffte die Bundeswehr 1997 das G22 und forcierte daraufhin die Scharfschützenausbildung. 2016 führte die Bundeswehr das G29 ein. Es wird von C. G. Haenel in Suhl hergestellt und löste das G22 sukzessive ab.

## Technik

### Standard-Scharfschützengewehre bis 1945
- Mosin-Nagant 7,62 × 54 mm R
- Mauser Modell 98 7,92 × 57 mm
- Lee-Enfield .303 British
- Springfield M1903 .30-06 Springfield
- Gewehr 43 7,92 × 57 mm

für weitere Langwaffen siehe Scharfschützengewehr

### Effektive Reichweite und Streukreise (Präzision) verschiedener Gewehre

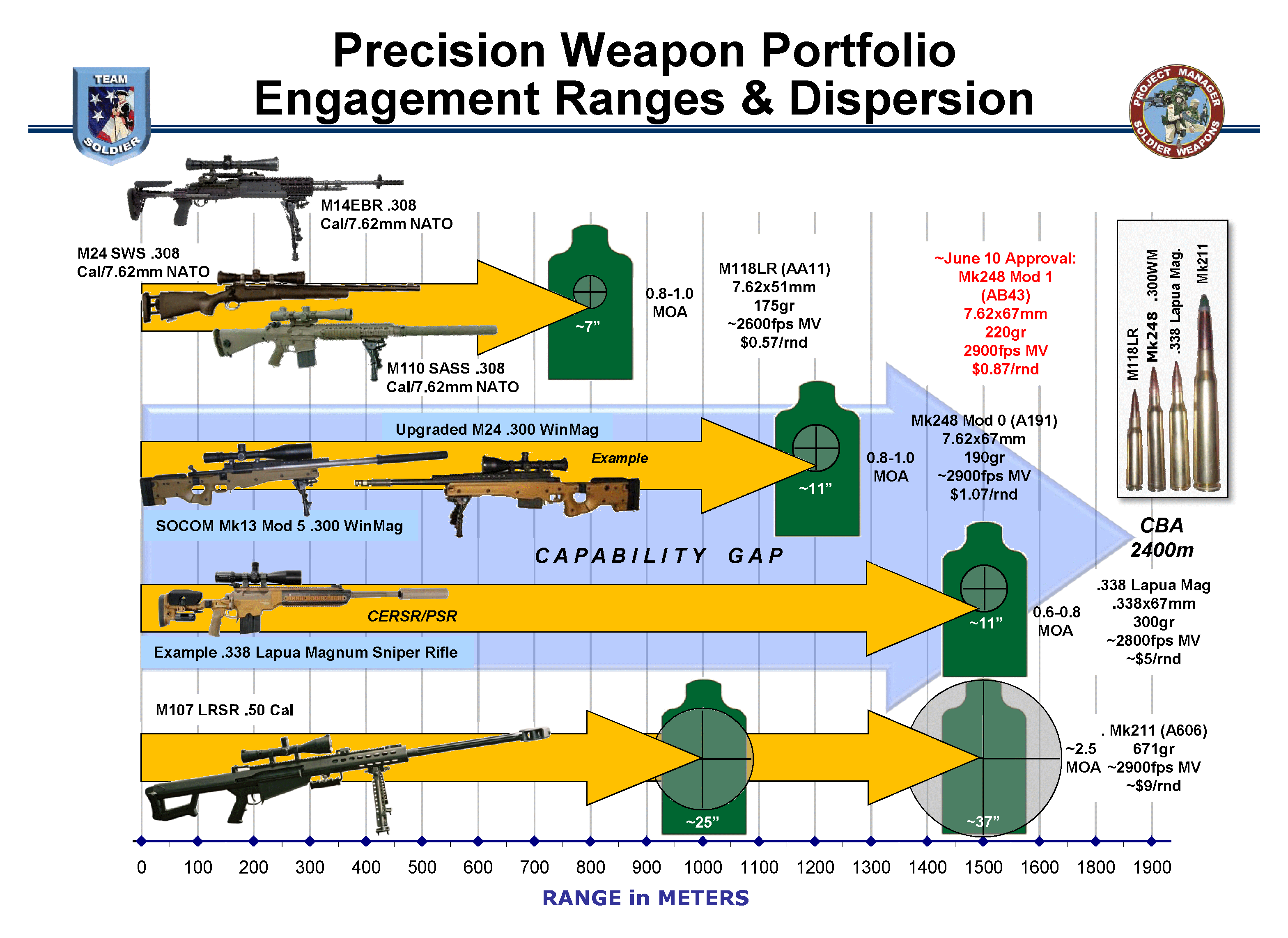
Reichweite und Streukreise verschiedener Gewehre

Die Präzision von Gewehren wird mittels des Streukreises angegeben. Streukreise werden mit 3 oder 5 Schuss ermittelt. Der Streukreis ist dabei die Entfernung der Mittelpunkte der zwei Schüsse, die am weitesten voneinander entfernt liegen. Streukreise werden in Cm oder in MOA (sechzigster Teil eines Winkelgrads) angegeben. Bei Cm muss die Entfernung (meist 100 m) mit angegeben werden. Dies entfällt bei MOA, da MOA ein Winkelmaß ist.
MOA ist ein Winkelmaß, welches sich mit zunehmender Entfernung im gleichen Maße vergrößert.
1 MOA ist auf
- 100 m = 2,91 cm,
- 200 m = 5,82 cm,
- 300 m = 8,73 cm
- usw.

Das metrische Gegenstück zu MOA ist MilRad (ein Milliradiant = ein Tausendstel Teil eines Radianten).
1 MilRad ist auf
- 100 m = 10 cm,
- 200 m = 20 cm,
- 300 m = 30 cm
- usw.

Im Gegensatz zur regulären Infanterie verwenden die meisten Scharfschützen spezielle Los-Nummern oder gar eigens für sie produzierte Munition mit geringen Fertigungstoleranzen.

### Maximale Reichweiten für gängige Scharfschützenkaliber
| Patrone/Kaliber                     | Maximale effektive Reichweite |
| ----------------------------------- | ----------------------------- |
| 5,56 × 45 mm NATO (.223 Remington)  | 300–500 m                     |
| 7,62 × 51 mm NATO (.308 Winchester) | 800–1000 m                    |
| 7,62 × 54 mm R                      | 800–1000 m                    |
| .300 Winchester Magnum              | 900–1200 m                    |
| .338 Lapua Magnum                   | 1300–1600 m                   |
| .408 Chey Tac                       | 1500–2000 m                   |
| .50 BMG (12,7 × 99 mm NATO)         | 1500–2000 m                   |
| 12,7 × 108 mm (russisch)            | 1500–2000 m                   |
| 14,5 × 114 mm (russisch)            | 1900–2300 m                   |

### Absehen (Fadenkreuz)

Gebräuchliche Absehen

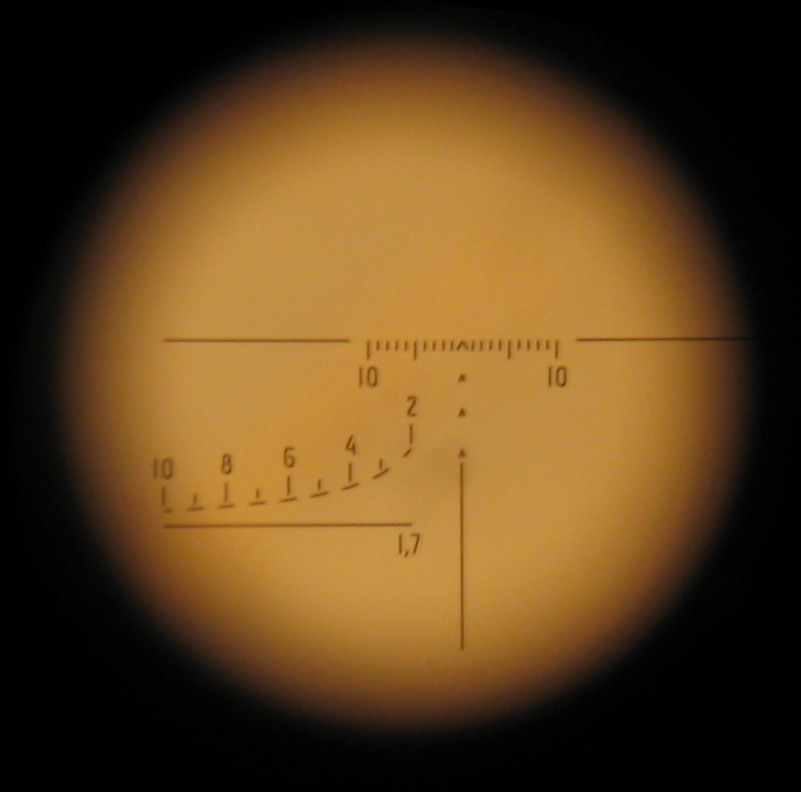
SVD-type bzw. Dragunow Absehen mit Entfernungsskala („Entfernungstreppe“). Stehender Mann (1,70 m) passend von 200 bis 1000 m Entfernung

Wie in allen technischen Bereichen gab es auch bei den Absehen eine historische Entwicklung. So wurde bei den deutschen Armeen bis Ende des Zweiten Weltkrieges meist das Absehen 1 (German reticle) verwendet. Die Bundeswehr setzte beim G3A3 mit dem Zielfernrohr Hensoldt Fero Z-24, 4x30 das Absehen 1 sogar noch bis Anfang der 1990er-Jahre ein. Das Tätigkeitsabzeichen Scharfschütze/Zielfernrohrschütze der Bundeswehr hat als Wappen ebenfalls ein Absehen 1. Im Korea- und Vietnamkrieg wurde meistens mit dem Sportabsehen Crosshair oder mit dem Jagdabsehen Duplex Crosshair gearbeitet. Seit den 1970er-Jahren findet in der Regel das Mil-dot oder eine abgewandelte Form des Mil-dot Verwendung.
Die verschiedenen Absehen mit den verschiedenen Einsatzzwecken:
- Crosshair: Wird meist von Sportschützen verwendet, da diese in Wettkämpfen auf vorher festgelegten Distanzen schießen. Das feine Absehen findet aber auch Verwendung in der Varmintjagd (z. B. Jagd auf Kojoten). Da sich im jagdlichen Bereich die Entfernungen immer ändern, wird das Crosshair im jagdlichen Bereich meist mit einem ballistischen Höhenturm (zur Änderung der Entfernung) verwendet.
- Duplex Crosshair: Klassisches Jägerabsehen für Entfernung bis 200 m. Wird darüber hinaus geschossen, dann meist in Verbindung mit einem ballistischen Höhenturm. In Deutschland dem Absehen 4 sehr ähnlich.
- German reticle: Im Deutschen auch Absehen 1 genannt. Das Absehen 1 wurde größtenteils in den deutschen Armeen in beiden Weltkriegen verwendet und im jagdlichen Bereich noch bis in die 1970er-Jahre. Es hat den Vorteil, dass das Ziel auf der Spitze aufgesetzt werden kann und somit nicht den Zielbereich verdeckt. Dies ist nützlich, wenn das Ziel sehr weit entfernt und zusätzlich noch sehr klein ist.
- Target dot: Wird in niedrigen Vergrößerungen oftmals auf Bewegungsjagden (z. B. Drückjagd) verwendet. Meist ist der Punkt im Zentrum zusätzlich noch rot beleuchtet. Ohne Kreuz bzw. nur als Rotpunkt mit keiner oder nur mit einer geringen Vergrößerung wird es als Reflexvisier eingesetzt.
- Mil-dot: Klassisches Absehen für Scharfschützen oder für Jäger, die jenseits der 250 m jagen. Die Punkte sind meist ein Milrad (10 cm auf 100 m) auseinander. Im angloamerikanischen Sprachraum wird vereinzelt mit Winkelminuten (Minute of Angle, MOA = 2,91 cm auf 100 m) gearbeitet. Mit beiden Maßeinheiten (Mil-dot oder MOA) kann der Schütze/Jäger den Abfall der Kugel kompensieren und die Entfernung zum Ziel schätzen. In der Bildebene 1 funktioniert das in jeder Vergrößerung, in der Bildebene 2 nur in einer bestimmten Vergrößerung. Siehe: Absehen Die horizontalen Punkte werden als Vorhaltemarkierung genutzt, z. B. bei bewegten Zielen oder Seitenwind.
- Circle: Wird in niedrigen Vergrößerungen oftmals von Behörden (Polizei oder Bundeswehr) verwendet z. B. im Häuserkampf. Das Ziel kann durch den großen roten Kreis schnell erfasst werden. Meist ist der Kreis zusätzlich noch rot beleuchtet. Das Zielkreuz wird in der Regel auf 100 m eingeschossen und mit dieser Einstellung können Ziele im Nahkampf dann schnell mit dem roten Kreis erfasst und bekämpft werden.
- Old rangefinding: Extrem seltener Einsatz. Das zweite Kreuz kann für eine zweite Entfernung (Nahbereich) eingesetzt werden.
- Modern Rangefinding: Ist eine Mischung von Duplex Crosshair (klassisches Jagdabsehen) und Mil-dot. Wird meist von Jägern eingesetzt, die großes Wild bis 400 m jagen.
- SVD-type: Dragunow Absehen mit verschiedenen Haltepunkten (bzw. Winkel) für verschiedene Entfernungen. Links unten ist eine Entfernungsskala umgangssprachlich auch „Entfernungstreppe“ genannt. Wenn ein stehender Soldat (1,70 m) rechts eingepasst werden kann, dann ist er 200 m entfernt. Kann der Soldat ganz links außen eingepasst werden, dann ist er 1000 m entfernt. Auch wenn das SVD-type Absehen nach aktuellem Standard als veraltet gilt, so erfreut es sich auch heute noch großer Beliebtheit. Dies liegt hauptsächlich an den hohen Produktionszahlen der Dragunow und seiner „Verwandten“ (wie z. B. dem PSL-Gewehr) und an der „Entfernungstreppe“, die vor allem von Soldaten, denen kein hochpreisiger Entfernungsmesser zur Verfügung steht, geschätzt wird. Des Weiteren fällt mit der „Entfernungstreppe“ die Umrechnung der Größe mit den Milrad-Punkten weg und der Schütze kann somit schneller die Entfernung zum Ziel schätzen und agieren.[196][197][198][199]

## Einsatzkonzepte

### Scharfschützen

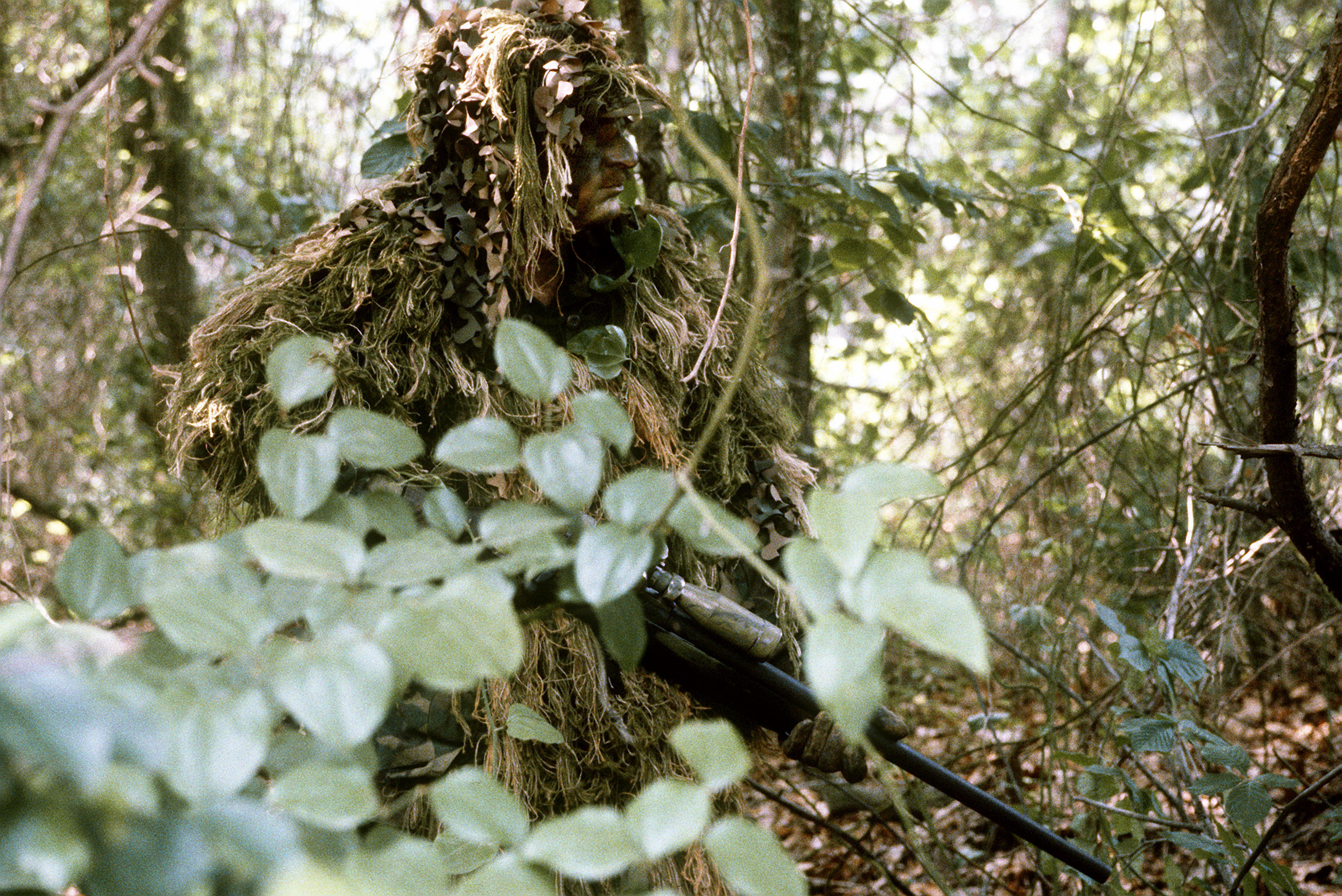
Scharfschütze im Ghillie-Tarnanzug

Scharfschützen (engl. Sniper) sind Soldaten, die eingebunden in eine Kompanie, meist auf weite Entfernungen bei Tag und Nacht feindliche Soldaten bekämpfen. Sie überwachen und sichern Räume und Objekte durch Feuer, klären Feinde auf und bekämpfen sie. Scharfschützen kämpfen in Zweiertrupps überwachend aus rückwärtigen Feuerstellungen, eingebunden in die Truppe, selten hinter feindlichen Linien, aber auch tief im feindlichen Hinterland. Gruppenzielfernrohrschützen sind in ihre Teileinheit eingebunden.
Der 2-Mann Scharfschützentrupp – ein Schütze (engl. Shooter oder Sniper) und ein Beobachter (engl. Spotter), der den Schützen unterstützt – wechseln sich in der Funktion Schütze und Beobachter meist ab. Durch den Einsatz von Scharfschützen sollen die Kampfmoral des Feindes gemindert, Feindkräfte gebunden oder behindert, sowie Wehrmaterial oder Schlüsselpersonal ausgeschaltet werden. Dazu zählen in erster Linie feindliche Scharfschützen, feindliche Führer, Bedienungspersonal von Geschützen und Maschinengewehren, Funker, aber auch Radaranlagen und elektronische Zieleinrichtungen.
Maßnahmen gegen Scharfschützen sind Stellungswechsel, wenn eine eigene Position erkannt wurde, der Einsatz von Periskopen, Rauchkörpern und eigenen Scharfschützen, die ins direkte Duell mit dem feindlichen Scharfschützen gehen (counter-sniping). Ist der ungefähre Standort eines Scharfschützen bekannt, können Artillerie und insbesondere Mörser, die dem Verband unterstehen, mit Sprengsplittergranaten eingesetzt werden. Eine Präventivmaßnahme für Führungskräfte ist das Verbergen von äußerlichen Hinweisen auf militärische Ränge. Das militärische Grüßen und Tragen von Offiziersuniformen unterbleibt. Ein berühmtes Beispiel für die Wichtigkeit dieser Maßnahme war der Tod des britischen Admirals Horatio Nelson bei der Seeschlacht von Trafalgar 1805: Ein französischer Scharfschütze, der sich beim Bord-an-Bord-Kampf mit dem englischen Flaggschiff Victory im Mars der Redoutable verschanzt hatte, erkannte den britischen Admiral anhand seiner goldbestickten Uniform und seinen Orden und verletzte ihn tödlich.
Die Reichweite von Scharfschützengewehren kann in Ausnahmefällen bis zu 2500 Meter betragen. Sie ist von Waffe, verwendeter Munition und Witterungsverhältnissen abhängig. Die übliche Einsatzreichweite beträgt etwa 600 bis 800 Meter. Die geringste Distanz hängt von den Versteck- und Tarnmöglichkeiten ab. Es gab schon erfolgreiche Einsätze aus 90 Metern Entfernung. Wie bereits oben erwähnt, wurde ein Treffer aus einer Entfernung von 3540 Metern im Mai 2017 im Krieg gegen den sogenannten „Islamischen Staat“ erzielt. Der Schuss wurde von einem Angehörigen einer kanadischen Spezialeinheit abgegeben. Das Projektil wurde aus einem McMillan Tac-50-Gewehr abgefeuert und flog über 10 Sekunden, bevor es sein Ziel traf.
Das Überleben des militärischen Scharfschützen hängt in erster Linie von seiner Tarnung durch Geländeausnutzung bei Annäherung und Bewegungslosigkeit sowie Ausweichen und richtigem Verhalten im Gelände ab sowie vom Vorhandensein von ausreichend getarnten und gedeckt erreichbaren Wechselstellungen. Unterstützt wird dies durch selbstgefertigte Tarnanzüge, die auch ghillie suit genannt werden. Für die Tarnung gilt die Regel: 80 % des Tarnmaterials aus der Natur (Sichtdeckung durch Äste, Gras, Erde sowie Bewegungslosigkeit) und 20 % künstliches Tarnmaterial (Tarnanzug und Tarnüberwurf).
Zur Ausstattung von Scharfschützen gehört spezifische Ausrüstung – für den Spotter Spektiv, Windmesser und Barometer/Höhenmesser, da sowohl die Windstärke als auch die Lufttemperatur und Luftdichte durch Höhe über Grund Einfluss auf die Ballistik der Scharfschützenwaffe nehmen, sowie Laserentfernungsmesser und Unterlegmatten für die stundenlange Beobachtung. Scharfschützen sind daher auch in die Führungsunterstützung auf Gefechtsebene eingebunden und ermitteln den Chill-Faktor für die Gruppe und Vorsorgemaßnahmen im Kälteschutz für den Zug im Einsatzraum. Für die Erstellung der Lagedokumentation durch die PsyOps liefern Scharfschützen laufende Bilddokumentationen durch Videoaufnahmen der Einsätze.

### Gruppenscharfschützen

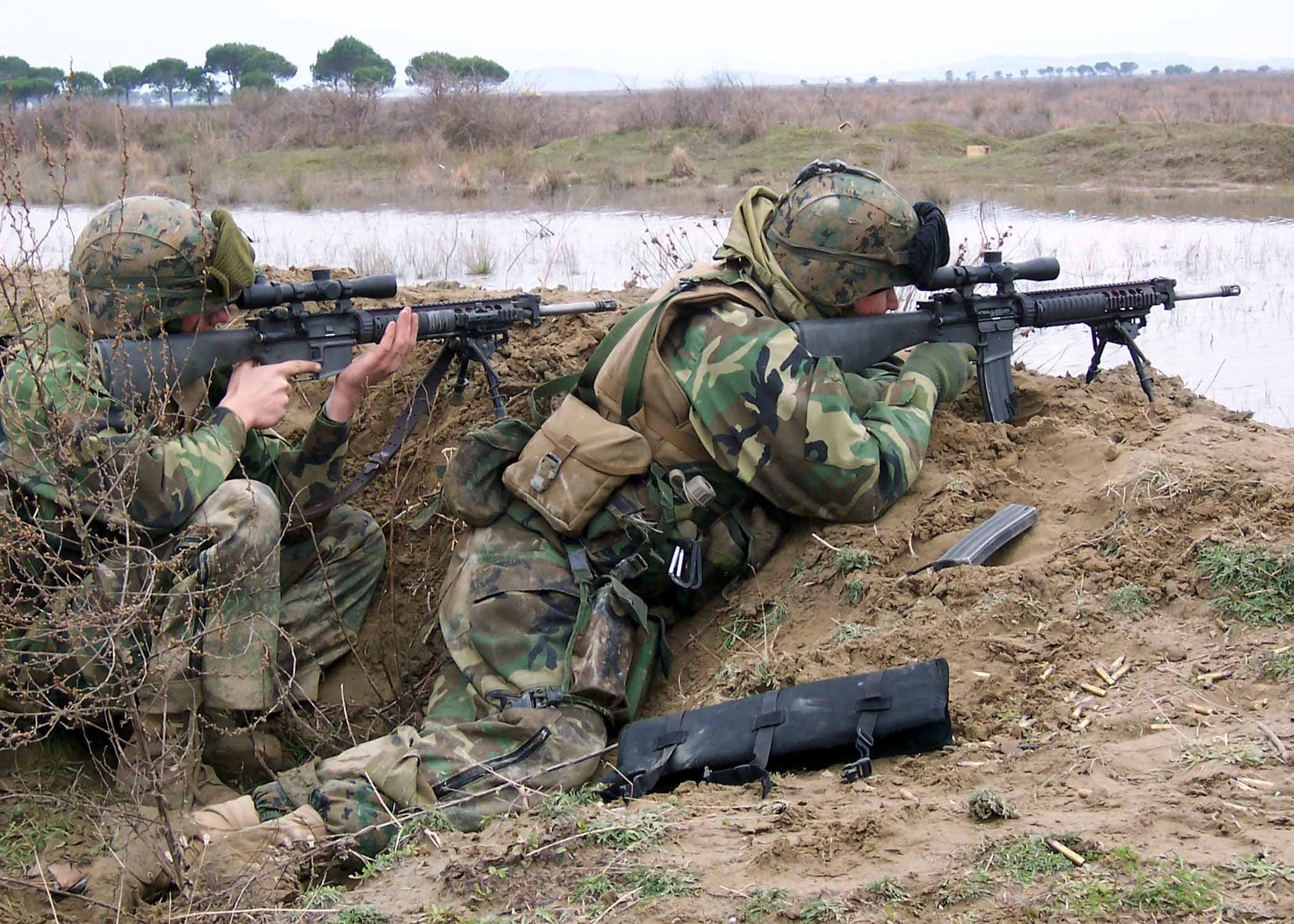
Designated Marksmen der Marines bei einer Übung

„Gruppenscharfschütze“ oder Zielfernrohrschützen sind in eine Gruppe eingebundene Soldaten, die Ziele bis 600 Metern Entfernung mit gezieltem Einzelfeuer bekämpfen. Diese Form war bereits in der Wehrmacht bekannt und wurde auch in die Infanteriegruppe der Bundeswehr übernommen. In der United States Army und dem United States Marine Corps werden diese Soldaten als Squad Designated Marksman bezeichnet, die ihre Gruppe (Squad) direkt unterstützen.
Diese Soldaten kämpfen als Bestandteil ihrer Gruppe, haben aber einen zusätzlichen Lehrgang absolviert. In der Bundeswehr waren die Gruppen-ZF-Schützen, heute Gruppenscharfschützen, mit dem G3 A3 ZF, heute zumeist HK MR308 ausgestattet. Ihre Ausbildung erfolgte innerhalb der Kompanie und war vornehmlich schießtechnisch ausgelegt. In der US Army sind sie mit der modifizierten Variante Mk 12 SPR des regulären M16 (Zielfernrohr, schwerer Lauf, Zweibein) oder, wie z. B. bei den Marines, mit speziellen Gewehren, so genannte Designated Marksman Rifles (DMR), ausgerüstet. In der israelischen Armee heißen diese ZF-Schützen Kalat Saar. Wesentlicher Unterschied zwischen einem Scharfschützen und einem Gruppen-Zielfernrohrschützen ist, dass Ersterem taktisch ein Einsatzraum befohlen wird, dem Gruppen-Zielfernrohrschützen eine Stellung.
„Erfunden“ wurde das Konzept der Designated Marksmen wahrscheinlich während des Zweiten Weltkrieges, als man auf deutscher Seite Scharfschützen in Infanteriegruppen einband, damit diese sich besser gegen sowjetische Scharfschützen verteidigen konnten. Dasselbe wurde dann auch von den Amerikanern als Antwort auf deutsche Scharfschützen an der Westfront getan. Nach dem Krieg wurde dieses Prinzip in der Sowjetarmee standardmäßig weitergeführt, bei der in jeder Infanteriegruppe ein Schütze eingebunden war, der mit einem Dragunow-Scharfschützengewehr im Kaliber 7,62 × 54 mm R ausgerüstet war. In der Bundeswehr wurde bei der Infanterie (Grenadiere, Jäger, Fallschirmjäger und Gebirgsjäger) das Konzept mit zwei Zielfernrohrschützen je Gruppe mit HK G3 A3ZF, Zielfernrohrgewehr aus Serienproduktion, fortgeführt.

### Präzisionsschützen
Als Präzisionsschütze wird heute ein Polizeischütze bezeichnet, der durch seine Ausrüstung und Ausbildung in der Lage ist, auf größere Distanz Ziele präzise zu treffen. Er hat und benötigt jedoch nicht die „Einzelkämpferausbildung“ eines militärischen Scharfschützen.

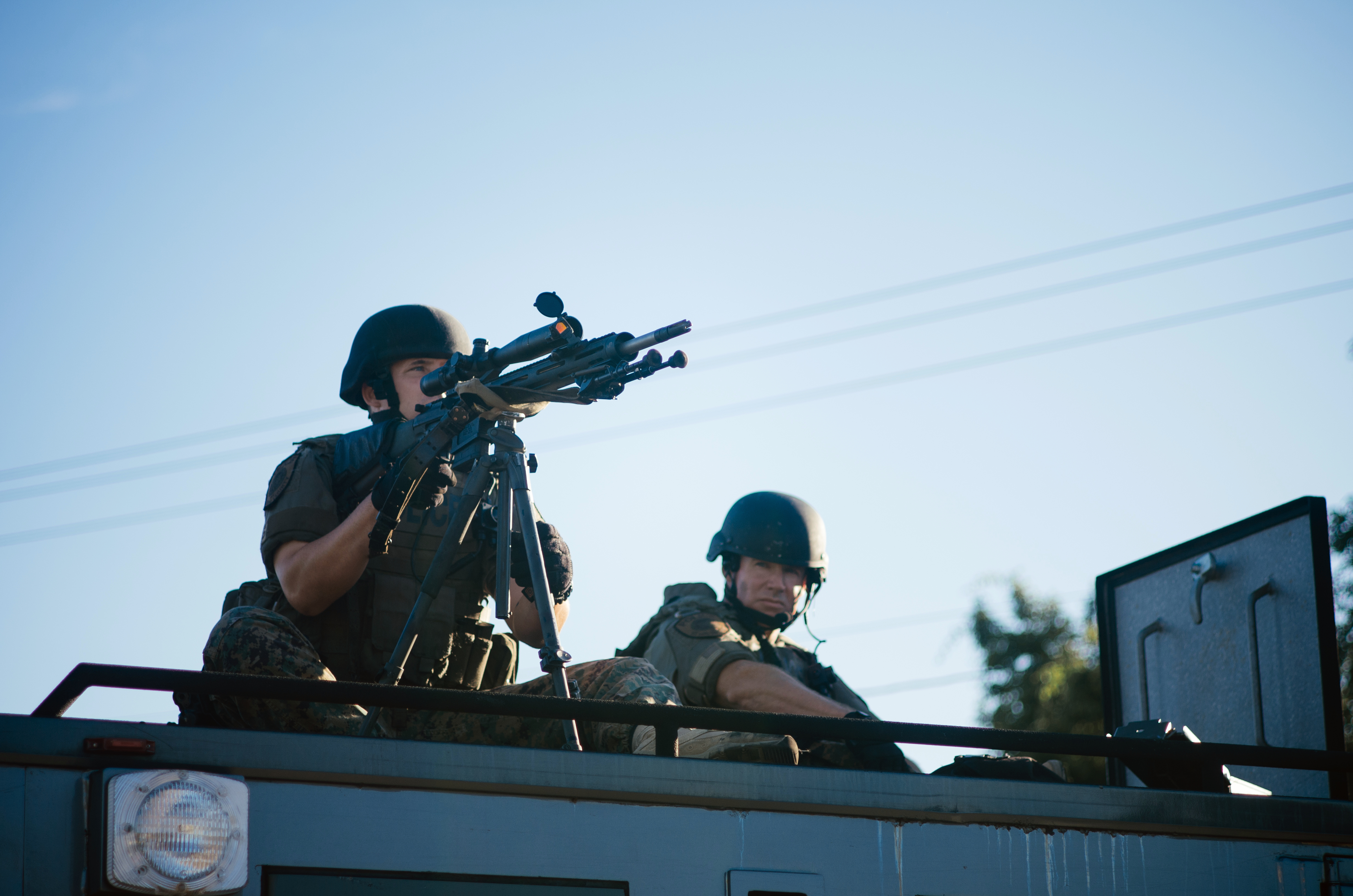
Präzisionsschütze während der Unruhen in Ferguson

Präzisionsschützen der Polizei und der Feldjäger der Militärpolizei haben den Auftrag, durch gezielte Schüsse eine extreme Gefahrensituation abzuwenden, also z. B. Verbrechensopfer zu retten. Außerdem dienen sie als Beobachter, was in den meisten Fällen ihre einzige Funktion bleibt, und helfen bei der Planung von Sicherungsmaßnahmen bei gefährdeten Ereignissen. Im Vergleich mit militärischen Scharfschützen ergeben sich für ihren Einsatz völlig andere Beschränkungen und Rechtsgrundlagen, bedingt durch die Unterschiede von Polizeirecht und Kriegsrecht.
Auch der eigentliche Einsatz unterscheidet sich grundlegend: Polizeischützen schießen auf vergleichsweise kurze Entfernungen zwischen 50 und 120 Metern, um unbeteiligte Personen oder Geiseln nicht zu gefährden, während militärische Scharfschützen Distanzen von bis zu 2500 Metern abdecken. Sie stehen dabei in ständigem Kontakt zur Einsatzleitung, die auch das Ziel und den Zeitpunkt des Schusses klar festlegt. Außerdem müssen Präzisionsschützen der Polizei mit dem ersten Schuss den Straftäter unbedingt an der Fortsetzung seiner Tathandlung hindern. Hierzu wird nach Möglichkeit der Hirnstamm des Straftäters anvisiert. Bei Zerstörung des Hirnstammes wird der Getroffene augenblicklich handlungsunfähig (Mannstoppwirkung) und ist auch zu keinen reflexartigen Reaktionen mehr fähig.
Eine Tarnung spielt dabei keine so maßgebliche Rolle wie bei den Streitkräften, da Polizeischützen in der Regel nicht durch Feindaufklärung und Beschuss bedroht sind und nach der Schussabgabe nicht verborgen bleiben müssen. Ebenso dauert ein polizeilicher Präzisionsschützeneinsatz nur wenige Stunden, in denen sich die Schützen abwechseln können. Ein Problem für polizeiliche Präzisionsschützen in Deutschland ist die teilweise unterschiedliche Gesetzeslage hinsichtlich des finalen Rettungsschusses (siehe dort) in den einzelnen Bundesländern. Auch bei polizeirechtlich vorgesehenem finalen Rettungsschuss muss die Verhältnismäßigkeit anschließend von der Justiz geprüft werden.
Die Entwicklung des polizeilichen Scharfschützenwesens lässt sich mit dem Aufkommen des Terrorismus und der Schwerstkriminalität in den 1970er-Jahren ansetzen.
Der bekannteste Präzisionsschütze ist der ehemalige FBI-Agent Lon Horiuchi. Beim Konflikt von Ruby Ridge schoss er, am 22. August 1992, auf 180 m auf Kevin Harris, den er aber nur verletzte. Beim zweiten Versuch ihn zu töten erschoss er versehentlich Vicki Weaver. Eine Anklage gegen ihn wegen fahrlässiger Tötung wurde von mehreren Instanzen abgewiesen.

## Psychologisches Anforderungsprofil

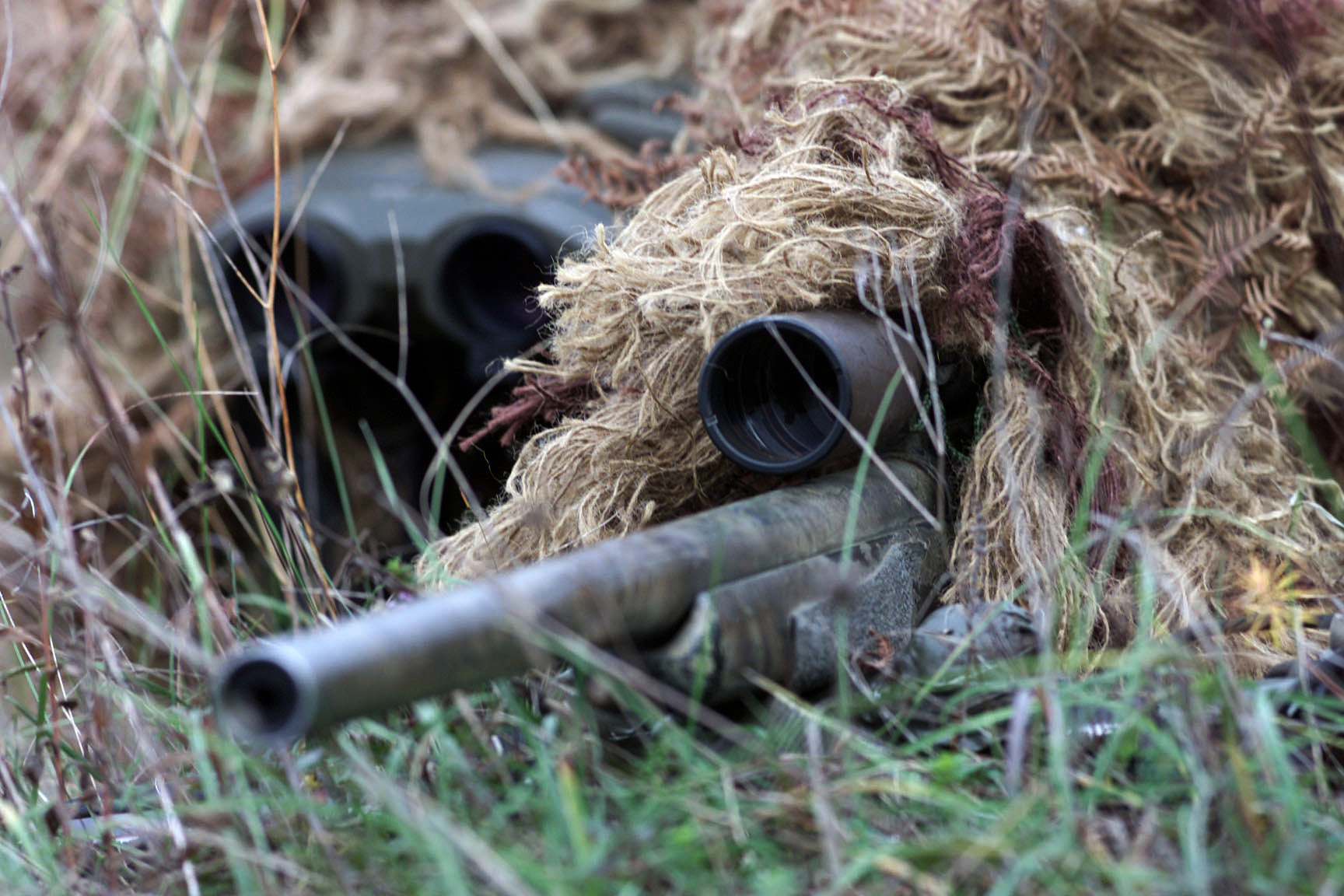
Marines bei einer Übung im Jahr 2000 in Slunj (Kroatien)

Scharfschützen sollen besonders stressresistent, ausgeglichen, geduldig und intelligent sein. Diese Fähigkeiten werden benötigt, da Scharfschützen im Einsatz meistens auf sich gestellt sind, häufig einer sehr monotonen Aufgabe nachgehen und unabhängig in kleinen Gruppen bzw. alleine operieren. Deshalb müssen sie in der Lage sein, Entscheidungen selbst zu treffen, auf neue Situationen zu reagieren und zahlreiche Informationen auszuwerten.
Die besondere Einsatzart des Scharfschützen, aus dem Hinterhalt zu töten und nicht aus einer konkreten Notwehrsituation, erfordert Kaltblütigkeit und kann besondere psychische Probleme verursachen.
Beispielsweise lernt der Schütze während einer Observation, die Stunden oder Tage dauern kann, das Ziel mit all seinen menschlichen Eigenheiten (Lachen, Essen und anderen Dingen des normalen Lebens) kennen und kann dessen Mimik sehen. Gleichzeitig stellen die beobachteten Personen keine persönliche Bedrohung dar und wissen im Normalfall nicht von der Gegenwart des Schützen. Dabei kann eine Subjektivierung einsetzen, bei der die Zielperson zu einem Menschen wird, den man zu kennen glaubt. Deshalb soll der Schütze fähig sein, auch bei Individualisierung der Zielperson abzudrücken, ohne dabei übermäßig unter dem von ihm verursachten Tod des getöteten Menschen zu leiden. Nicht selten ist wegen dieser Individualisierung psychologische Betreuung nach einem Einsatz erforderlich.

## Bekannte Scharfschützen

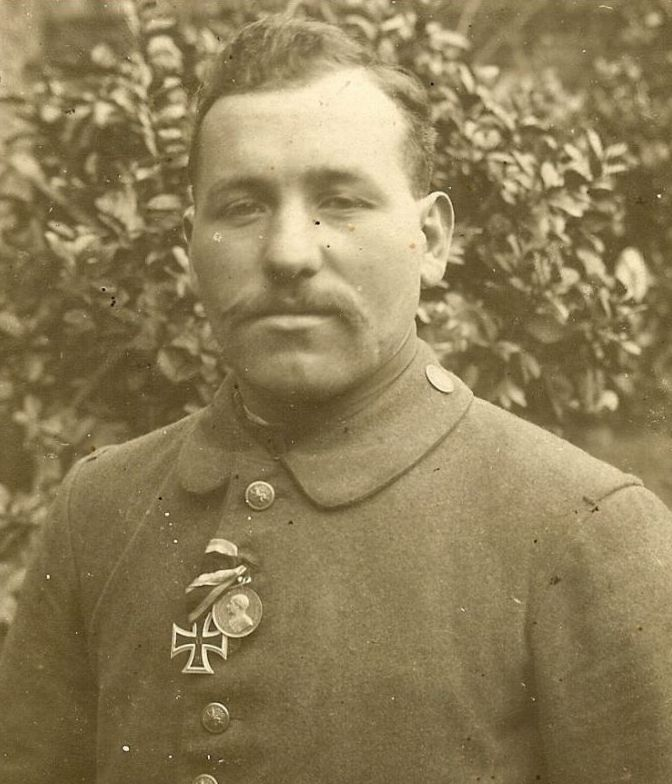
Georg Herrnreiter, Wilderer und Scharfschütze. 121 bestätigte Abschüsse. EK2 und Bayerische Tapferkeitsmedaille.

- Friedrich Rittmüller, erster bekannter Schütze, der um 1806 in den Koalitionskriegen nach dem Prinzip des Gruppenscharfschützen agierte
- Thomas Plunket, Schütze, der am 3. Januar 1809 Brigadegeneral Auguste François-Marie de Colbert-Chabanais auf 140 m tötete
- Georg Mühlberger (1880–unbekannt), Träger der Bayerischen Tapferkeitsmedaille in Gold[50]
- Billy Sing (William Edward Sing) (1886–1943), erfolgreicher australischer Scharfschütze in der Schlacht von Gallipoli
- Leonhard Schober (1887–unbekannt), Träger der Bayerischen Tapferkeitsmedaille in Gold[50]
- Wilhelm Büttner (Soldat) (1887–unbekannt), Träger der Bayerischen Tapferkeitsmedaille in Silber und dem Militärverdienstkreuz 2. Klasse[50]
- Arthur Fulton (1887–1972), erfolgreicher britischer Scharfschütze und Olympionike
- Karl Riedl (1890–unbekannt), Träger der Bayerischen Tapferkeitsmedaille in Gold[50]
- Georg Herrnreiter (1891–1916), hochdekorierter Scharfschütze im Ersten Weltkrieg
- Francis Pegahmagabow (1891–1952), Lance Corporal; nach bestätigten Abschüssen der erfolgreichste Scharfschütze im Ersten Weltkrieg
- Simo Häyhä (1905–2002), Leutnant; nach bestätigten Abschüssen der erfolgreichste Scharfschütze der Militärgeschichte
- Friedrich Pein (1915–1975), Oberjäger der Wehrmacht und Ritterkreuzträger
- Wassili Grigorjewitsch Saizew (1915–1991), Hauptmann; bekannt durch sowjetische Propaganda in der Schlacht um Stalingrad
- Ljudmila Michailowna Pawlitschenko (1916–1974), Major und erfolgreichste Scharfschützin des Zweiten Weltkriegs
- Bruno Sutkus (1924–2003), mit 52 gewonnenen Scharfschützenduellen der erfolgreichste Counter-Sniper der Militärgeschichte[116]
- Matthäus Hetzenauer (1924–2004), Gefreiter; gilt als der erfolgreichste Scharfschütze der Wehrmacht
- Josef (Sepp) Allerberger (1924–2010), lt. Albrecht Wacker Ritterkreuz 1945, welches nicht im Bundesarchiv nachgewiesen ist[207]
- Ian Robertson (1927–2014), australischer Warrant Officer; erfolgreicher Scharfschütze im Koreakrieg und bekannter Fotograf[208]
- Zhang Taofang (1931–2007), bekannter chinesischer Scharfschütze im Koreakrieg
- Carlos Hathcock (1942–1999), Gunnery Sergeant des US Marine Corps
- Charles (Chuck) Mawhinney (1949–2024), erfolgreichster Scharfschütze des US Marine Corps
- Randall Shughart (1958–1993), Sergeant First Class der US Army; fiel 1993 in der Schlacht von Mogadischu
- Gary Ivan Gordon (1960–1993), Master Sergeant der US Army; fiel 1993 in der Schlacht von Mogadischu
- Chris Kyle (1974–2013), Navy SEAL; erfolgreichster Scharfschütze der US-Geschichte
- Craig Harrison (* 1974), ehemaliger britischer Corporal; Scharfschütze mit dem weitesten tödlichen Präzisionsschuss unter Kampfbedingungen, der namentlich bekannt ist
- Juba (the Bagdad Sniper) ist das Pseudonym eines anonymen, wahrscheinlich irakischen, Scharfschützen, der im irakischen Widerstand (2003–2011) kämpfte. Er erlangte durch das Onlinestellen seiner Tötungsvideos, welche die Tötungen mehrerer amerikanischer Soldaten mit einem Dragunow-Scharfschützengewehr zeigt, große Berühmtheit. Vom US-Militär wurde die Vermutung geäußert, dass es sich auch um eine Scharfschützengruppe handeln könnte.[209]

## Bekannte Personen, die durch Scharfschützen den Tod fanden

### Durch deutsche Scharfschützen im Ersten Weltkrieg

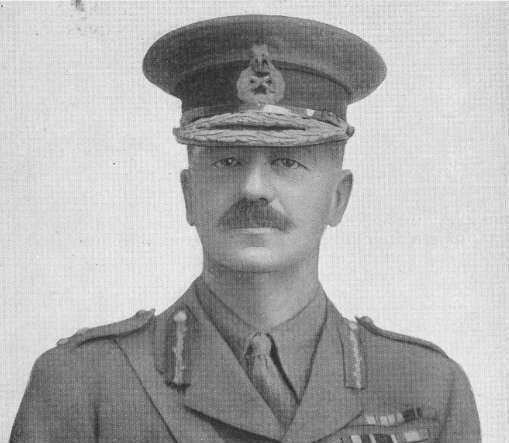
Brigadegeneral Francis Earl Johnston wurde am 7. August 1917 Opfer eines deutschen Scharfschützen

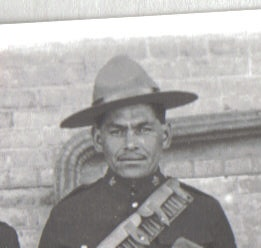
Henry Norwest, einer der erfolgreichsten Scharfschützen des Ersten Weltkrieges, starb beim Counter-Sniping mit einem deutschen Scharfschützen am 18. August 1918 in Fouquescourt

- Private James MacKenzie († 19. Dezember 1914) Victoria-Kreuz-Träger
- Sergeant Richard Francis Charles Yorke († 22. Dezember 1914), Olympiateilnehmer 1908 und 1912
- Brigadegeneral Sir John Edmond Gough († 22. Februar 1915), Victoria-Kreuz-Träger
- Second Lieutenant Sir Edward Hamilton Westrow Hulse († 12. März 1915), 7th Baronet
- Korporal Jack Sheffield († 13. März 1915), Fußballer
- Captain Wyndham Halswelle († 31. März 1915), Leichtathlet und Olympiasieger
- Lieutenant William Glynne Charles Gladstone († 13. April 1915) Attaché und Politiker
- Brigadegeneral James Foster Riddell († 26. April 1915)
- Lieutenant Ronald Poulton († 5 Mai 1915), Rugby Union Spieler und Kapitän der englischen Nationalmannschaft
- Brigadegeneral George Colborne Nugent († 31. Mai 1915)
- Second Lieutenant James Elliot Balfour-Melville († 25. September 1915), Cricketspieler
- Generalmajor Sir Thompson Capper († 27. September 1915)
- Leutnant Harcourt Ommundsen († 30. September 1915), zweimaliger Olympiasilbermedaillengewinner
- Captain Thomas Charles Reginald Agar-Robartes († 30. September 1915), Politiker
- Lord Lieutenant-Colonel Ninian Crichton-Stuart († 2. Oktober 1915), britischer Politiker
- Captain Charles Sorley († 13. Oktober 1915), Poet
- Brigadegeneral John Frederick Hepburn-Stuart-Forbes-Trefusis, († 24. Oktober 1915)
- Alwyn Bramley-Moore († 4. April 1916), Politiker
- Lieutenant Alec Leith Johnston († 22. April 1916), Schriftsteller
- Second Lieutenant James Marsden Simpson († 9. Mai 1916), Yorkshire Rugby Stürmer
- Brigadegeneral Frederick James Heyworth († 9. Mai 1916)
- Korporal Harold Chadwick Meadowcroft († 1. Juli 1916), Fußballer
- Second Lieutenant Donald Simpson Bell, († 10. Juli 1916), Victoria-Kreuz-Träger
- Major Billy Congreve († 20. Juli 1916), Victoria-Kreuz-Träger
- Second lieutenant Henry Samuel Teed († 24. Juli 1916), Maler
- Subalternoffizier George Sainton Kaye Butterworth († 5. August 1916), Komponist
- Captain The Hon. Richard Stanhope († 16. September 1916), Olympiateilnehmer 1908
- Leutnant Edward Wyndham Tennant († 22. September 1916), Poet
- Lieutenant Colonel William Drysdale DSO († 29. September 1916), Cricketspieler
- Sergeant Donald Forrester Brown († 1. Oktober 1916), Victoria-Kreuz-Träger
- Captain Cyril Stanley Rattigan († 13. November 1916), Cricketspieler
- Private Hector Hugh Munro (Saki) († 14. November 1916), Schriftsteller
- Captain Frederick Courteney Selous († 4. Januar 1917)
- Brigadegeneral Charles Bulkeley Bulkeley-Johnson († 11. April 1917)
- Lieutenant Robert Grierson Combe († 3. Mai 1917), Victoria-Kreuz-Träger
- Brigadegeneral Francis Earl Johnston(† 7. August 1917)
- Brigadegeneral Ronald Campbell Maclachlan († 11. August 1917)
- Brigadegeneral Alexander Colin Johnston († 16. September 1917)
- Brigadegeneral Francis Aylmer Maxwell († 21. September 1917)
- Korporal William Charles Clamp († 9. Oktober 1917), Victoria-Kreuz-Träger
- Private Alexander Decoteau († 17. Oktober 1917), kanadischer Langstreckenläufer indianischer Herkunft
- Private Edward John Didymus († 12. April 1918), Fußballer
- Sergeant Alfred Joyce Kilmer († 30. Juli 1918), Poet, Schriftsteller und Journalist
- Oberleutnant Alfred Gaby, Victoria-Kreuz-Träger († 11. August 1918)
- Captain Edward Lyman Abbott († 14. August 1918), Rugbyspieler
- Lance Corporal Henry Norwest († 18. August 1918)
- Sergeant Samuel Forsyth († 24. August 1918), Victoria-Kreuz-Träger
- Second Lieutenant Henry Lamont Simpson († 29. August 1918), Poet
- Sergeant Thomas Charles Benfield († 19. September 1918), Fußballer
- Lieutenant Colonel Bernard William Vann, († 3. Oktober 1918), Victoria-Kreuz-Träger
- Private George Edwin Ellison († 11. November 1918 um 9:30 Uhr). Er war der letzte britische Soldat, der im Ersten Weltkrieg fiel. Sein Todesort (Mons) ist ca. 7 km Luftlinie westlich vom Todesort von George Lawrence Price entfernt.
- Soldat de première classe Augustin Trébuchon († 11. November 1918 um 10:45 Uhr). Er war der letzte französische Soldat, der im Ersten Weltkrieg fiel.[210]
- Private George Lawrence Price († 11. November 1918 um 10:58 Uhr). Kanadischer Soldat. Er gilt als der letzte Soldat des Britischen Weltreiches, der im Ersten Weltkrieg (zwei Minuten vor Eintreten des Waffenstillstands) fiel.

### Durch deutsche Scharfschützen im Zweiten Weltkrieg
- Captain George Charles Grey († 30. Juli 1944), Politiker
- Major Maurice Joseph Lawson Turnbull († 5. August 1944), Cricketspieler
- Brigadegeneral James Edward Wharton († 12. August 1944)
- Korporal James L. Mooney, Jr. († 12. August 1944), American-Football-Spieler
- Major William Cavendish, Marquess of Hartington, († 9. September 1944), getötet von einem Scharfschützen der Waffen-SS
- Staff sergeant Sherwood Henry Hallman († 14. September 1944), Träger der Medal of Honor
- Lieutenant Colonel Robert George Cole († 18. September 1944), Träger der Medal of Honor
- Staff Sergeant Robert Toshio Kuroda († 20. Oktober 1944), Träger der Medal of Honor
- Sergeant Charles F. Carey Jr. († 9. Januar 1945), Träger der Medal of Honor
- Sergeant Aubrey Cosens († 26. Februar 1945), Victoria-Kreuz-Träger
- Second Lieutenant Harry J. Michael († 14. März 1945), Träger der Medal of Honor
- Private First Class Raymond J. Bowman († 18. April 1945) berühmt durch das Foto „Der letzte Tote des Krieges“ des Kriegsreporters Robert Capa im Life Magazine[211]
- Captain Ian Oswald Liddell († 21. April 1945), Victoria-Kreuz-Träger
- Major Josef Gangl († 5. Mai 1945), getötet von einem Scharfschützen der Waffen-SS, bei der Rettung des ehemaligen französischen Premierministers Paul Reynaud

### Sonstige
- Goliat durch den Präzisionsschützen und späteren König von Juda David († ca. um 1000 v. Chr.)
- Richard Löwenherz wurde am 29. März 1199 von einem Armbrustschützen verwundet und erlag am 6. April 1199 seinen Verletzungen.
- Brigadegeneral Simon Fraser vermutlich durch den amerikanischen Präzisionsschützen Timothy Murphy († 7. Oktober 1777)
- Admiral Nelson durch den französischen Marineinfanteristen Robert Guillemard aus ca. 50 m Entfernung († 21. Oktober 1805) in der Schlacht von Trafalgar
- Brigadegeneral Auguste François-Marie de Colbert-Chabanais († 16. Oktober 1809) durch den britischen Präzisionsschützen Thomas Plunkett auf ca. 140 m.[24]
- Brigadegeneral Amiel Weeks Whipple durch einen Berdan Präzisionsschützen († 7. Mai 1863)
- Generalmajor Hiram Gregory Berry durch einen konföderierten Präzisionsschützen († 3. Mai 1863)
- Generalmajor John Sedgwick durch einen konföderierten Präzisionsschützen († 9. Mai 1864)
- Generalmajor John Fulton Reynolds durch einen konföderierten Präzisionsschützen († 1. Juli 1863)
- Brigadegeneral Henry Normand MacLaurin († 27. April 1915), durch einen türkischen Scharfschützen bei Gallipoli
- Sub-Lieutenant Arthur Walderne St Clair Tisdall († 6. Mai 1915), Victoria-Kreuz-Träger, durch einen türkischen Scharfschützen bei Gallipoli
- Brigadegeneral Paul Aloysius Kenna († 30. August 1915), Victoria-Kreuz-Träger, durch einen türkischen Scharfschützen bei Gallipoli
- Private Bruce Kingsbury, Victoria-Kreuz-Träger, durch einen japanischen Scharfschützen († 29 August 1942)
- Colonel Joseph F. Hankins, ranghöchster Marine bei der Schlacht um Peleliu, durch einen japanischen Scharfschützen († 3. Oktober 1944)
- Oberst Harold C. Roberts durch einen japanischen Scharfschützen († 18. Juni 1945)
- Boško Brkić und Admira Ismić († 18. Mai 1993) nahe der Sniper Alley in Sarajevo. Die Fernsehsender PBS, CBC, NFB und WDR verarbeiteten das Geschehen in der Dokumentation „Romeo and Juliet in Sarajevo“.[212]
- Gabriele Moreno Locatelli († 3. Oktober 1993) italienischer Friedensaktivist. Durch einen serbischen Scharfschützen, als er mit einer Friedensfahne in den Händen die Brücke Most Suade i Olge überquerte.
- Zoran Đinđić serbischer Ministerpräsident. († 12. März 2003) in Belgrad von Zvezdan Jovanović auf 135 m mit einem Heckler & Koch G3 SG 1
- Generalmajor Andrei Alexandrowitsch Suchowezki durch einen ukrainischen Scharfschützen († 28. Februar 2022) bei Mariupol.[213]
- Wladimir Andonow, berüchtigter Söldner der Gruppe Wagner durch einen ukrainischen Scharfschützen († Juni 2022) in Charkiw.[214]
- Thomas Matthew Crooks († 13. Juli 2024) wurde von einem Scharfschützen des Secret Service in Butler erschossen.[215]

## Mediale Rezeption
Zahlreiche Filme und Fernsehserien widmen sich dem Thema Scharfschützen:
- 1993–2008: Die Scharfschützen (Sharpe, Fernsehserie)
- 1993: Sniper – Der Scharfschütze (Sniper)
- 1998 The Battle – Vertrauter Feind (Originaltitel: Shot through the heart)
- 2001: Duell – Enemy at the Gates (Enemy at the Gates)
- 2005: Jarhead – Willkommen im Dreck
- 2007: Shooter
- 2009 The Sniper (Hongkong)
- 2014: American Sniper
- 2015: Red Sniper – Die Todesschützin (Битва за Севастополь)
- 2017: The Wall

### Monographien
- Albrecht Wacker: Im Auge des Jägers. Der Wehrmachtsscharfschütze Sepp Allerberger. VS-Books, ISBN 978-3-932077-27-2.
- Charles Henderson: Todesfalle. Die wahre Geschichte eines Scharfschützen in Vietnam. (Über Carlos Hathcock). Heyne, München 1993, ISBN 3-453-03687-5.
- Jan Boger: Jäger und Gejagte. Die Geschichte der Scharfschützen. Motorbuch, Stuttgart 1987, ISBN 3-87943-373-9.
- Eric L. Haney: Delta Force – Im Einsatz gegen den Terror. Ein Soldat der amerikanischen Elite-Einheit berichtet. Goldmann, München 2003, ISBN 3-442-15215-1 (Zum Thema psychologisches Anforderungsprofil auf S. 162 ff.).
- Peter Brookesmith: Scharfschützen. Geschichte, Taktik, Waffen. Motorbuch, Stuttgart 2004, ISBN 3-613-02247-8.
- Ian V. Hogg (Text), Ray Hutchins (Fotos): Moderne Scharfschützengewehre. Motorbuch, Stuttgart 2004, ISBN 3-613-02014-9.
- David L. Robbins: Krieg der Ratten. Heyne, München 2001, ISBN 3-453-19001-7 (Über den Aufbau einer Scharfschützen-Schule in Stalingrad während des Zweiten Weltkrieges).
- Peter Senich: Deutsche Scharfschützen-Waffen 1914–1945. Motorbuch, Stuttgart 1996, ISBN 3-613-01732-6.
- Mark Spicer: Scharfschützen. Motorbuch, Stuttgart 2007, ISBN 978-3-613-30586-1.
- Stefan Strasser: Sniper. Militärisches und polizeiliches Scharfschützenwissen kompakt. 2. Auflage. Ares, Graz 2011, ISBN 978-3-902475-63-3.
- Siegfried F. Hübner: Scharfschützen-Schießtechnik: Schießausbildung der Scharfschützen. Kienesberger, 1999, ISBN 3-923995-16-4.
- Jack Coughlin: Shooter: The Autobiography of the Top-Ranked Marine Sniper. Amistad 2005, ISBN 0-06-447290-6.
- Martin Pegler: Out of Nowhere: A History of the military sniper. Osprey Publishing, 2004, ISBN 1-84176-854-5.
- H. Hestketh-Prichard: Sniping In France 1914–18. With Notes on the Scientific Training of Scouts, Observers, and Snipers. Helion and Company, 2004, ISBN 1-874622-47-7.
- Reinhard Scholzen: Die Infanterie der Bundeswehr. Motorbuch, Stuttgart 2011, ISBN 978-3-613-03293-4.
- Chris Kyle (mit Jim DeFelice, Scott McEwen): Sniper: 160 tödliche Treffer – Der beste Scharfschütze des US-Militärs packt aus. Riva, 2012, ISBN 978-3-86883-245-7 (Autobiografie von Chris Kyle im Irakkrieg).

### Zeitschriften
- Visier: Scharfschützen. Visier-Magazin. (Sonderausgabe, 34). Bad Ems 2004, ISBN 3-9809243-2-7.
- Interview (1967) von Hauptmann Hans Widhofner mit den Wehrmachtsscharfschützen Matthäus Hetzenauer (345 Treffschüsse), Josef Allerberger (257 Treffschüsse) und Helmut Wirnsberger (64 Treffschüsse). Alle drei waren beim Gebirgs-Jäger-Regiment 144 der 3. Gebirgs-Division. Erschienen in Truppendienst, Ausgabe 1967 Teil I: S. 109–113, Teil II: S. 224–229, Teil III: S. 297–299.

### Dienstvorschriften
- US Army Field Manual 23–10 Sniper Training.
- Bundeswehr Zentrale Dienstvorschrift (ZDv) 3/132 Das Scharfschützengewehr G22.
- Bundeswehr Heeresdienstvorschrift (HDv) 216/721 Der Scharfschütze.
- Nachdruck der Dienstvorschrift MB-60/6 der ehemaligen Nationalen Volksarmee: Einsatzgrundsätze für Scharfschützen. Enforcer 1997, ISBN 3-939700-00-2.
- Merkblatt 25/4 der Wehrmacht Anleitung für die Ausbildung und den Einsatz von Scharfschützen vom 15. Mai 1943, ISBN 978-3-7534-9960-4.